# Agricultura no Brasil

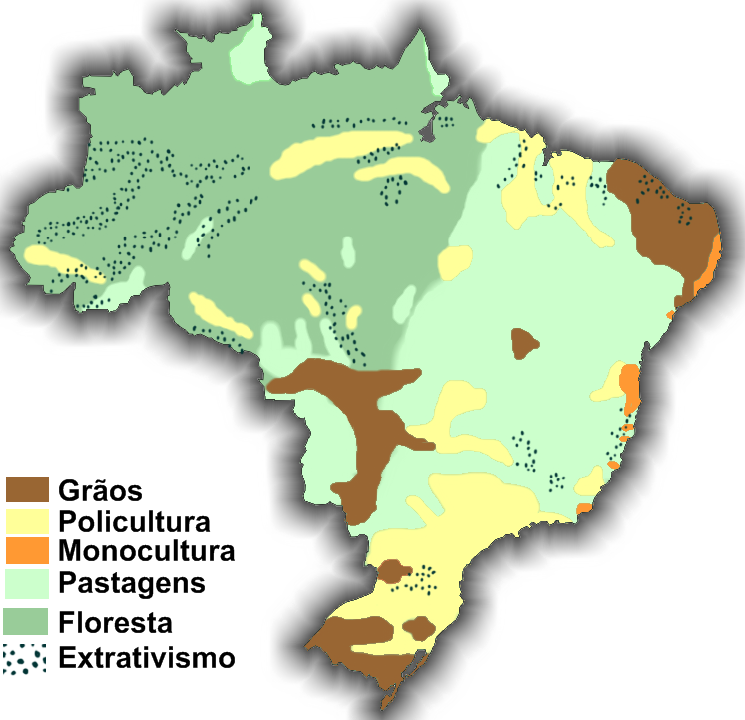
Mapa ilustrativo da agricultura no território brasileiro, com as atividades predominantes

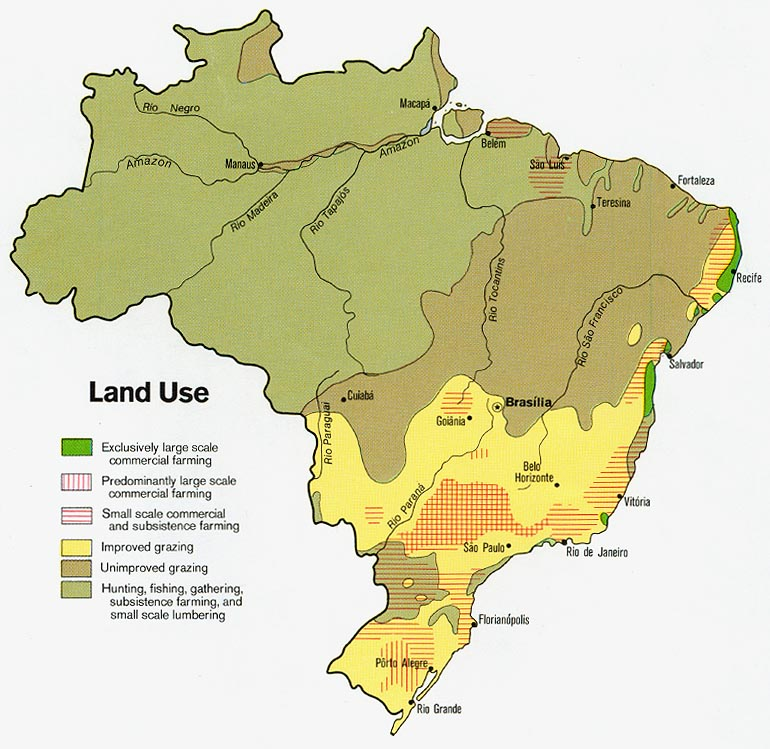
Mapa da utilização da terra no Brasil em 1977.

A agricultura no Brasil é uma das principais bases da economia do país desde os primórdios da colonização até o século XXI, evoluindo das extensas monoculturas para a diversificação da produção. A agricultura é uma atividade que faz parte do setor primário onde a terra é cultivada e colhida para subsistência, exportação ou comércio.
Inicialmente produtora de cana-de-açúcar, passando pelo café, a agricultura brasileira apresenta-se como uma das maiores exportadoras do mundo em diversas espécies de cereais, frutas, grãos, entre outros. Desde o Estado Novo, com Getúlio Vargas, cunhou-se a expressão que diz ser o "Brasil, celeiro do mundo" — acentuando a vocação agrícola do país. Apesar disto, a agricultura brasileira apresenta problemas e desafios, que vão da reforma agrária às queimadas; do êxodo rural ao financiamento da produção; da rede escoadora à viabilização econômica da agricultura familiar: envolvendo questões políticas, sociais, ambientais, tecnológicas e econômicas. Ademais, uma de suas mais importantes características é a sua estrutura fundiária extremamente concentrada com produção agrícola predominantemente voltada para o mercado externo.
Segundo resultados de pesquisa feita pelo IBGE, no ano de 2008, apesar da crise financeira mundial, o Brasil teve uma produção agrícola recorde, com crescimento na ordem de 9,1% em relação ao ano anterior, motivada principalmente pelas condições climáticas favoráveis. A produção de grãos no ano atingiu a cifra inédita de cento e quarenta e cinco milhões e quatrocentas mil toneladas. Essa produção foi a maior já registrada na história; houve aumento, em relação ao ano anterior, de 4,8% da área plantada que totalizou sessenta e cinco milhões, trezentos e trinta e oito mil hectares. A safra recorde rendeu cento e quarenta e oito bilhões de Reais, tendo como principais produtos o milho (com crescimento de 13,1%), a soja (crescimento de 2,4%).
Para Norman Borlaug, Nobel da Paz de 1970, em visita ao Brasil em 2004, o país deve se tornar o maior destaque na agricultura. Enquanto os Estados Unidos já exploram toda a sua área agricultável, o Brasil ainda dispõe de cerca de cento e seis milhões de hectares de área fértil a expandir - um território maior do que a área de França e Espanha somadas. Um dos principais problemas da agricultura no Brasil são as consequências do desmatamento – mudanças nos padrões de chuva e aumento das temperaturas.

## História
Mas, a terra em si, é de muito bons ares, frios e temperados como os de Entre-Doiro e Minho, porque nesse tempo de agora, assim os achávamos, como os de lá. Águas são muitas, infindas. E em tal maneira é graciosa que, querendo-a aproveitar, dar-se-á nela tudo, por bem das águas que tem!

— Pero Vaz de Caminha
Dos indígenas com sua agricultura primordial ao mais incrementado processo do agronegócio de exportação, o Brasil vem expandindo sua vocação agrícola, a ponto de ter na agricultura um dos principais itens de sua economia, com possibilidade de expansão sobretudo pela melhoria da qualidade produtiva.

### Primórdios

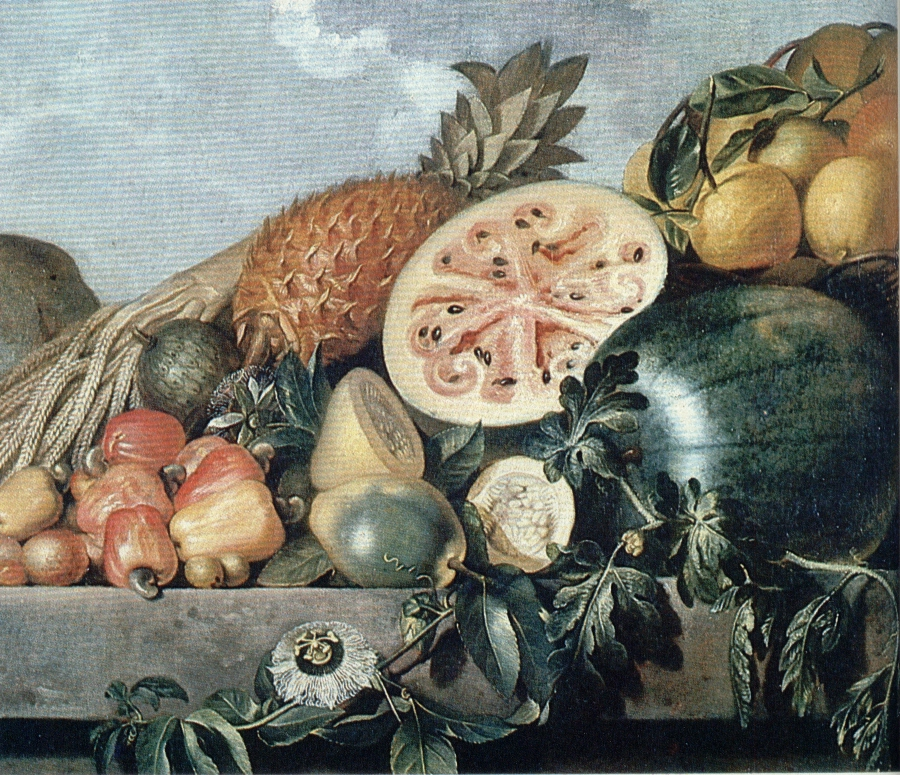
Frutas brasileiras, por Albert Eckhout durante o domínio holandês em Pernambuco.

A agricultura era uma prática conhecida pelos nativos, que cultivavam a mandioca, o amendoim, o tabaco, a batata-doce e o milho, além de realizarem o extrativismo vegetal em diversos outros cultivares da flora local, como o babaçu ou o pequi, quer para alimentação quer para subprodutos como a palha ou a madeira, e ainda de frutas nativas como a jabuticaba, o caju, cajá, goiaba e muitas outras.
Com a chegada dos europeus, os indígenas não apenas receberam-nos, como influenciaram os que chegavam: O português passara "a nutrir-se de farinha de pau, a abater, para o prato, a caça grossa, a embalar-se na rede de fio, a imitar os selvagens na rude e livre vida", no dizer de Pedro Calmon.
Até a introdução do cultivo de exportação, o extrativismo do pau-brasil foi a primeira razão econômica da posse das novas terras por Portugal.

#### As queimadas

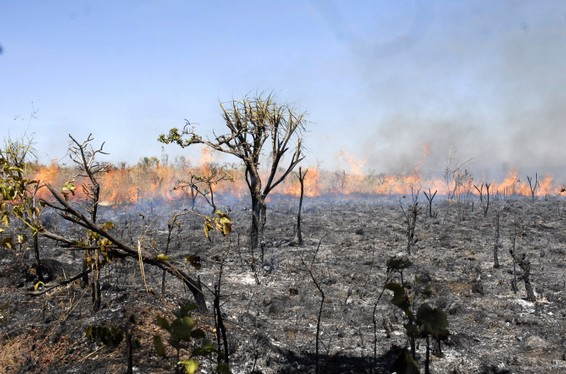
Queimadas são um dos problemas ainda presentes na agricultura brasileira.

Uma das práticas usadas pelos indígenas, na abertura dos aceiros para o cultivo era a da queimada. Isto possibilitava, além da rápida limpeza do terreno, o aproveitamento das cinzas como adubo e cobertura.
Ao contrário do que preconizam os estudiosos e pessoas que, como Monteiro Lobato, abordaram a prática como um legado nocivo dos índios, as queimadas que estes realizaram ao longo de cerca de doze mil anos de sua presença nas atuais terras do Brasil mantiveram a natureza em equilíbrio - o que deixou de ocorrer, entretanto, com a incorporação da limpeza do terreno pelo fogo à cultura europeia introduzida a partir de 1500: a divisão da terra em propriedades, o cultivo monocultor, etc., que dizimaram a flora nativa.
O manejo dos índios não era baseado apenas no fogo: a formação das roças em locais escolhidos permitia a interação com a natureza circundante, sua preservação, obtendo em troca a caça e a proteção contra pragas. Algo que foi perdido, como constatou Darcy Ribeiro, ao afirmar: "Assim passaram milênios até que surgiram os agentes de nossa civilização munidos, também ali, da capacidade de agredir e ferir mortalmente o equilíbrio milagrosamente logrado por aquelas formas complexas de vida".

### Brasil Colônia: a monocultura da cana

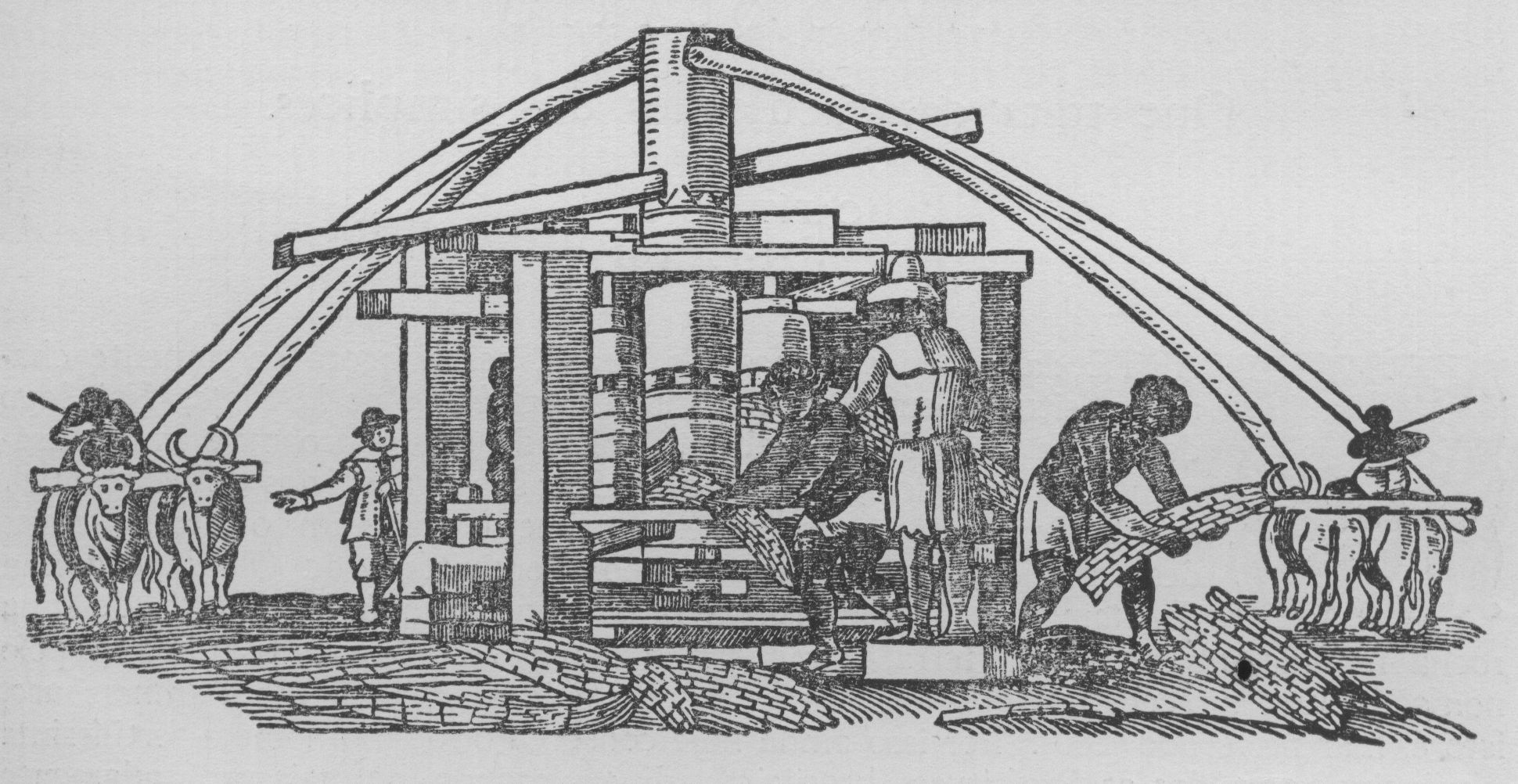
O açúcar atraiu o colonizador, fez virem os escravos da África e provocou a invasão do território. A imagem retrata um engenho holandês, na obra Historia Naturalis Brasiliae, de 1648.

Logo após o a chegada dos portugueses, as riquezas naturais da terra não se revelaram promissoras, até a introdução da produção de cana-de-açúcar na região Nordeste, especialmente em Pernambuco. Isto obrigou os portugueses a introduzirem a mão de obra escrava, capaz de realizar as duras tarefas de cultivo da monocultura, sistema muitas vezes chamado de plantation. Essa fonte de riqueza, entretanto, não serviu para a promoção do desenvolvimento técnico ou social.
A concentração da riqueza e a formação de latifúndios geraram um sistema social quase feudal - diverso do que ocorreu, por exemplo, na América do Norte, onde a terra foi dividida em pequenas propriedades. A economia brasileira era em sua maior parte dependente da exportação do açúcar, que a despeito de ser trinta por cento mais barato que o produzido noutras partes, não possuía acesso aos mercados, vindo a declinar na segunda metade do século XVII. Muitas regiões produtoras, então, passaram a diversificar a produção, passando ao plantio do algodão, como em Pernambuco, ou, na Bahia, do tabaco ou do cacau - embora o legado negativo desse período tenha permanecido: a estrutura social arcaica e a baixa tecnologia agrícola.

#### Mão de obra escrava

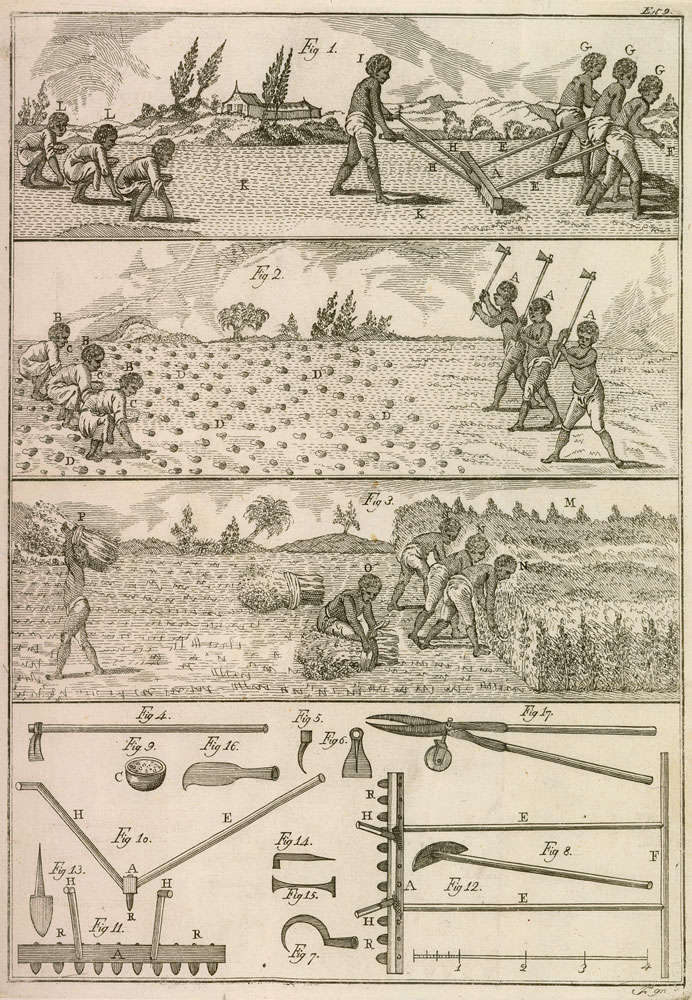
Na ilustração de "O Fazendeiro do Brasil", de 1806, José Mariano da Conceição Veloso descreve etapas e ferramentas usadas no cultivo do índigo, no Brasil.

O trabalho do indígena, tentado inicialmente pelos colonos, não se revelou producente. Leis proibiam sua escravização, embora nos rincões estas não fossem respeitadas. Entretanto, mesmo estes trabalhadores forçados, se rebelavam, fugiam ou simplesmente morriam. Os colonos passaram a exigir, então, a vinda dos africanos.
No primeiro século após o Descobrimento a população cativa já superava a de homens livres. Tão necessária era sua força de trabalho na agricultura que Antonil assim descreveu: "os escravos são as mãos e os pés do senhor de engenho, porque sem eles, no Brasil, não é possível fazer, conservar ou aumentar fazenda, nem ter engenho corrente".
Os escravos foram, ainda, os responsáveis pelo desbravamento das novas fronteiras agrícolas, no oeste cafeeiro paulista. Ao final do II Reinado o Brasil já respondia por mais da metade da produção mundial deste grão que, assim, substituía na agricultura o papel anteriormente representado pela cana-de-açúcar.
A Lei Áurea, segundo João Ribeiro, "mais que todas humana e cristã, ameaçava o trabalho e feria gravemente os interesses dos agricultores; ainda havia no Brasil mais de setecentos mil escravos (…) Muitos dos agricultores passaram-se para o partido republicano ou ficaram indiferentes ao ataque das instituições…" Feita sem seguir a uma distribuição de terras aos ex-cativos, a Abolição acabou provocando o êxodo rural, tanto dos trabalhadores quanto de proprietários arruinados, por um lado. Por outro, foi a raiz de problemas futuros, como a favelização dos centros urbanos, da violência e pobreza (ver: Pós-abolição no Brasil).

### Brasil Império: domínio do café

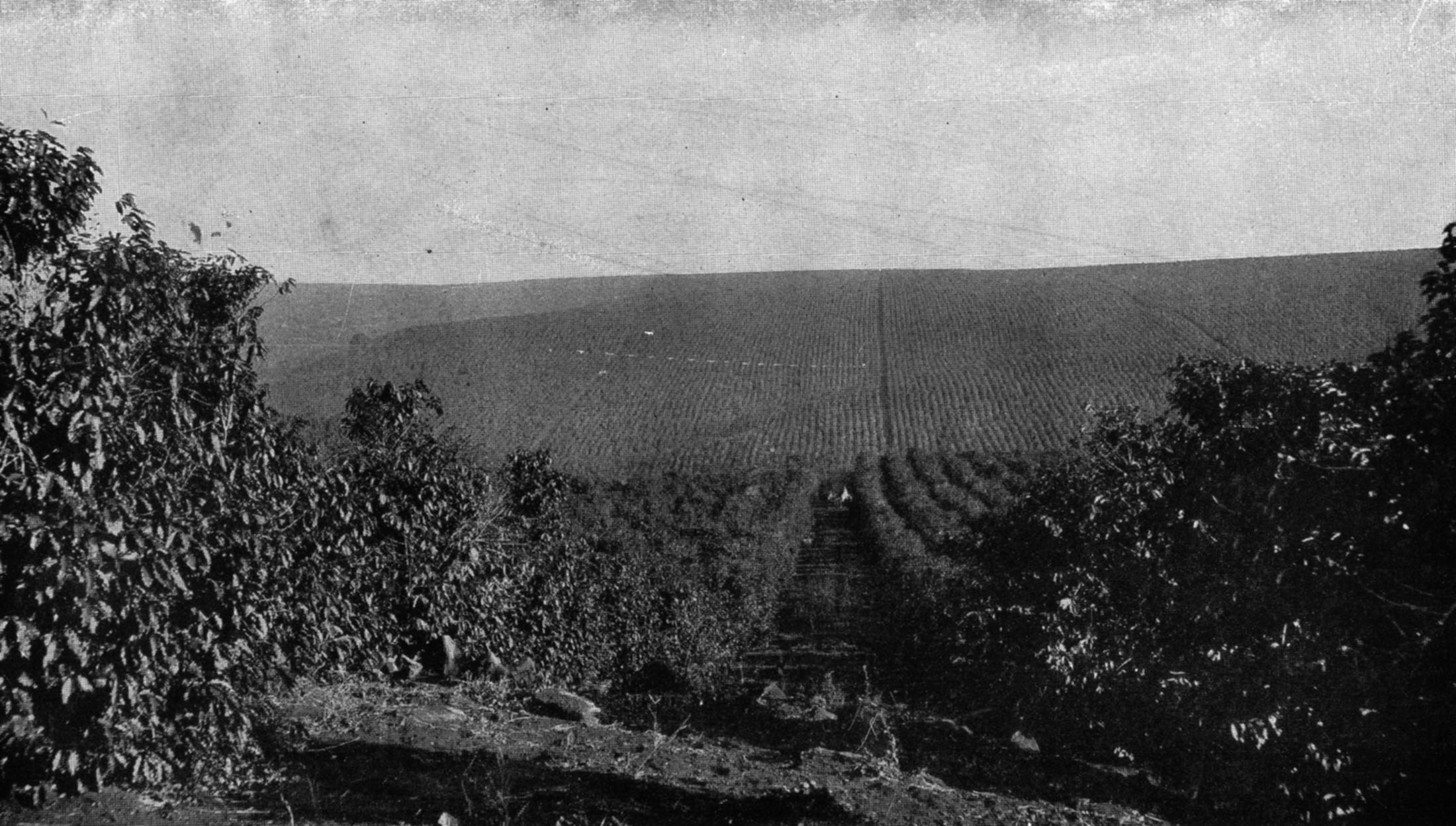
Plantação brasileira de café, no começo do século XX.

Ainda no final do período colonial o café foi introduzido no país. Mas foi somente após a independência que a produção se consolidou na região Sudeste, sobretudo no estado de São Paulo. A exportação, que no começo do século XIX era de 3.178 sacas de 60 kg, passou a 51 361 000 sacas, nas décadas de 1880 e 1890 - saltando de dezenove por cento para cerca de sessenta e três por cento do total da exportação do país.
Esse enorme peso econômico fez surgir uma nova oligarquia dominante no Brasil, os chamados Barões do Café. Apressou, ainda, os movimentos de imigração, com o fim da escravidão, atingindo seu ápice nas chamadas política do café-com-leite e política dos governadores, esta última no governo Campos Sales, até a crise de 1929 encerrar este ciclo na década de 1930 e com a industrialização do país - com o capital oriundo do excedente cafeeiro.

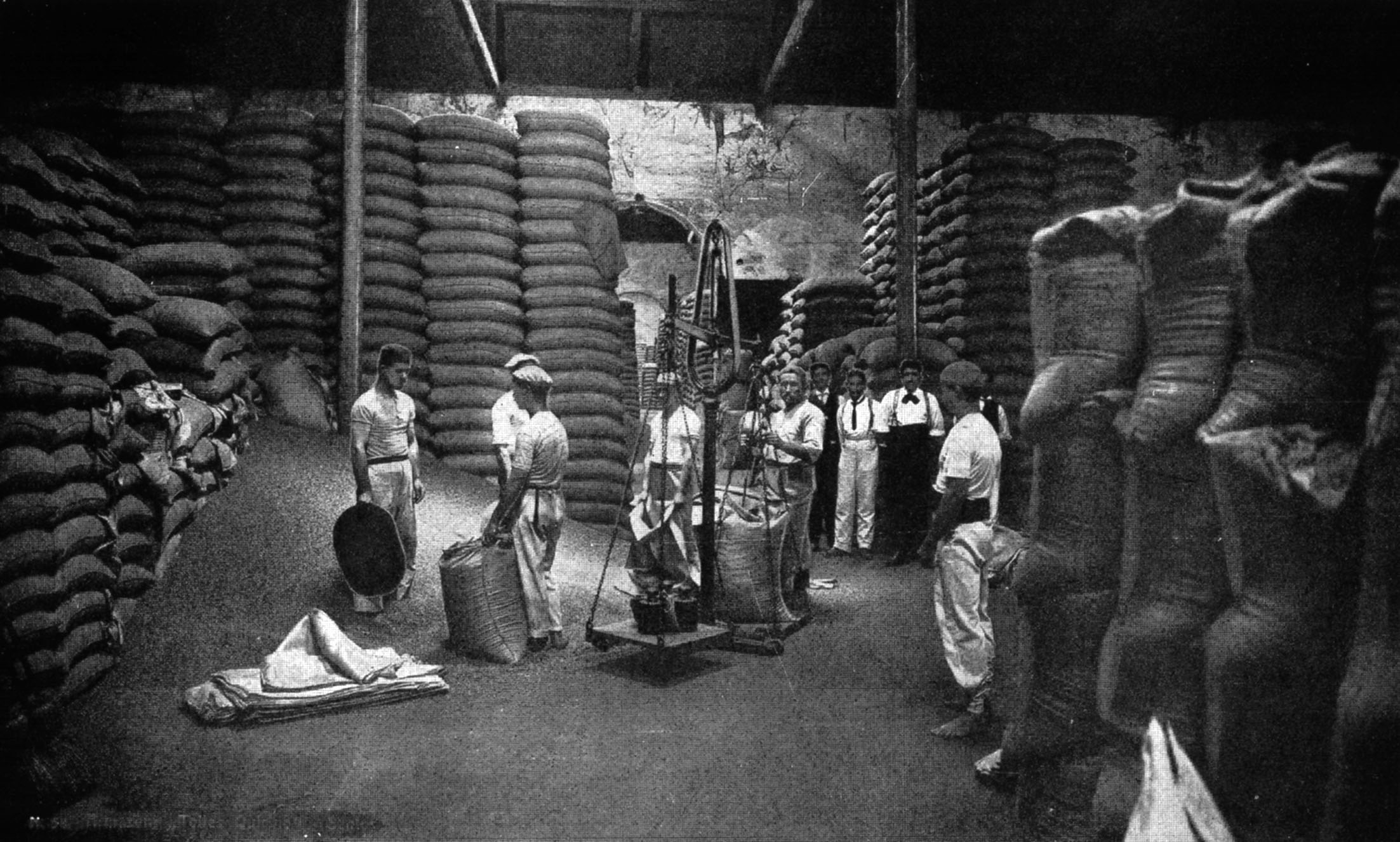
Ensacamento para exportação, no auge do ciclo do café

A imigração europeia se acentuou com a produção do café no oeste paulista, com a chegada ao país sobretudo de italianos. A riqueza gerada pelo produto acentuou as diferenças entre as regiões brasileiras, especialmente o Nordeste.
Além do café outras culturas tiveram crescimento ainda no século XIX, como o fumo e o cacau, na Bahia, e a borracha na Amazônia: em 1910 a borracha representava em torno de quarenta por cento das exportações. O algodão assistiu um crescimento temporário, durante a Guerra de Secessão, nos Estados Unidos da América.

#### Problemas internacionais
A produção brasileira de café, já no começo do século XX, excedia a demanda mundial. Isto fez ocorrer o conhecido Convênio de Taubaté, onde o Estado passou a adquirir a produção excedente, que era destruída; novas mudas foram proibidas de serem plantadas - com o objectivo de manter um preço mínimo rentável do produto.
Também a borracha sofreu com a concorrência externas: a Inglaterra, em 1870, contrabandeou mudas da seringueira e em 1895 tinha início a plantação de mudas na Ásia. Nas décadas de 1910 e 1920 essa concorrência praticamente fez sucumbir a produção brasileira.

### Surgimento das escolas de Agronomia

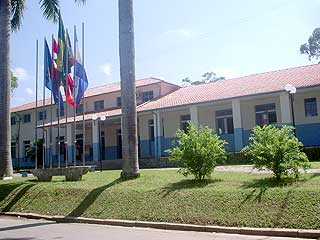
Entrada do Colégio Agrícola de Camboriú, da UFSC.

Ainda no Império teve lugar, na Bahia, ao surgimento da primeira escola destinada à formação de profissionais agrônomos. No ano de 1875 foi fundado, no povoado de São Bento das Lages, o primeiro curso, na cidade de Cruz das Almas. Em 1883, em Pelotas, no Rio Grande do Sul, o segundo curso foi criado.
O reconhecimento do curso somente se deu trinta e cinco anos após a criação do primeiro colégio, com o decreto 8.319/1910. A profissão de engenheiro agrônomo só veio a ser reconhecida em 1933 e atualmente são cerca de setenta faculdades de agronomia regulares no país. O dia 12 de outubro, quando foi promulgado o decreto, passou a ser o "Dia do Engenheiro Agrônomo".
O registro profissional é feito junto aos Conselhos Regionais de Engenharia e Arquitetura, integrados nacionalmente pelo CONFEA; os alunos dos cursos de Agronomia, por sua vez, integram a Federação dos Estudantes de Agronomia do Brasil.

### Diversificação agrícola: anos 1960 a 1990

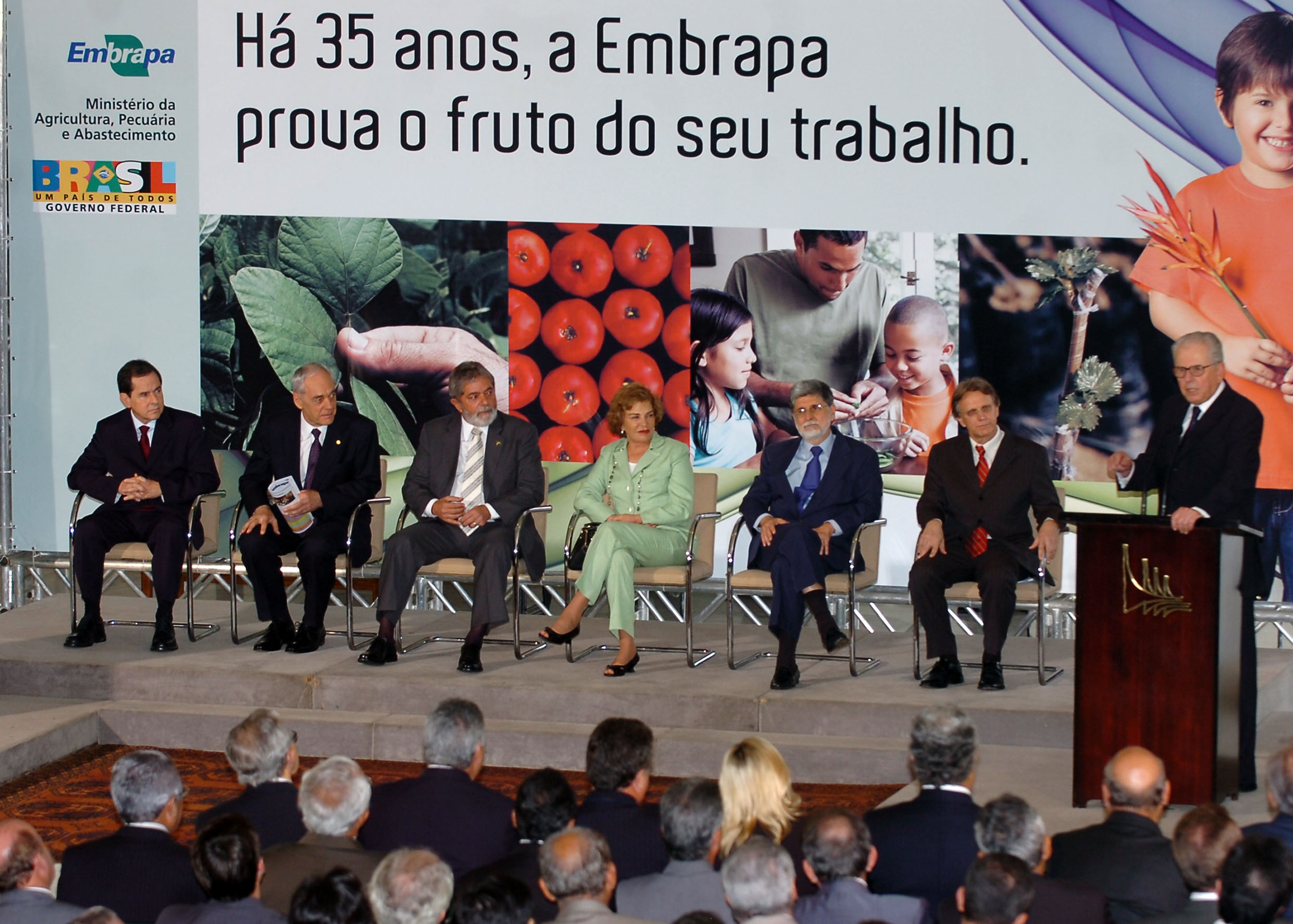
O ex-ministro, Luís Fernando Cirne Lima, fundador da Embrapa, em palestra pelos 35 anos da entidade. Brasília, 2008, José Cruz/ABr.

Durante o Governo Emílio Médici foi criada em 1973 a EMBRAPA (Empresa Brasileira de Pesquisa Agropecuária), com o objetivo de diversificar a produção agrícola. O órgão foi responsável pelo desenvolvimento de novos cultivares, adaptados às condições peculiares das diversas regiões do país. Teve início a expansão das fronteiras agrícolas para o cerrado, e latifúndios monocultores com a produção em escala semi-industrial de soja, algodão e feijão.
Dentre os pesquisadores da Embrapa que possibilitaram a incrementação da revolução verde na agricultura brasileira, destaca-se a pesquisadora tcheca-brasileira Johanna Döbereiner que, com suas pesquisas sobre os microrganismos fixadores de nitrogênio, por sua amplitude mundial, rendeu-lhe, em 1997, a indicação para receber o Prêmio Nobel de Química.
Em 1960 eram quatro os principais produtos agrícolas exportados; no começo da década de 1990 estes passaram a dezenove. O avanço nestes trinta anos incluiu o beneficiamento: nos anos 60 os produtos não beneficiados eram oitenta e quatro por cento do total exportado, taxa que caiu a vinte por cento, no começo da década de 90.
As políticas de fomento agrícola incluíam créditos subsidiados, perdão de dívidas bancárias, e subsídios à exportação (que, em alguns casos, chegou a cinquenta por cento do valor do produto).

### Mecanização: os anos 1990

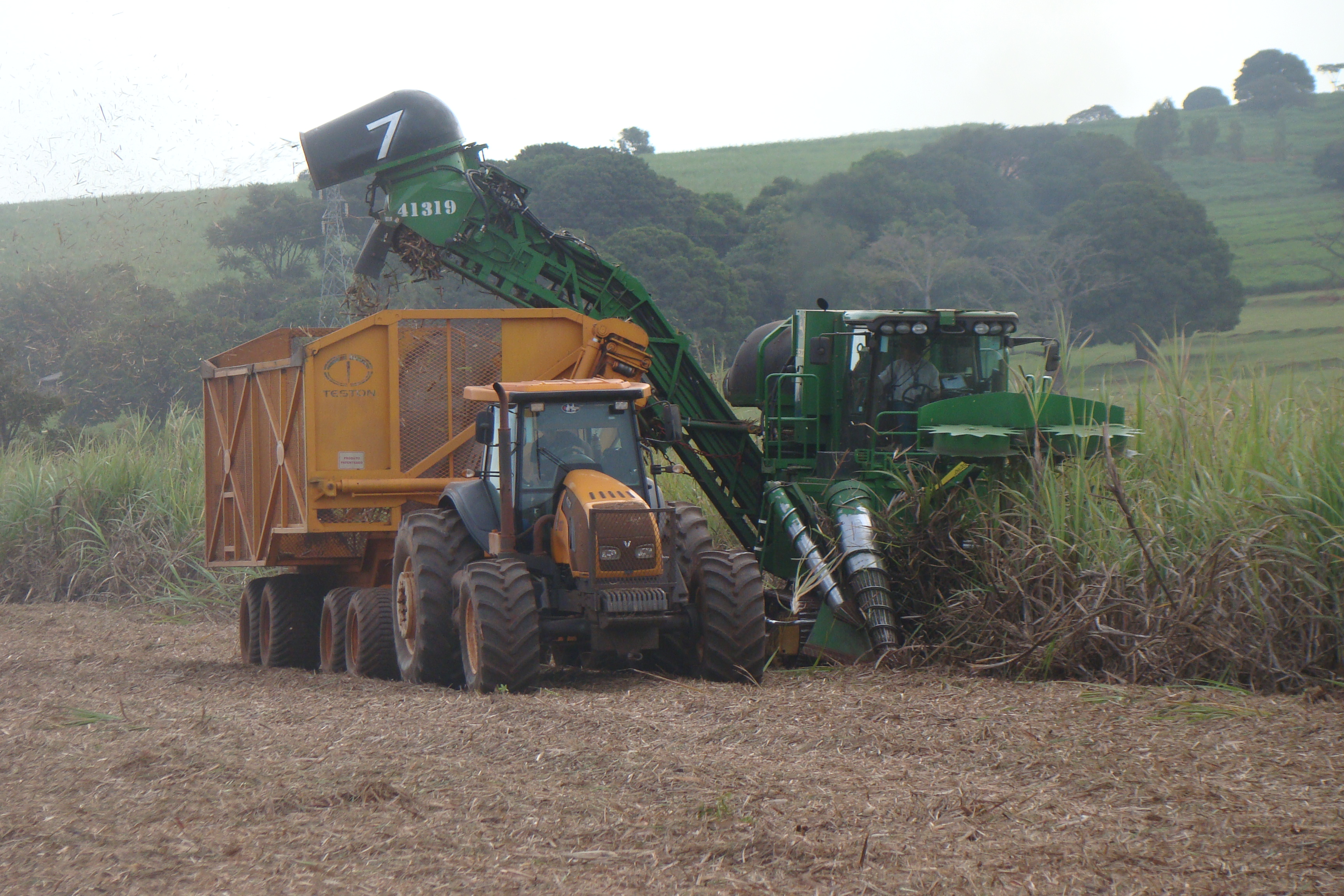
Colheita mecanizada de cana de açúcar no Paraná.

A partir de 1994, com a estabilização monetária do Plano Real, o modelo agrícola brasileiro passou por uma radical mudança: o Estado diminuiu sua participação e o mercado passou a financiar a agricultura que, assim, viu fortalecida a cadeia do agronegócio, desde a substituição da mão de obra por máquinas (houve uma redução da população rural brasileira, que caiu de vinte e um milhões e setecentas mil, em 1985, para dezessete milhões e novecentas mil pessoas em 1995), passando pela liberação do comércio exterior (diminuição das taxas de importação dos insumos), e outras medidas que forçaram os produtores brasileiros a se adaptarem às práticas de mercado globalizado. O aumento da produtividade, a mecanização (com redução dos custos) e profissionalização marcam esse período.

## Infraestrutura agrícola
Dentre os principais itens infraestruturais que demandam atenção pela atividade agrícola estão o transporte, os estoques reguladores, armazenagem, política de preço mínimo, defesa fitossanitária, entre outros.

### Escoamento da produção

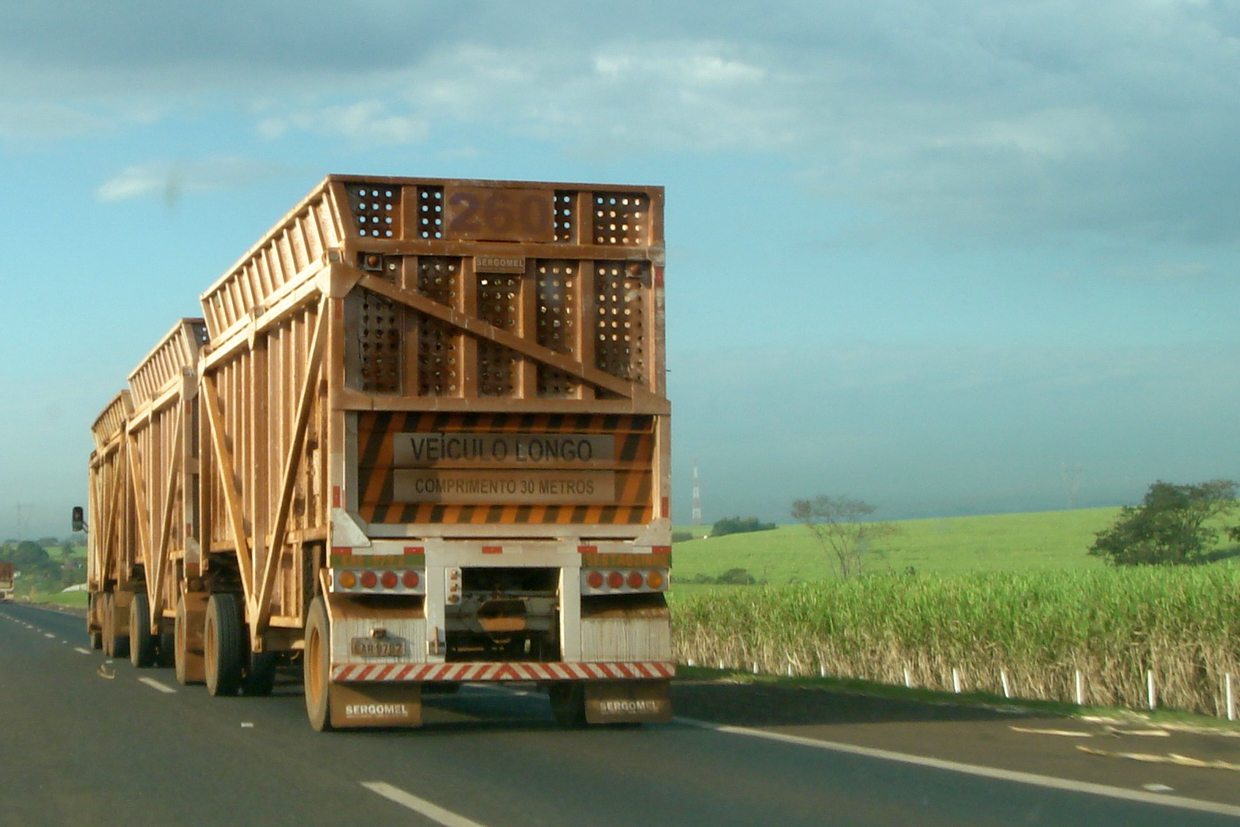
Transporte da safra por rodovias: exemplo de atraso na infraestrutura do Brasil

O transporte das safras é um dos problemas estruturais enfrentados pela agricultura, no Brasil.
Pedro Calmon registrava que, desde o Império, "o escoamento das safras é difícil" e indicava que "os velhos projetos de estradas de ferro ou caminhos carroçáveis, ligando o litoral às montanhas centrais (…) a que resistem os estadistas forrados de ceticismo, que repetem Thiers, quando, em 1841, achava que as vias férreas não convinham à França".
No Brasil não existe uma política de armazenamento da safra nas propriedades. A maioria do transporte é feito em rodovias, a grande parte em más condições de tráfego, através de caminhões. O custo do transporte, em geral recaindo sobre o produtor, é elevado e não obedece aos princípios de logística.
Na safra 2008/2009, por exemplo, a Federação da Agricultura e Pecuária de Goiás (FAEG) denunciava o estado precário das estradas da região Centro-Oeste, algumas com problemas desde 2005 e, a despeito de solicitações às entidades governamentais, nada havia sido feito.
A despeito disto, o governo federal elaborou, em 2006, um Plano Nacional de Logística e Transportes, destinado a proporcionar um melhor escoamento da produção. A falta de investimentos no setor, entretanto, continua a ser o principal problema na logística de escoamento.

### Estoques reguladores e preço mínimo
Um bom exemplo da necessidade da formação de estoques reguladores está na produção de álcool combustível a partir da cana-de-açúcar. A grande variação de preços ao longo do ano-safra, que variam por razões climáticas e fitossanitárias, justificam a formação de estoques.
Os estoques também visam assegurar estabilidade aos rendimentos dos agricultores, além de impedir a flutuação de preços entre-safras. Até a década de 1980 havia no país a implantação da chamada Política de Garantia de Preços Mínimos, que perdeu importância na política agrícola a partir dos anos 90, com a globalização. O principal efeito é a instabilidade de preços dos produtos agrícolas.
A composição de estoques, no plano nacional, compete à Companhia Nacional de Abastecimento (Conab).

### Armazenagem

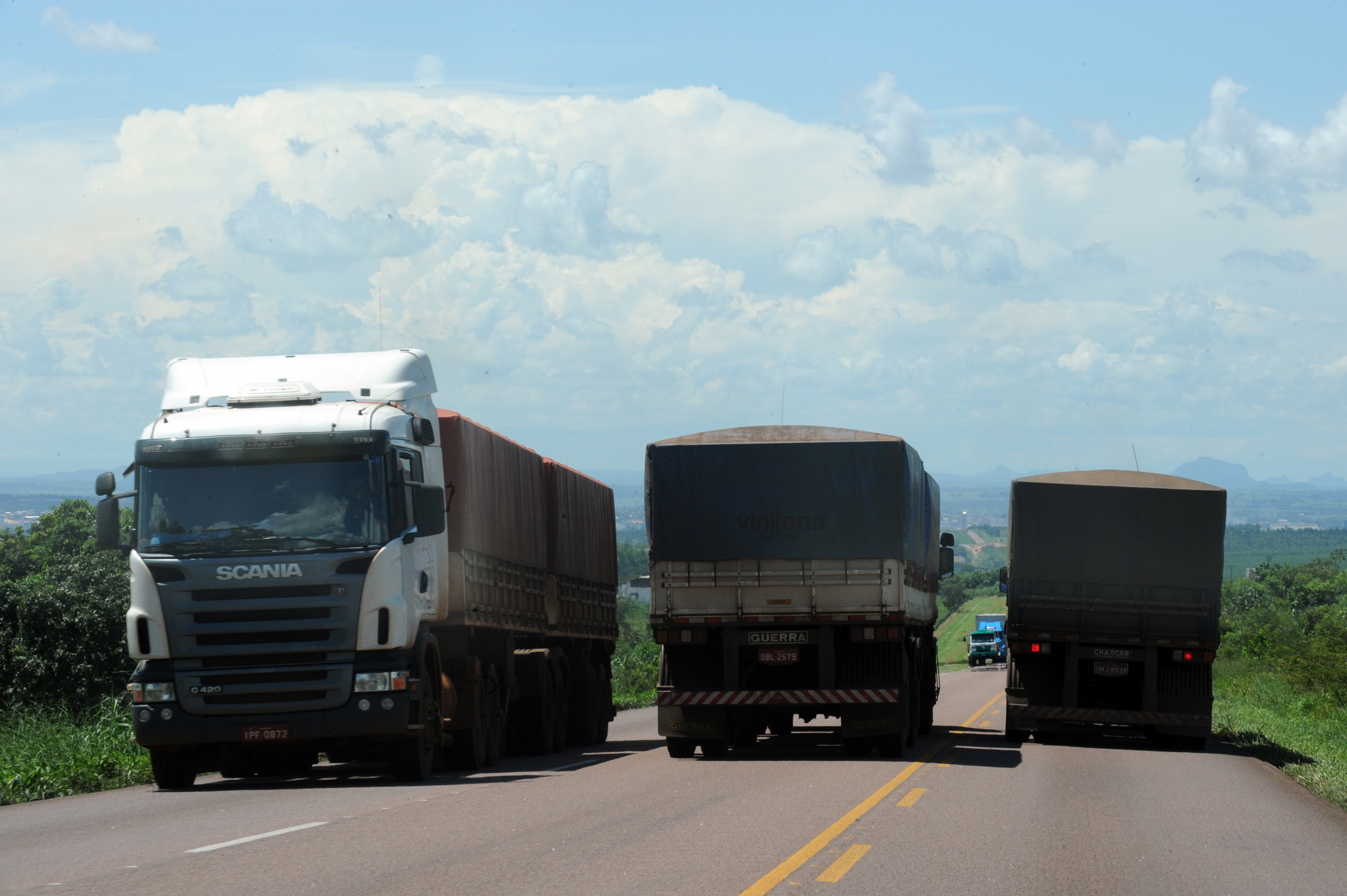
Caminhões transportando safra de soja, revelam falta de silos. Roosevelt Pinheiro/ABr

A armazenagem agrícola é uma das etapas da produção da agricultura do país que apresentam necessidades de investimento e ampliação, a fim de acompanhar o desenvolvimento do setor. Dentre as ações logísticas da produção, a capacidade de armazenagem brasileira, em 2003, era de 75% da produção de grãos, quando o ideal é que seja 20% superior à safra.
A produção, por falta de armazéns e silos, precisa ser comercializada rapidamente. Segundo dados da Conab, apenas 11% dos armazéns estão nas fazendas (enquanto na Argentina esse total é de 40%, na União Europeia de 50%, no Canadá chega a 80%). Isto força o agricultor a servir-se dos serviços de terceiros, para estocar sua produção. Fatores sazonais, como a quebra de safras e defasagem cambial descapitalizam o produtor, e este não consegue investir na construção de silos. Com estes pode negociar sua produção em condições mais favoráveis, e não quando da colheita, apenas. A situação brasileira permite dizer que os caminhões se transformam em "silos sobre rodas".

### Solos brasileiros

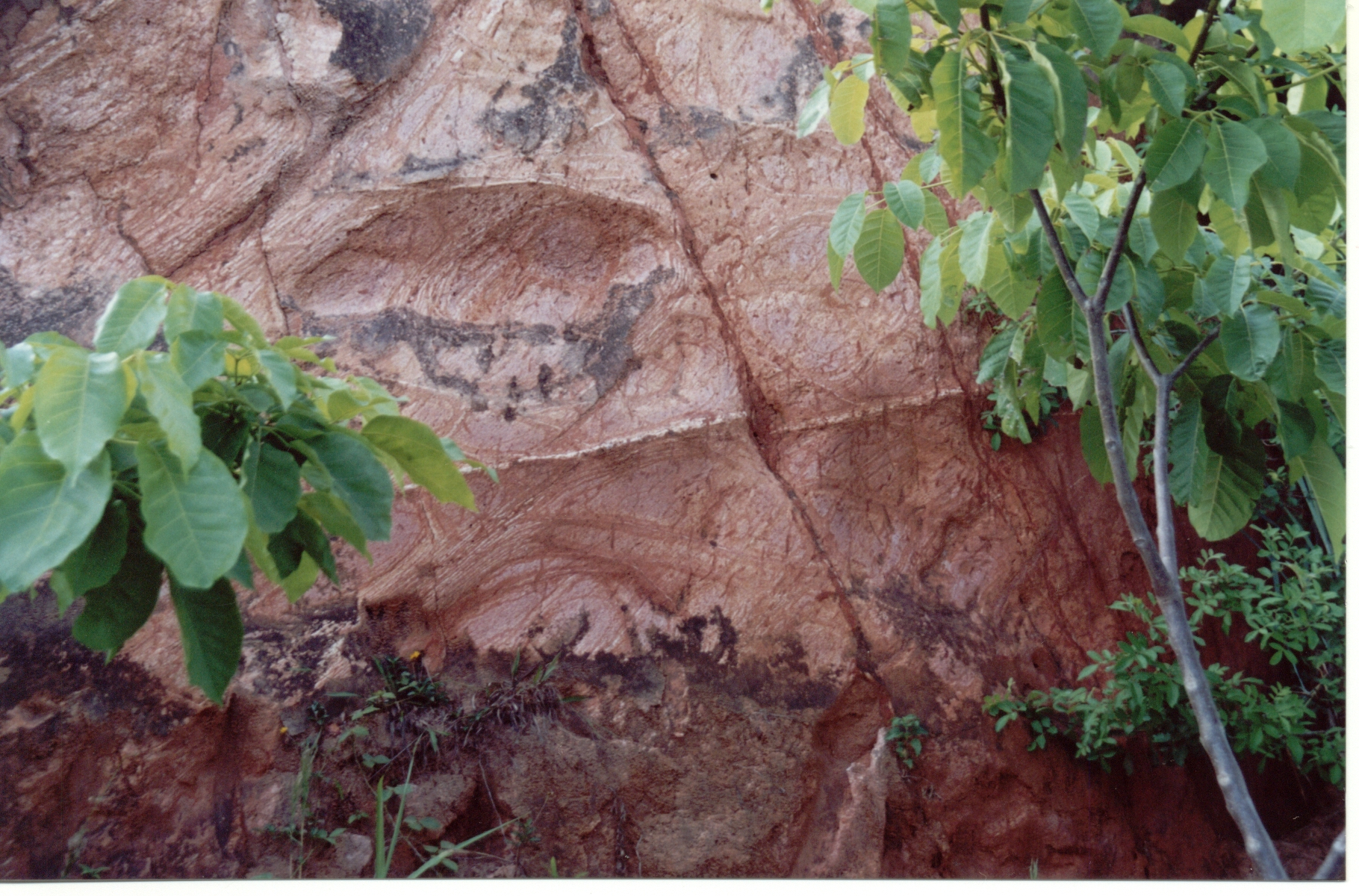
Solo regolítico, em rocha granulítica, Leblon, RJ.

O programa de mapeamento e classificação dos solos do país teve início em 1953, com a elaboração da Carta de Solos do Brasil, resultando na publicação do primeiro mapa pelo IBGE no ano de 2003. O conhecimento dos solos foi um dos fatores que permitiram a ampliação produtiva da agricultura, no período a partir de 1975. O Centro-Oeste teve sua expansão efetivada graças ao uso da tecnologia; a região é constituída principalmente por latossolos, tem-se que estes tipos de solo favorecem a mecanização desde o preparo do terreno até a colheita, em face da qualidade do relevo, embora sejam pobres em nutrientes.
A classificação dos solos do país, seu estudo e sistematização são capitaneados pela Embrapa Solos, contando ainda com a participação de diversas entidades, no passado e no presente, tais como o Projeto RADAM, a Universidade Rural (atual UFRRJ) e diversos cursos de Agronomia.

## Modalidades

### Agricultura irrigada

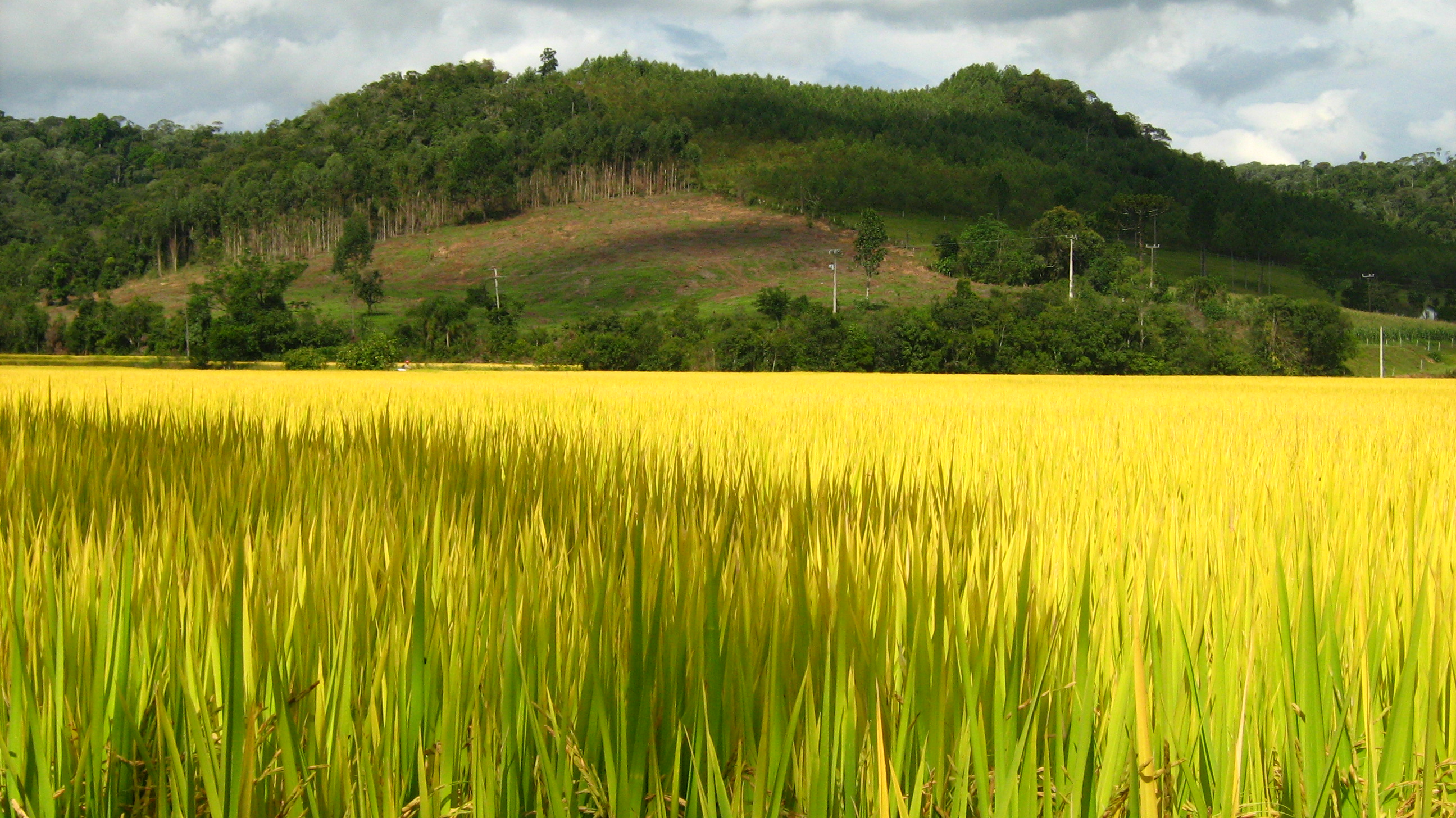
Arrozal gaúcho: onde primeiro se fez irrigação no Brasil

As primeiras experiências de irrigação no Brasil ocorreram no Rio Grande do Sul, para o cultivo do arroz; o primeiro registro data de 1881, com a construção da barragem de Cadro, teve seu início em 1903. Entretanto, a prática só veio a se ampliar nos últimos trinta anos do século XX.
Enquanto nas regiões Sul e Sudeste a irrigação desenvolvia-se paulatinamente pela iniciativa privada, na região Nordeste era incentivada por órgãos oficiais, como o DNOCS e a CODEVASF, a partir da década de 1950. Em 1968 foi instituído o Grupo Executivo de Irrigação e Desenvolvimento Agrário (GEIDA), que dois anos depois veio a instituir o Programa Plurianual de Irrigação (PPI). A maioria dos recursos foram destinados ao Nordeste.
Essas iniciativas burocráticas federais, entretanto, não obtiveram o sucesso esperado. A partir de 1985 foi dada nova orientação e, em 1996, um novo direcionamento foi buscado, a fim de ampliar o uso da irrigação na agricultura, com o Projeto Novo Modelo da Irrigação, que contou com a participação de mais de mil e quinhentos especialistas do país e do estrangeiro.
O potencial de irrigação no Brasil, segundo o Banco Mundial é de cerca de vinte e nove milhões de hectares. No ano de 1998 havia, entretanto, somente 2,98 milhões.
No final da última década do século XX o país tinha a irrigação de superfície como a principal forma (59%), seguida pela aspersão (35%) e, por último, a irrigação localizada. A Região Sul apresentava a maior área irrigada (mais de um milhão e cem mil ha), depois o Sudeste (oitocentos e noventa mil ha) e Nordeste (quatrocentos e noventa mil ha).
Presentemente, o marco regulatório da atividade encontra-se em tramitação no Congresso Nacional, através do Projeto de Lei 6.381/2005, que visa substituir a Lei 6.662/1979, que disciplina a Política Nacional de Irrigação.  A Política Nacional de Recursos Hídricos é disciplinada pela Lei 9.433/1997, e gerenciada pelo Conselho Nacional.

### Agricultura familiar

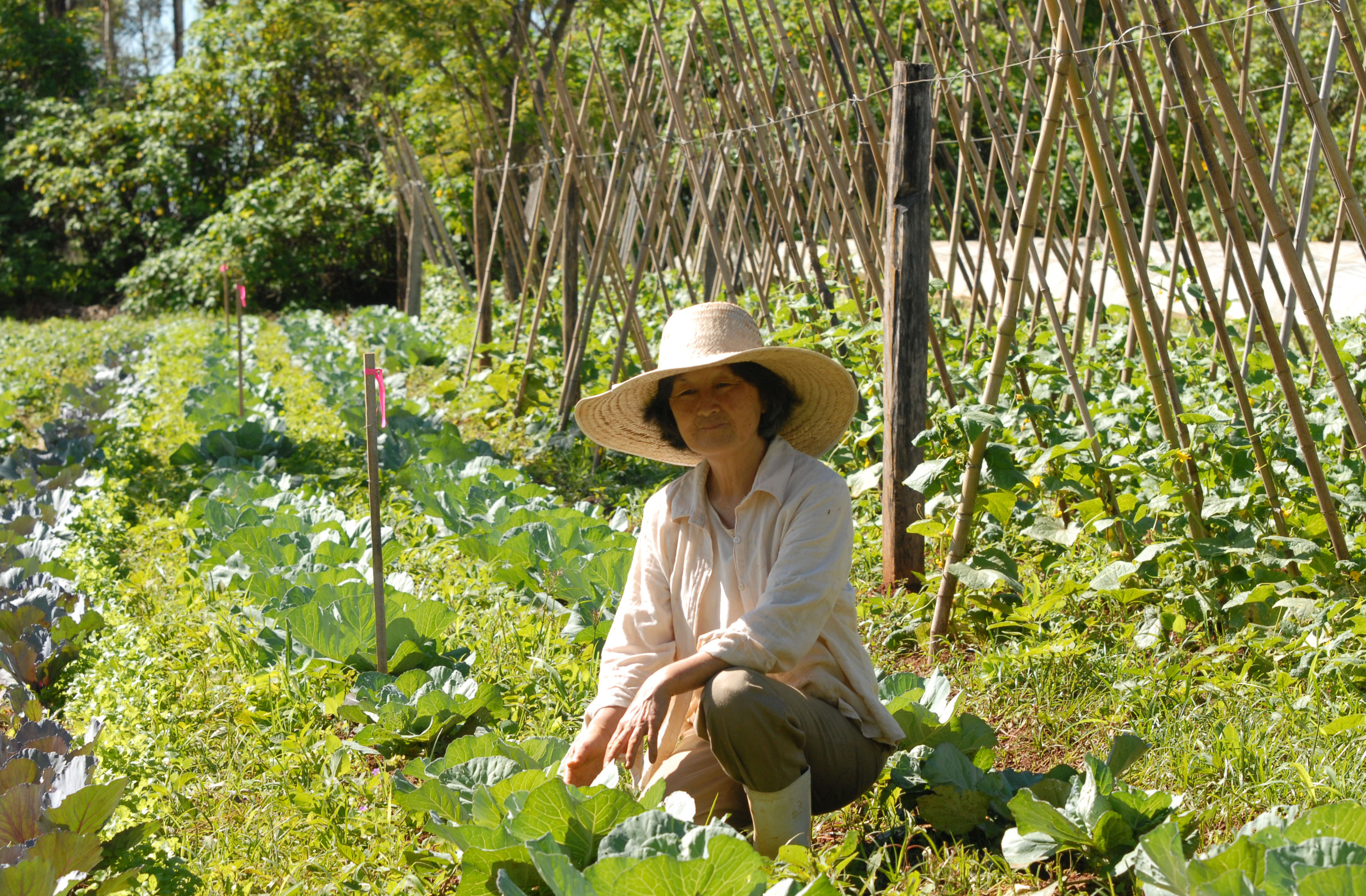
Hortas, em regime de agricultura familiar. ABr/Antonio Cruz

A agricultura familiar, assim considerada a que emprega apenas o núcleo familiar (pai, mãe, filhos e, eventualmente, avós e tios) nas lides da terra, podendo empregar até cinco trabalhadores temporários, é responsável direta pela produção de grande parte dos produtos agrícolas brasileiros. Responde, assim, pela produção de 84% da mandioca, 67% do feijão e 49% do milho.
Na década de 1990 a agricultura familiar apresentou um crescimento de sua produtividade na ordem de 75%, contra apenas 40% da agricultura patronal. Isso deve-se, em grande parte, à criação do PRONAF (Programa Nacional da Agricultura Familiar), que abriu uma linha especial de crédito para o financiamento do setor. Segundo o Censo Agropecuário de 1995/96, do IBGE, havia no país 4 339 859 estabelecimentos familiares no país, com área até 100 ha.
Até 2009 foram realizadas seis edições da Feira Nacional da Agricultura Familiar e Reforma Agrária, sendo as quatro primeiras edições em Brasília e as duas últimas no Rio de Janeiro. Seu objetivo é divulgar a importância do setor para a economia brasileira, pois responde por 70% dos alimentos consumidos no país, o que perfaz um total de 10% do PIB.

### Extrativismo vegetal

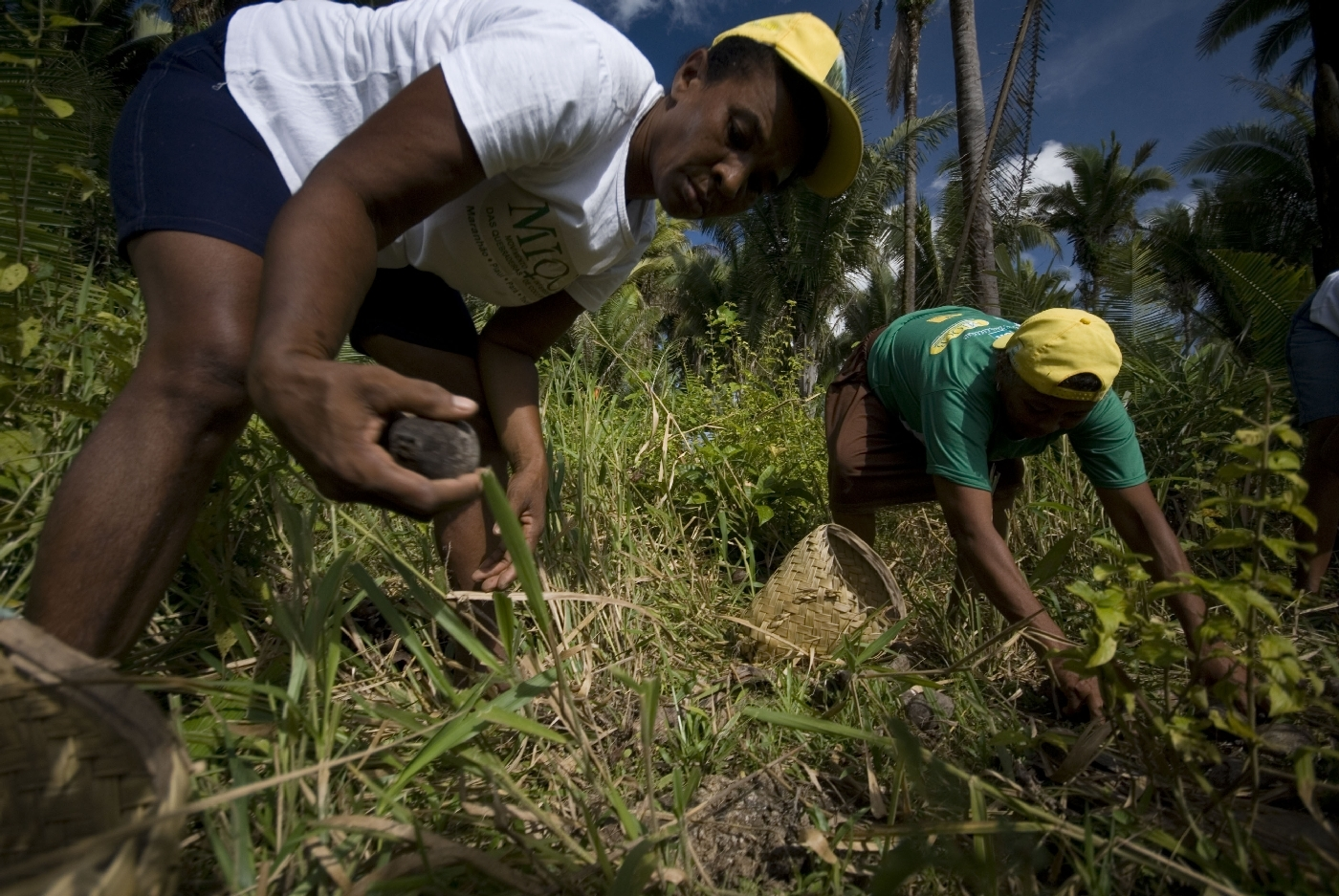
Mulheres colhem babaçu, no Maranhão.

A colonização do país iniciou-se com o extrativismo vegetal: a exploração da madeira do pau-brasil, chamado pelos nativos de ibirapitanga, e que acabou dando o nome à terra descoberta pelos portugueses.
Existem no Brasil quarenta e nove reservas extrativistas e sessenta e cinco florestas protegidas por lei federal, com o intuito de preservar o ambiente natural, nas quais é incentivada a prática do extrativismo vegetal como modo de interagir com o meio, sem degradá-lo.
Por falta de incentivo governamental as reservas extrativistas vêm se tornando inviáveis economicamente. O caso da borracha natural é um caso típico: no Acre cerca de quatro mil famílias teriam abandonado a atividade, conforme revelado por políticos do estado no início de 2009. A seringueira vem sendo cultivada, após ter passado por aclimatação, com grande sucesso, no estado de São Paulo, onde mais de trinta e seis mil hectares foram plantados com a árvore - enquanto o Acre conta com pouco mais de mil hectares.
A despeito disso, o pesquisador Alfredo Homma, que há mais de três décadas estuda o ambiente amazônico, assinala que a prática é inviável economicamente, em longo prazo. Para tanto ressalta exemplificando que para extrair o látex de quatrocentas e cinquenta árvores um seringueiro deve dispor de uma área superior a trezentos hectares, quando as mesmas plantas podem ser cultivadas em igual número numa área equivalente a um campo de futebol. O cultivo de áreas já degradadas com árvores nativas deve ser uma solução economicamente viável, segundo o estudioso, como já vem sendo feito em várias culturas que tiveram aumento da demanda, a exemplo do cupuaçu e do jaborandi.
Segundo o IBGE, no ano de 2003 a produção do extrativismo vegetal apresentou os seguintes dados: o setor não madeireiro, que representa 35% do extrativismo, produziu um valor de quatrocentos e quarenta e nove milhões de Reais, com os seguintes produtos principais: piaçava (27%), babaçu (amêndoa - 17%), açaí (16%), erva-mate (14%), carnaúba (8%) e castanha-do-pará (5%). Já o setor madeireiro representa 65% do extrativismo no país.

### Cultivo orgânico

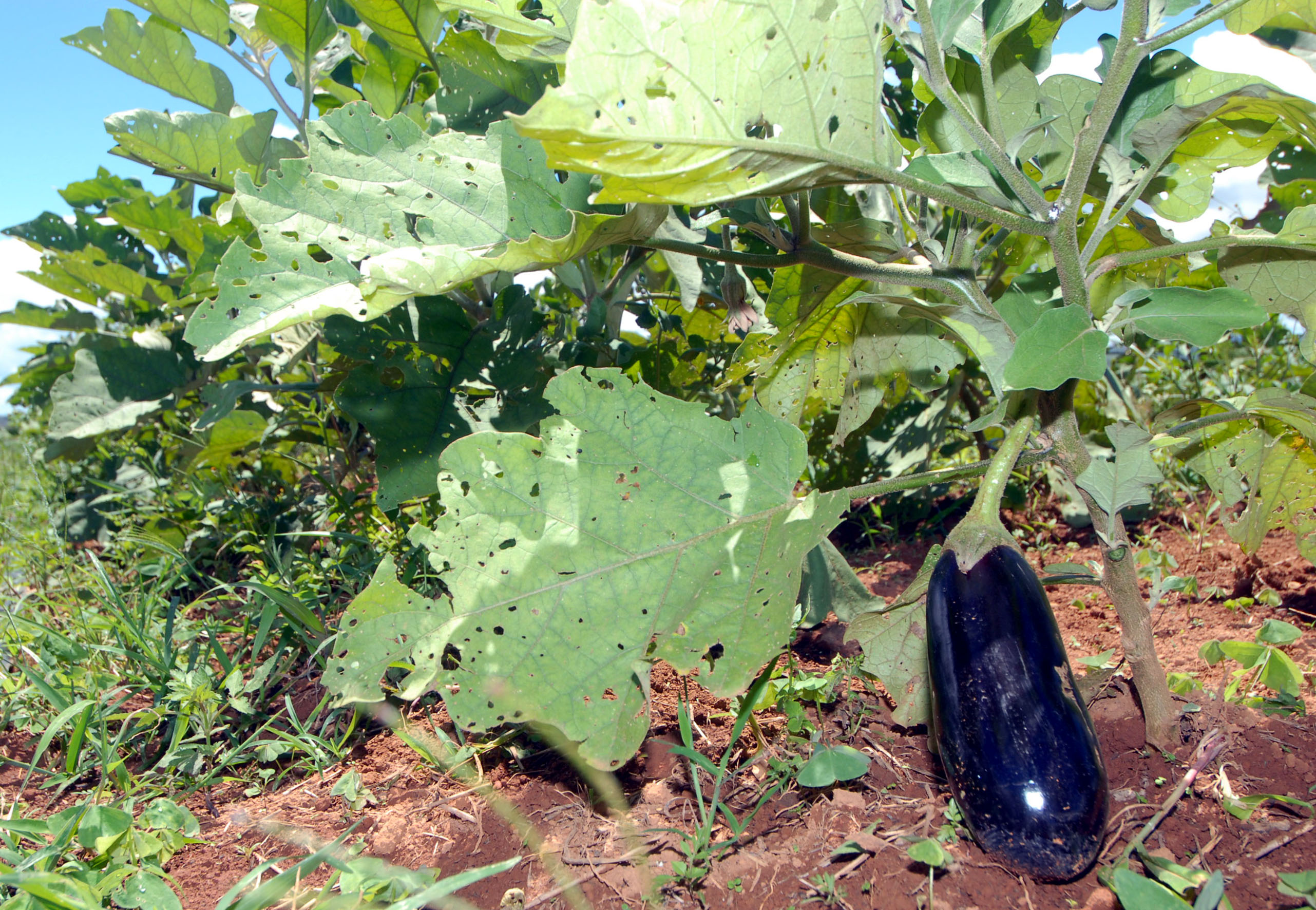
Cultivo orgânico de berinjela. José Cruz/ABr

A chamada Agricultura orgânica visa a produção de alimentos sem uso de fertilizantes, agrotóxicos, agroquímicos, etc. O Censo Agrícola de 2006 do IBGE reportou a existência de noventa mil estabelecimentos do tipo no Brasil, o que perfaz 2% do total; destes, entretanto, apenas 5106 possuem o certificado de produção orgânica.
Os orgânicos estão presentes sobretudo nas pequenas e médias propriedades, e a maioria dos produtores estão organizados em associações ou cooperativas. O estado com maior número de produtores é a Bahia (223), seguido por Minas Gerais (192), São Paulo (86), Rio Grande do Sul (83), Paraná (79), Espírito Santo (64) e outros. O programa Organics Brasil, constituído em 2005, visa promover as exportações do setor.

#### Plantas alimentícias não convencionais
Plantas alimentícias não convencionais (PANCs) são vegetais (nativos ou exóticos) cujas partes comestíveis, em geral, não são aproveitadas para o consumo humano. Tipicamente, as PANC são cultivadas em pequena escala, algumas já fizeram parte da dieta de gerações anteriores mas, seu desuso periga fazer com que seus métodos de cultivo e uso culinário caiam no esquecimento. Um exemplo na contramão é a Ora-pro-nóbis (Pereskia aculeata) tradicionalmente usada na culinária de Minas Gerais. Antes classificada como planta alimentícia não convencional na maior parte do Brasil, atualmente a ora-pro-nóbis começa a despertar interesse e ganhar popularidade no restante do país. A Embrapa e a EPAMIG (Empresa de Pesquisa Agropecuária de Minas Gerais) procuram identificar e catalogar espécies "não convencionais" que sejam próprias para o consumo humano.

### Agronegócio

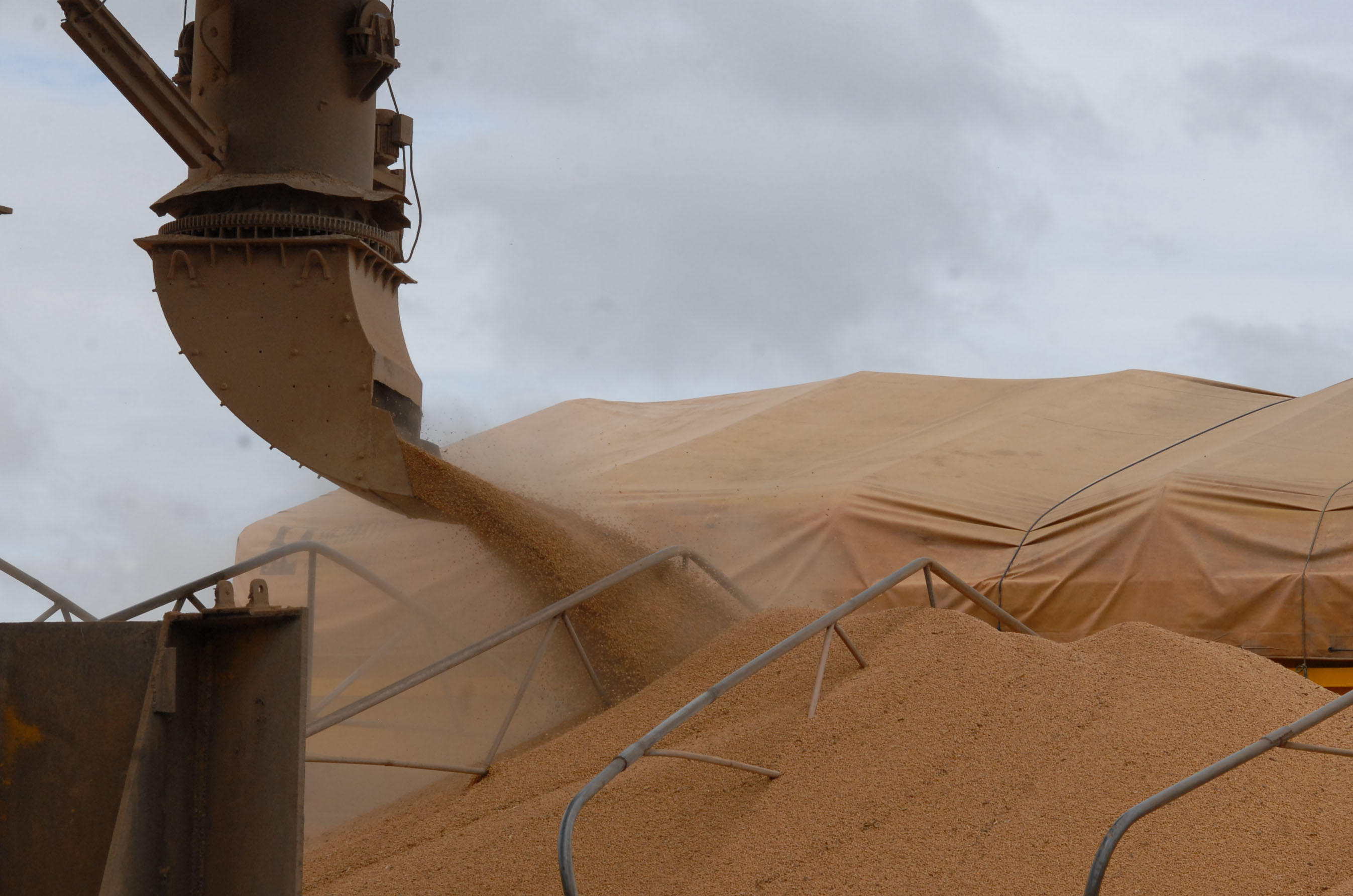
Maquinário na produção de soja

Durante as duas décadas finais do século XX, o Brasil assistiu a uma brutal evolução na sua produção agrícola: em uma área praticamente igual à do início dos anos 80, a produção praticamente dobrou no final do século.
Em 2010, a OMS aponta o país como o terceiro maior exportador agrícola do mundo, atrás apenas de Estados Unidos e União Europeia.
Vários fatores levaram a este resultado, tais como a melhoria dos insumos utilizados (sementes, adubos, máquinas), as políticas públicas de incentivo à exportação, a diminuição da carga tributária (como, por exemplo, a redução do imposto de circulação, em 1996), a taxa de câmbio real que permitiu estabilidade de preços (a partir de 1999), o aumento da demanda dos países asiáticos, o crescimento da produtividade das lavouras e outros componentes, como a intercessão governamental junto à OMC para derrubar barreiras comerciais existentes contra produtos brasileiros em países importadores.
Esta evolução do setor permitiu que a agricultura passasse a representar quase um terço do PIB nacional. Esta avaliação leva em conta não somente a produção campesina em si mesma, mas de toda a cadeia econômica envolvida: desde a indústria produtora dos insumos até aquela envolvida no seu beneficiamento final, transporte, etc.
Enquanto a agricultura propriamente dita apresentou, no período de 1990 a 2001 uma queda na oferta de empregos, o setor do agronegócio praticamente triplicou a oferta de empregos (que saltou de trezentos e setenta e dois mil para um milhão e oitenta e dois mil, no interregno). O número de empresas era, em 1994, de dezoito mil, e em 2001 saltou para quase quarenta e sete mil. Já a relação emprego/produtividade na agricultura apresentou um crescimento expressivo, oposto à diminuição do número de trabalhadores.
O setor agrícola brasileiro possui possibilidades de ampliar a produção existente. Para tanto, há que se considerar as áreas em que pode haver expansão da fronteira agrícola, bem como o incremento daquelas subexploradas. Fatores que limitam essa expansão vão desde o surgimento de pragas em virtude das monoculturas, infraestruturais (vide a seção sobre o transporte), os problemas ambientais gerados por práticas como o desmatamento, etc.

#### Agronegócio por regiões
As Regiões do Brasil possuem ampla diversidade climática e, portanto, apresentam vocação agrícola e industrial com problemáticas bastante diferenciadas, trazendo assim participações bem distintas no agronegócio.
No ano de 1995, as regiões brasileiras participavam, percentualmente, da seguinte forma no total do volume do setor: Norte – 4,2%; Nordeste – 13,6%; Centro-Oeste – 10,4%; Sudeste – 41,8%; e Sul – 30,0%, dados estes que revelam a concentração nestas duas últimas regiões de mais de setenta por cento de todo o montante do agronegócio brasileiro. Este quadro vem se alterando, com a pequena e gradual ampliação das regiões Centro-Oeste e Norte.

##### Região Sul

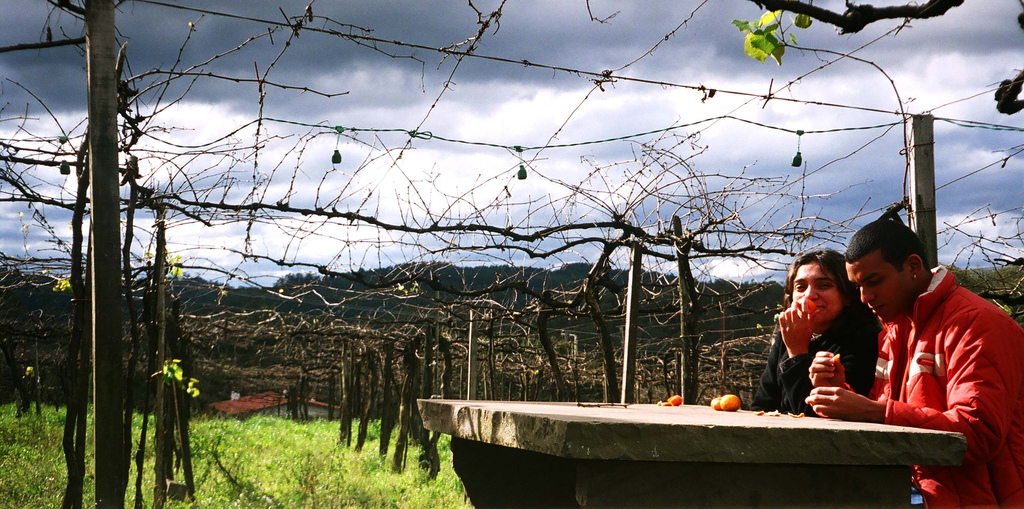
Parreiral gaúcho

Nos estados do Sul brasileiro (Rio Grande do Sul, Santa Catarina e Paraná) há considerável participação das cooperativas. Os produtos de maior representatividade da região são: a soja, com 35% da produção do país, que é o maior produtor mundial; o milho, com 35% da produção do país, que é o 3.º produtor mundial; o tabaco, com quase toda a produção do país, que é o segundo maior produtor do mundo e o maior exportador; o arroz, com 80% da produção do país, que é o nono maior produtor do mundo; a uva, com quase toda a produção do país, que é o décimo primeiro maior produtor do mundo; a maçã, com quase toda a produção do país, que é o décimo terceiro produtor mundial; o trigo, com quase toda a produção do país; a aveia, com quase toda a produção do país; a cana-de-açúcar, com 8% da produção do país, que é o maior produtor mundial; a mandioca, com 25% da produção do país, que é o quinto maior produtor do mundo; a erva-mate, com quase toda a produção do país, que é um dos maiores produtores do mundo; o feijão, com 26% da produção do país, que é o terceiro maior produtor do mundo; a tangerina, com 30% da produção do país, que é o sexto maior produtor do mundo; a banana, com 15% da produção do país, que é o 3.º maior produtor mundial; a laranja, com 6% da produção do país, que é o maior produtor mundial; o caqui, com 20% da produção do país, que é o sexto maior produtor do mundo; além de ter a maior parte da produção do país de cevada, pêssego e figo.
A vocação agrícola no Sul, incrementada a partir da década de 30, coincidiu com a integração com os setores industriais da região. Enquanto nos demais estados as indústrias tenderam, na atualidade, à importação dos insumos, Santa Catarina mantém um elevado grau de interdependência do setor industrial com o agrícola.
No Rio Grande do Sul, sobretudo, é importante a participação do chamado agronegócio familiar, derivado sobretudo do modelo de colonização ali verificado, com expressiva representatividade no PIB agrícola daquele estado. Outro fator importante é que este modelo proporciona um elevado grau de fixação do homem no campo, bem como a interação entre os pequenos produtores.
No ano de 2004 a região respondia com 14,4% da produção frutícola, ocupando o terceiro lugar do país.

##### Região Sudeste

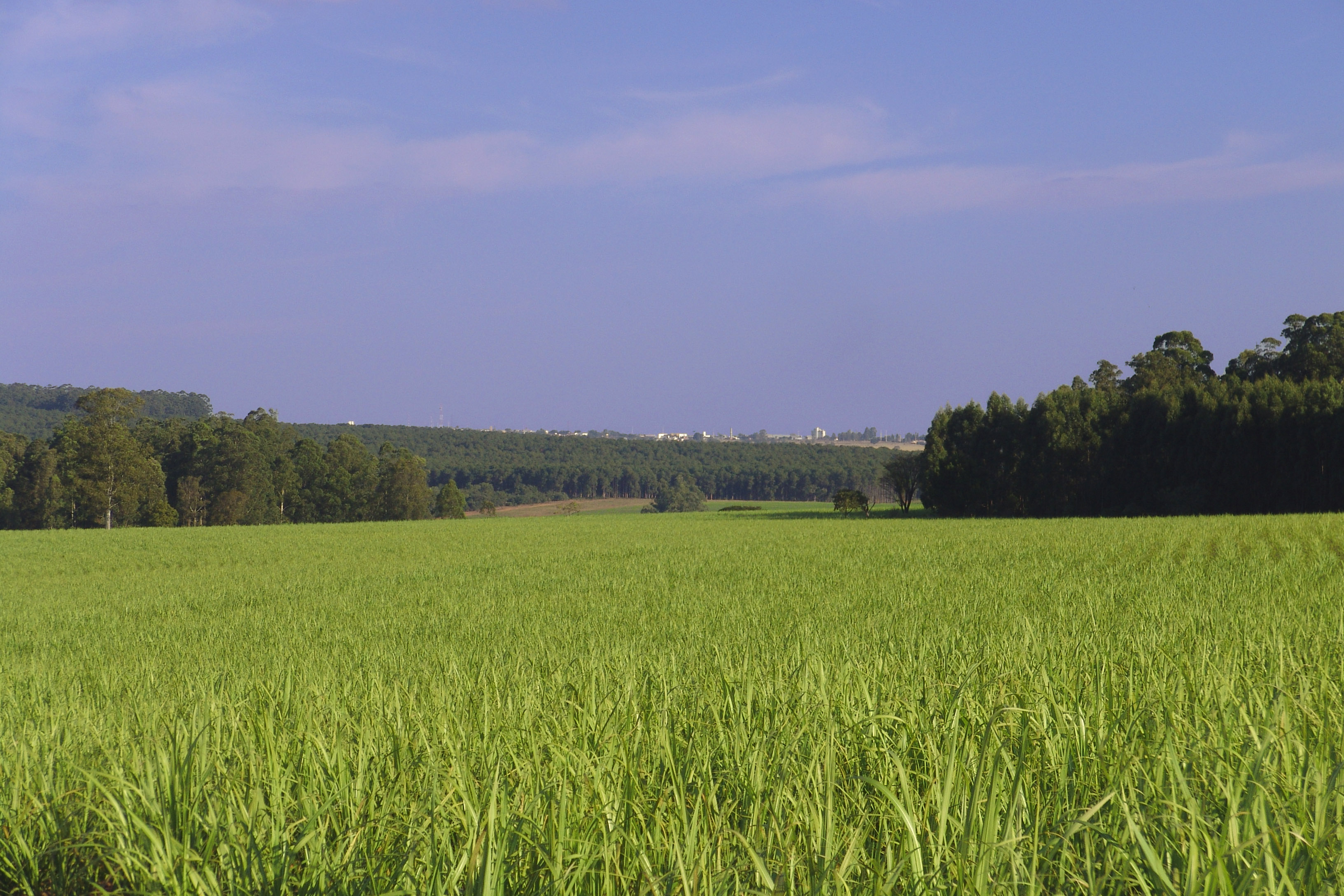
Plantação de cana, em Avaré, São Paulo.

Em 1995 o Sudeste (composto pelos estados de Minas Gerais, São Paulo, Rio de Janeiro e Espírito Santo), era responsável pela maior participação no montante do agronegócio do país, mas em tendência de queda face a expansão das fronteiras agrícolas e à instalação de indústrias noutras regiões.
Os principais produtos agrícolas cultivados são: o café, com 85% da produção do país, que é o maior produtor mundial; a cana-de-açúcar, com 65% da produção do país, que é o maior produtor mundial; a laranja, com 85% da produção do país, que é o maior produtor mundial; o limão, com 80% da produção do país, que é o quinto maior produtor do mundo; o amendoim, com 90% da produção do país, que é o 14.º maior produtor do mundo; a banana, com 35% da produção do país, que é o sétimo maior produtor do mundo; o sorgo, com 30% da produção nacional, sendo o país o sétimo maior produtor; o caqui, com 70% da produção nacional, sendo o país o 6.º maior produtor do mundo; a tangerina, com 60% da produção nacional, sendo o país o 6.º maior produtor do mundo; o mamão, com 40% da produção nacional, sendo o país o 2.º maior produtor do mundo; o abacaxi, com 27% da produção nacional, sendo o país o 3.º produtor mundial; a mandioca, com 13% da produção nacional, sendo o país o 5.º produtor mundial; o feijão, com mais de 20% da produção nacional, sendo o país o 3.º produtor mundial; a soja, com 7% da produção do país, que é o maior produtor do mundo; além de ter mais de 50% da produção do país de batata, cenoura e morango.
O Sudeste é o maior produtor nacional de frutas, com 49,8% do total nacional, em dados de 2004. A região concentra 60% das empresas de software voltadas para o agronegócio, segundo levantamento efetuado pela Embrapa Informática Agropecuária (situada em Campinas/SP). Quanto à exportação, o setor do agronegócio ocupava a segunda posição nacional, no período de 2000 a maio de 2008, ficando atrás da Região Sul; o Sudeste representou 36% do montante exportado de 308 bilhões de dólares - os produtos que mais se destacaram no comércio exterior na região foram o açúcar (17,27%), café (16,25%), papel e celulose (14,89%), carnes (11,71%) e hortifrutícolas (com destaque para o suco de laranja) com 10,27%.

##### Região Nordeste

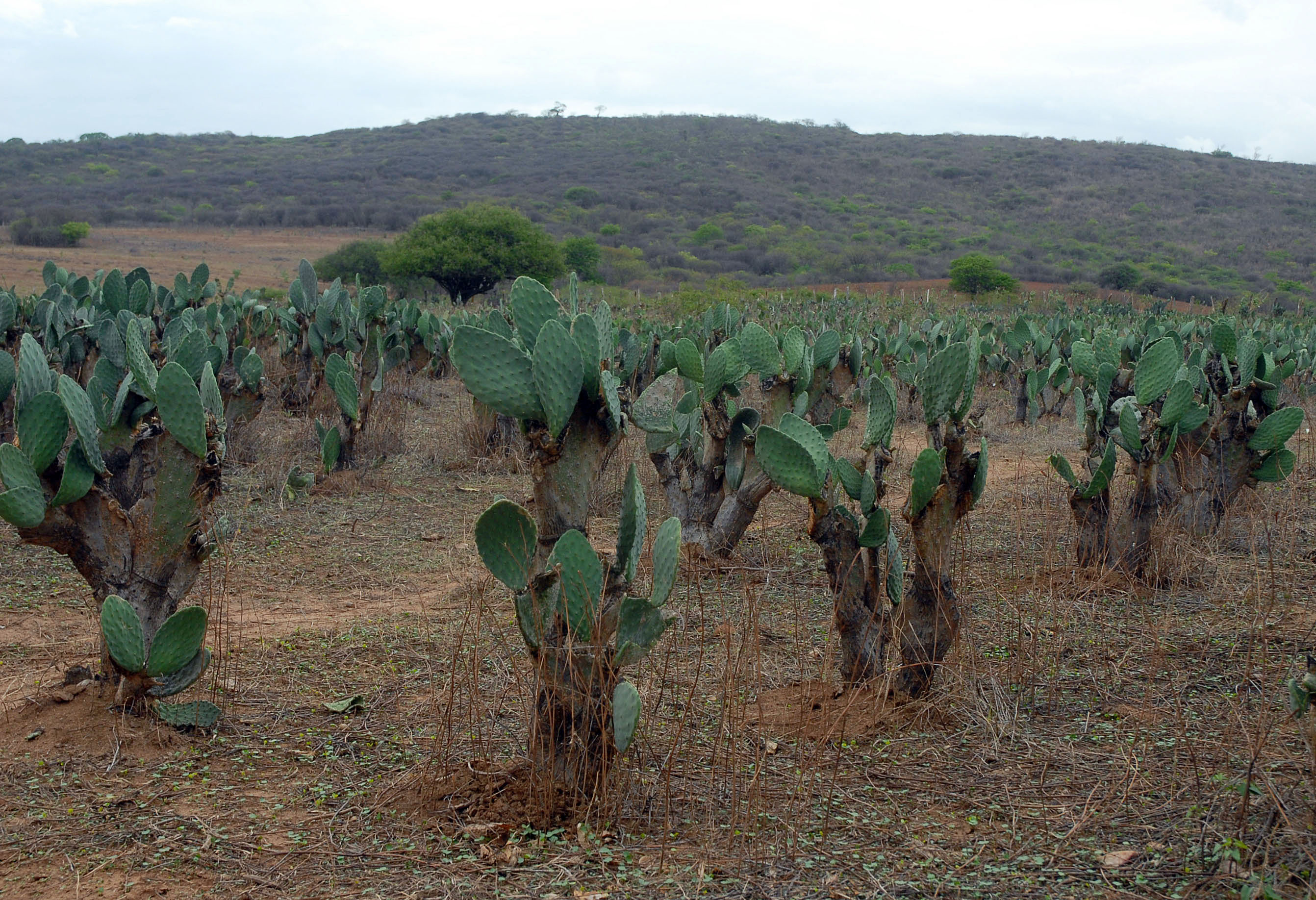
Plantação de palma, em UrandiValter Campanato/ABr.

No Nordeste brasileiro, região formada por nove estados (Bahia, Sergipe, Pernambuco, Alagoas, Paraíba, Rio Grande do Norte, Ceará, Piauí e Maranhão) 82,9 % da mão de obra do campo equivale à agricultura familiar.
A região é grande produtora de: castanha de caju (com quase toda a produção do país, que é o 9.º maior produtor mundial), cana-de-açúcar (7% da produção nacional, sendo o país o maior produtor do mundo), cacau (45% da produção nacional, sendo o país o 6.º maior produtor do mundo), algodão (40% da produção nacional, sendo o país o 4.º maior produtor do mundo) e frutas tropicais em geral, principalmente coco (74% da produção nacional, sendo o país o 5.º maior produtor do mundo), mamão (55% da produção nacional, sendo o país o 2.º maior produtor do mundo), melão (quase toda a produção nacional, sendo o país o 11.º maior produtor do mundo), banana (35% da produção nacional, sendo o país o 7.º maior produtor do mundo), manga (77% da produção nacional, sendo o país o 7.º maior produtor do mundo), abacaxi (36% da produção nacional, sendo o país o 3.º maior produtor do mundo) e guaraná (70% da produção nacional, sendo o país o maior produtor do mundo). Possui também produções relevantes de soja (9% da produção nacional, sendo o país o maior produtor do mundo), milho (9% da produção nacional, sendo o país o 3.º maior produtor do mundo), feijão (20% da produção nacional, sendo o país o 3.º maior produtor do mundo), mandioca (20% da produção nacional, sendo o país o 5.º maior produtor do mundo) e laranja (6% da produção nacional, sendo o país o maior produtor do mundo). A região é a segunda maior produtora de arroz, com uma safra estimada para 2008 de um milhão, cento e catorze mil toneladas, em que o Maranhão tem majoritária participação (com 668 mil toneladas), e a Bahia é o 4.º maior produtor nacional de café.  Também ocupa a segunda posição na produção frutícola, com 27% da produção nacional.
Um dos grandes problemas da região são as estiagens prolongadas, mais fortes nos anos em que ocorre o fenômeno climático do El Niño. Isso provoca o êxodo rural, a perda de produção, minimizados seus efeitos por meio de ações governamentais de emergência, através da construção de açudes e outras obras paliativas, como a transposição do Rio São Francisco. As piores secas dos últimos anos foram as de 1993, 1998 e 1999, a primeira considerada a pior em cinquenta anos.

##### Região Norte

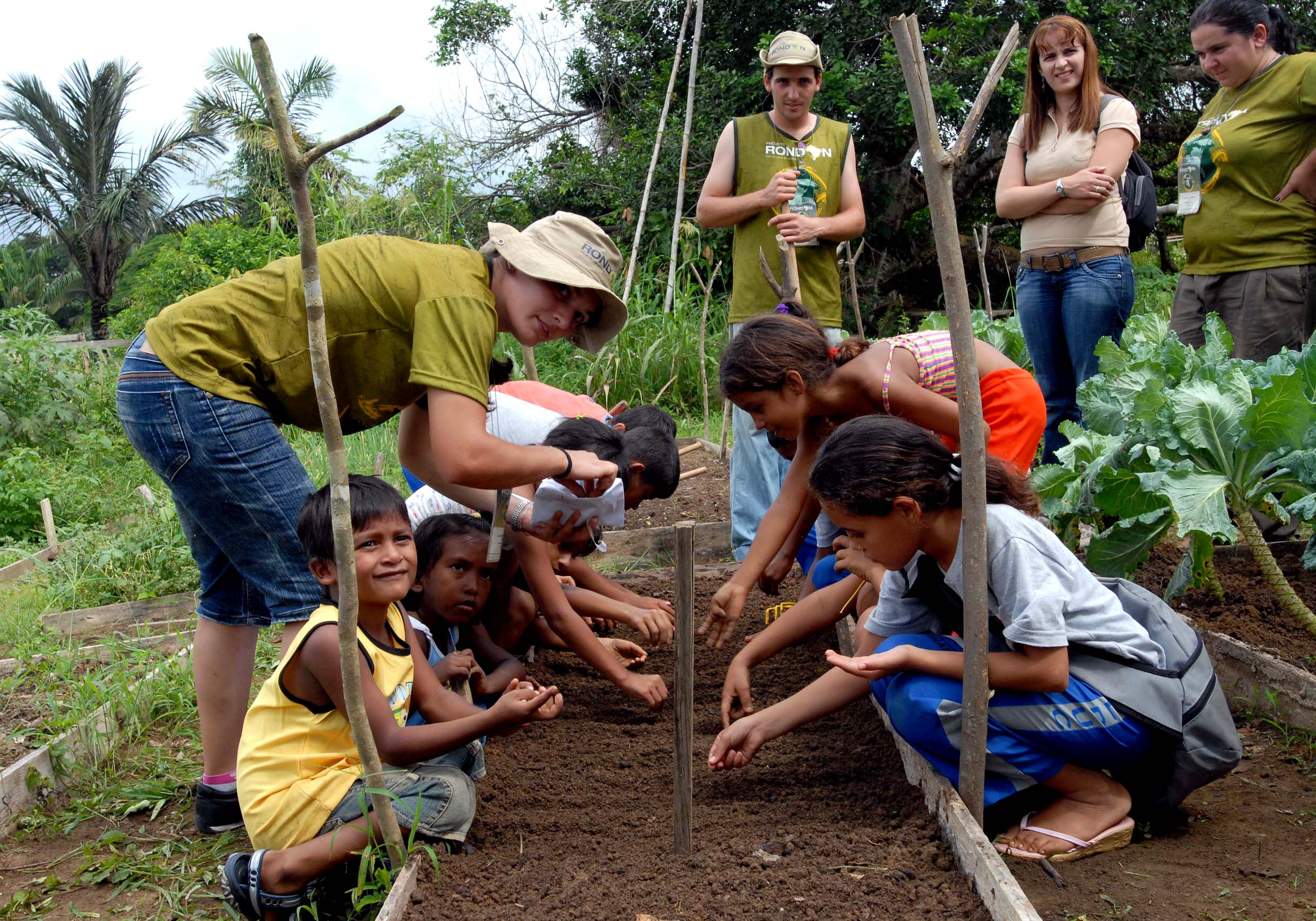
Oficina de horticultura, Manacapuru, Amazonas.

A região Norte (composta pelos estados do Acre, Amapá, Amazonas, Pará, Rondônia, Roraima e Tocantins) tem como principal característica a presença do bioma amazônico, em que a floresta tropical é marcante (e, por sua presença em parte do estado do Maranhão, este é incluído nas ações de governo nesta região). O grande desafio da região é aliar a rentabilidade e produtividade com a preservação da floresta.
A região já foi responsável, por um breve período, pela produção do mais importante produto de exportação brasileiro, no final do século XIX e começo do XX, durante o chamado Ciclo da borracha, em que o extrativismo da seringueira gerou o avanço das fronteiras nacionais (conquista do Acre), até o contrabando da árvore pela Inglaterra e sua aclimatação em países asiáticos.
A Região Norte se destaca na produção de mandioca (36% da produção nacional, sendo o país o 5.º maior produtor do mundo), açaí (quase toda a produção nacional, sendo o país o maior produtor do mundo), cacau (55% da produção nacional, sendo o país o 6.º maior produtor do mundo), abacaxi (33% da produção nacional, sendo o país o 3.º maior produtor do mundo), guaraná (30% da produção nacional, sendo o país o maior produtor do mundo), castanha-do-pará (quase toda a produção nacional, sendo o país o maior produtor do mundo), pimenta-do-reino (quase toda a produção nacional), soja (5% da produção nacional, sendo o país o maior produtor do mundo), e possui produções relevantes de coco, milho, arroz, feijão, banana, limão e café. Na produção de frutas ocupa a penúltima posição, responde por 6,1% da produção nacional, à frente apenas da região Centro-Oeste.

##### Região Centro-Oeste

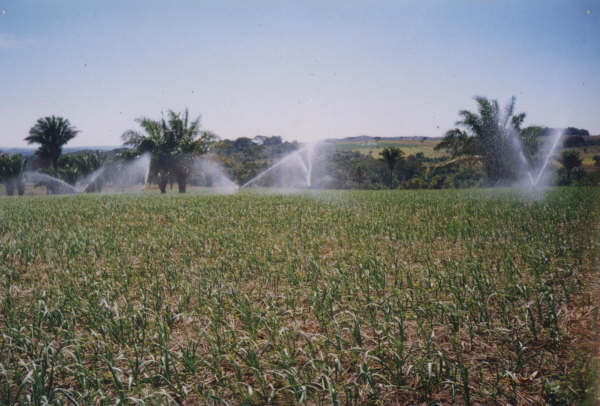
Alho irrigado (Catalão-GO).

Há cerca de trinta anos a região era quase desconhecida em seu potencial econômico. O principal bioma é o cerrado, cuja exploração foi possível graças às pesquisas para adaptação de novos cultivares de vegetais como o algodão, girassol, cevada, trigo, etc. - permitindo que, em 2020, viesse a se tornar a responsável pela produção de 46% dos cereais, leguminosas e oleaginosas produzidos no país.
Na atualidade, os principais produtos da agricultura da região são: soja (45% da produção nacional, sendo o país o maior produtor do mundo), milho (42% da produção nacional, sendo o país o 3.º maior produtor do mundo), cana-de-açúcar (22% da produção nacional, sendo o país o maior produtor do mundo), algodão (50% da produção nacional, sendo o país o 4.º maior produtor do mundo), sorgo (45% da produção nacional, sendo o país o 7.º maior produtor do mundo), feijão (25% da produção nacional, sendo o país o 3.º maior produtor do mundo) e tomate (40% da produção nacional, sendo o país o 10.º maior produtor do mundo). A Região Centro-Oeste também possui produções relevantes de alho, girassol e mandioca.
Essa é a região onde a fronteira agrícola brasileira teve maior expansão. Em as três últimas décadas do século XX sua agricultura teve um crescimento de cerca de 1,5 milhão de toneladas de grãos por safra, saltando de uma produção de 4,2 milhões para 49,3 milhões de toneladas, em 2008 - um crescimento superior a mil e cem por cento.
A área cultivada na região, que compreende os estados de Mato Grosso, Mato Grosso do Sul, Goiás e o Distrito Federal em 2008 era de quinze milhões e cem mil hectares, tendo avançado nos primeiros anos do século XXI, sobretudo sobre áreas anteriormente dedicadas à pecuária. Dentre os principais fatores que levaram a esse crescimento conta-se a abertura de estradas, que facilitou o escoamento da produção.
Na fruticultura a participação da região, em dados de 2004, aponta o último lugar no país, com 2,7% do total produzido.

## Principais produtos
Dada a sua grande variedade climática e extensão territorial, o país possui variadas áreas especializadas em determinados cultivos - por vezes dentro dum mesmo estado da federação - como, por exemplo, na Bahia, em que se tem o cultivo de soja e algodão, na sua região oeste, de cacau, no sul, frutas, no Médio São Francisco, feijão em Irecê, etc. Também um produto agrícola encontra áreas distintas no território nacional - como por exemplo o arroz, que é plantado no Rio Grande do Sul, no sul do Maranhão e Piauí, em Sergipe e nas regiões Norte e Centro-Oeste.
Alguns produtos, como o trigo, arroz e feijão, não tem produção suficiente para atender à demanda interna; outros, como a soja, são quase que exclusivamente produzidos para exportação (a soja é o principal produto exportado pelo agronegócio brasileiro). Por ordem alfabética, os principais produtos agrícolas do Brasil são:

### Algodão

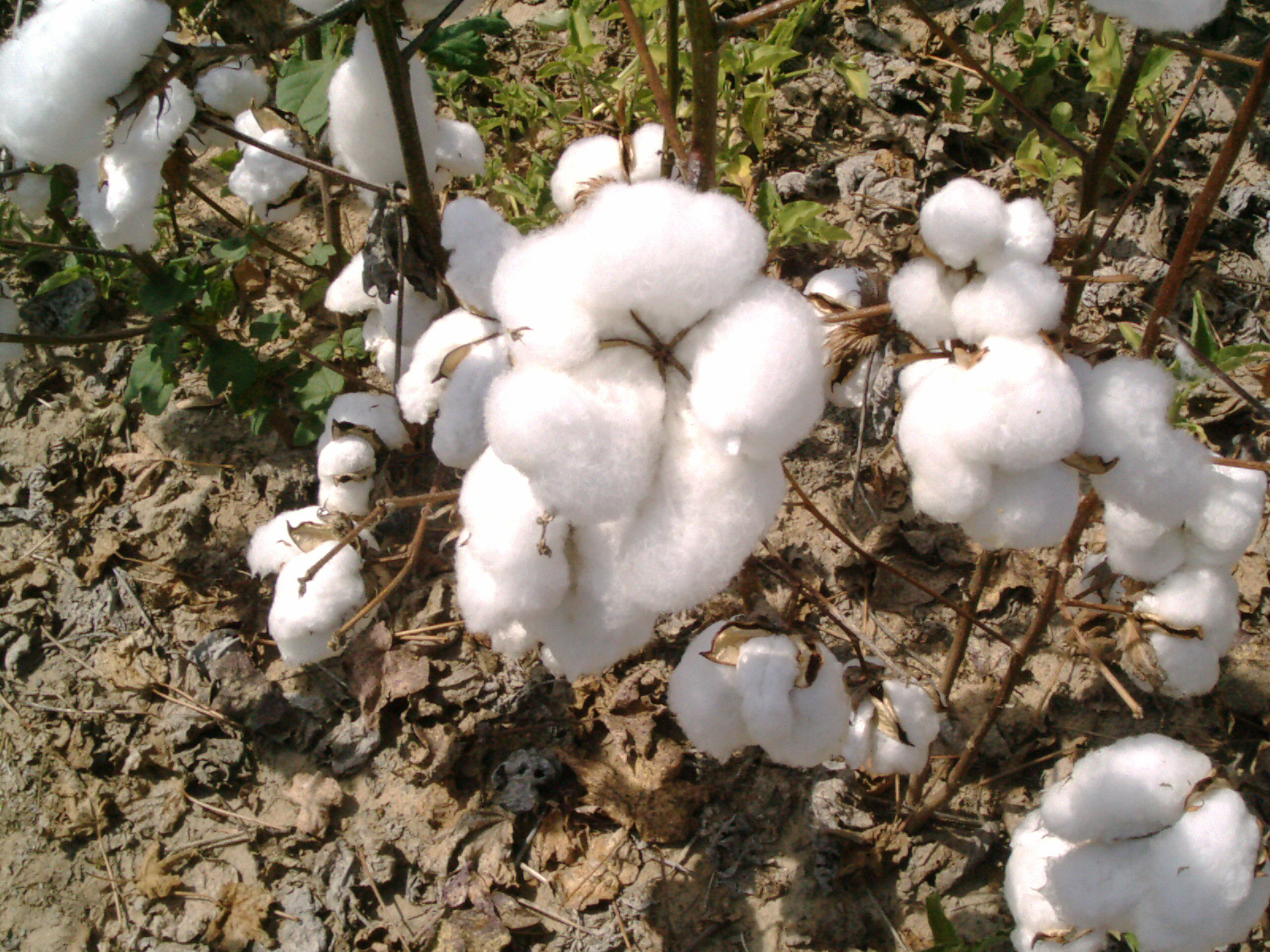
Algodão, plantado na região de cerrado da Bahia.

Dos anos 1960, quando teve início a mecanização agrícola do país, até o começo do século XXI, a área plantada com algodão decresceu, os preços caíram, mas a produção aumentou substancialmente.
A partir da década de 1990 o pólo produtor deslocou-se das regiões Sul e Sudeste para a Centro-Oeste e Oeste da Bahia. A produção deixou de atender apenas à demanda interna, e passou-se a exportar o produto, desde 2001
Com o ingresso do Brasil no mercado exportador de algodão, logo surgiu o embate com os Estados Unidos, que com os subsídios e taxações às importações do produto, mantinham o preço do produto artificialmente baixo no mercado internacional. A demanda brasileira foi levada à OMC no ano de 2002 e, com os recursos impetrados pelos estadunidenses, as sanções foram finalmente decididas em 2009. Essa ação marcou a história do agronegócio brasileiro, nas palavras do ex-Ministro da Agricultura Marcus Vinicius Pratini de Moraes: "…(a vitória na OMC foi) um dos momentos mais importantes do agronegócio brasileiro. Mostramos ao mundo que, além de competitivos, somos fortes.", no livro publicado pela Associação Brasileira dos Produtores de Algodão, a entidade privada dos produtores que, junto ao Governo do Brasil, ingressou na OMC com o processo contra os subsídios estadunidenses, intitulada "A Saga do Algodão: das primeiras lavouras à ação na OMC".
Em 2018, o Brasil produziu 4,9 milhões de toneladas de algodão, sendo o 4.º maior produtor do mundo. Os estados que mais produzem são, principalmente, Mato Grosso e Bahia (onde está a maior parte da produção nacional), seguidos por Minas Gerais e Goiás.

### Arroz

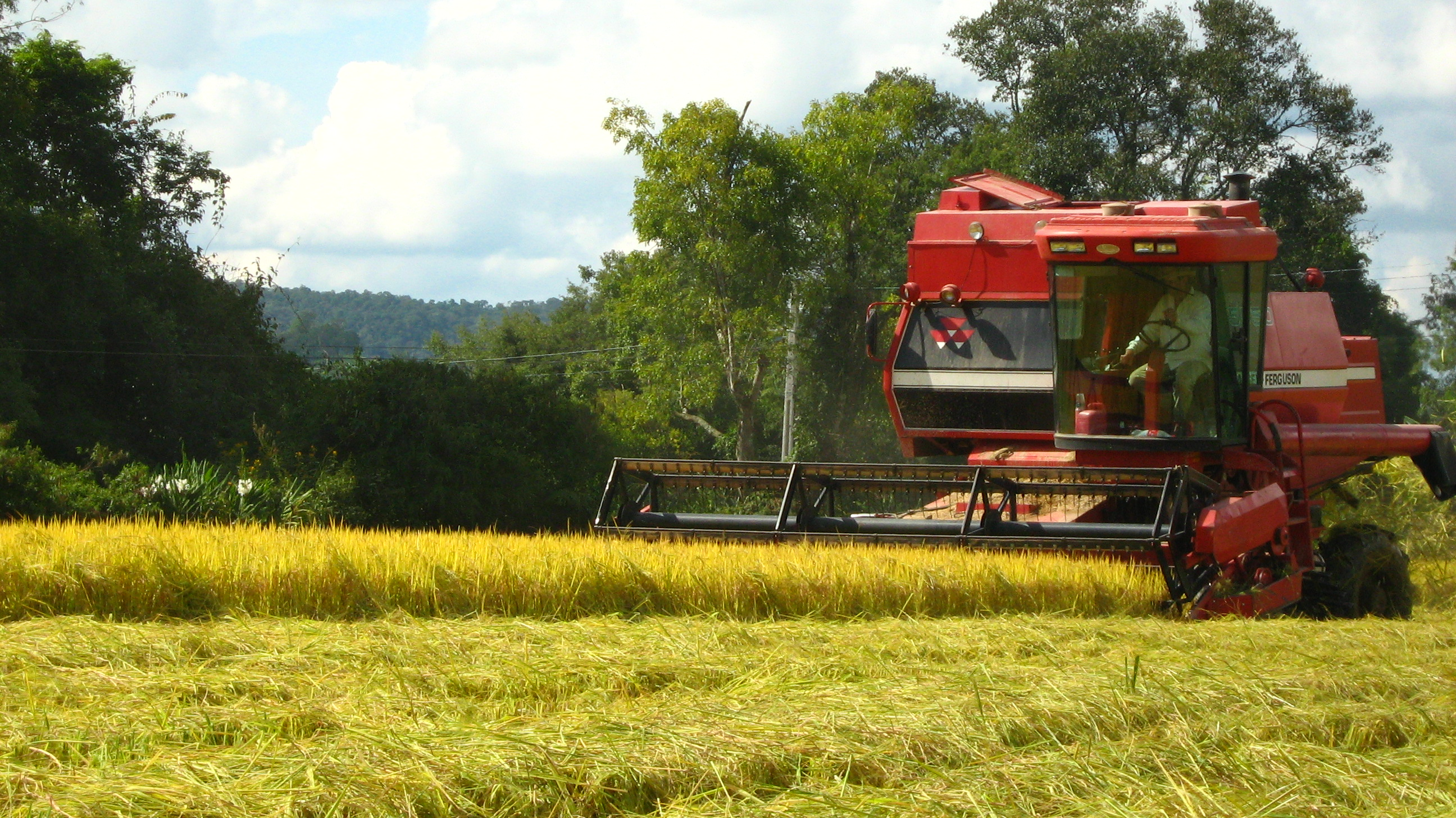
Colheita de arroz, Rio do Sul, Santa Catarina.

De exportador do grão o Brasil passou, na década de 1980, a importar o produto em pequenas quantidades para atender à demanda interna. Na década seguinte tornou-se um dos principais importadores, atingindo no período de 1997-1998 a dois milhões de toneladas, equivalentes a 10% da demanda. Uruguai e Argentina são os principais fornecedores do cereal para o país.
Em 1998 foi plantada uma área total de três milhões e oitocentos e quarenta e cinco mil hectares, havendo uma redução, estimada em 2008, para dois milhões e oitocentos e quarenta e sete mil hectares; a produção, entretanto, saltou de onze milhões e quinhentas e oitenta e duas mil toneladas para, estimadas, doze milhões e cento e setenta e sete mil toneladas, no ano de 2008.
Em 2018, o Brasil produziu 11,7 milhões de toneladas de arroz, sendo o 9.º maior produtor do mundo. Os estados que mais produzem são, principalmente, Rio Grande do Sul (onde está a maior parte da produção nacional), seguido por Santa Catarina. Tocantins é o 3.º maior produtor.

### Café

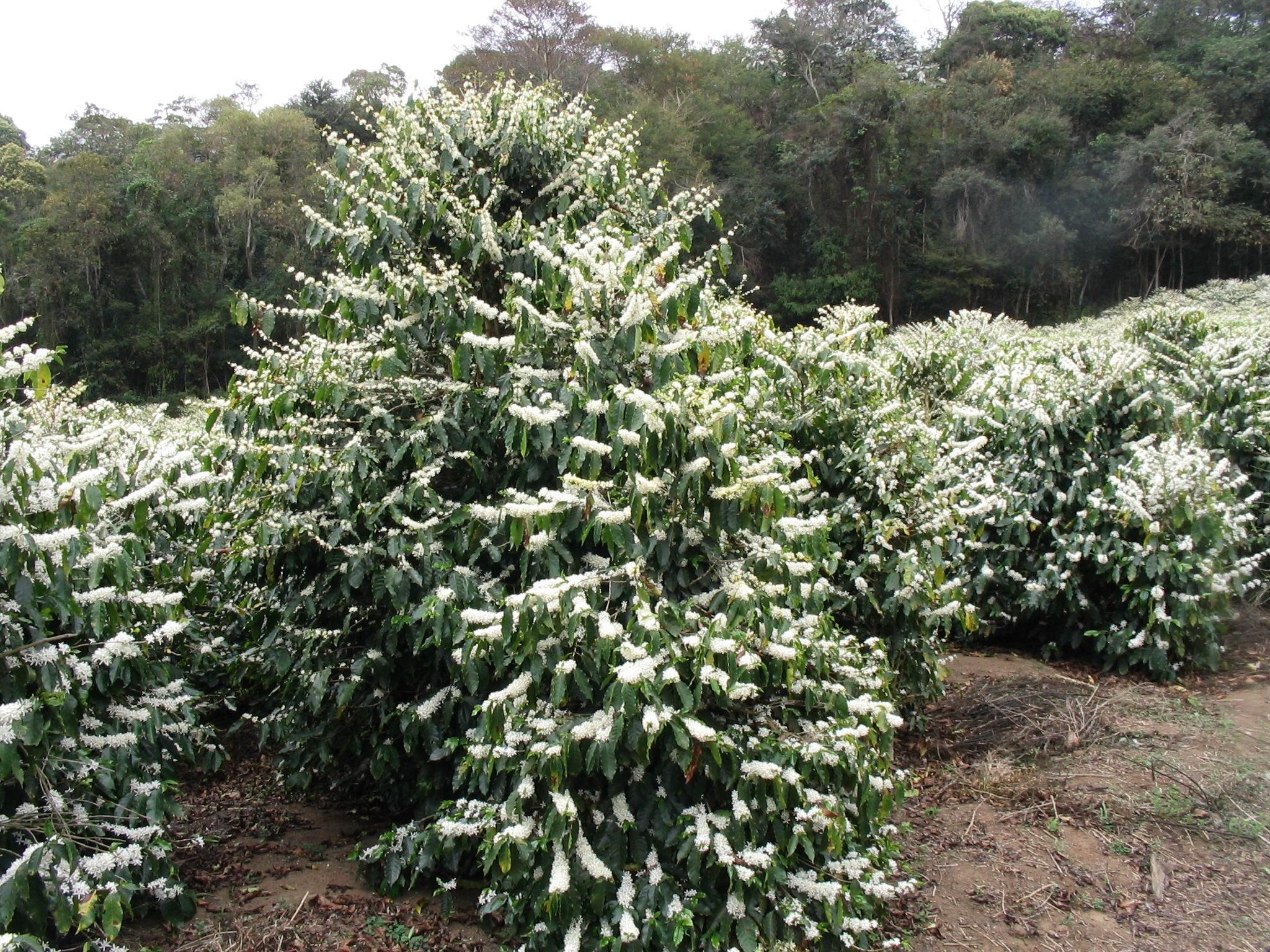
Cafezal florido, Minas Gerais.

O cultivo iniciou-se no Brasil em 1727 e já em 1731 o país exportava o produto. Sua evolução como item do comércio exterior brasileiro atingiu o ápice em 1929, quando representava 70% de tudo que o país exportava. Embora sua participação tenha diminuído, com a diversificação da produção, em 2008 o café representou 2,37% das exportações do Brasil e 0,5% do PIB. Entre 2006 e 2009 exportou uma média de vinte e oito milhões e trezentos mil sacas do produto ao ano, o que faz do país o maior exportador mundial. Sua produção anual é de cerca de cem milhões de sacas, 25% do que é produzido no planeta. A produção estimada para 2009 era de mais de trinta e nove milhões de sacas, sendo o maior produtor o estado de Minas Gerais (mais da metade do produzido no país). O cultivo ocupava uma área de dois milhões e trezentos mil hectares, com cerca de seis bilhões e quatrocentos mil pés.
Em 2018, o Brasil produziu 3,5 milhões de toneladas de café, sendo o maior produtor do mundo. Os estados que mais produzem são, principalmente, Minas Gerais (33,46 milhões de sacas) e Espírito Santo (13,6 milhões de sacas), seguidos por São Paulo (6,15 milhões de sacas), Bahia (4,13 milhões de sacas), Rondônia (2,43 milhões de sacas) e Paraná (937,6 mil sacas).
O melhor café do país é produzido na cidade baiana de Piatã, onde o grão adquire um sabor especial e único - segundo concurso que avalia o café gourmet, em novembro de 2009. As condições de altitude e clima permitiram à cidade da Chapada Diamantina ter outros três produtores entre os dez melhores do Brasil.

### Cana-de-açúcar

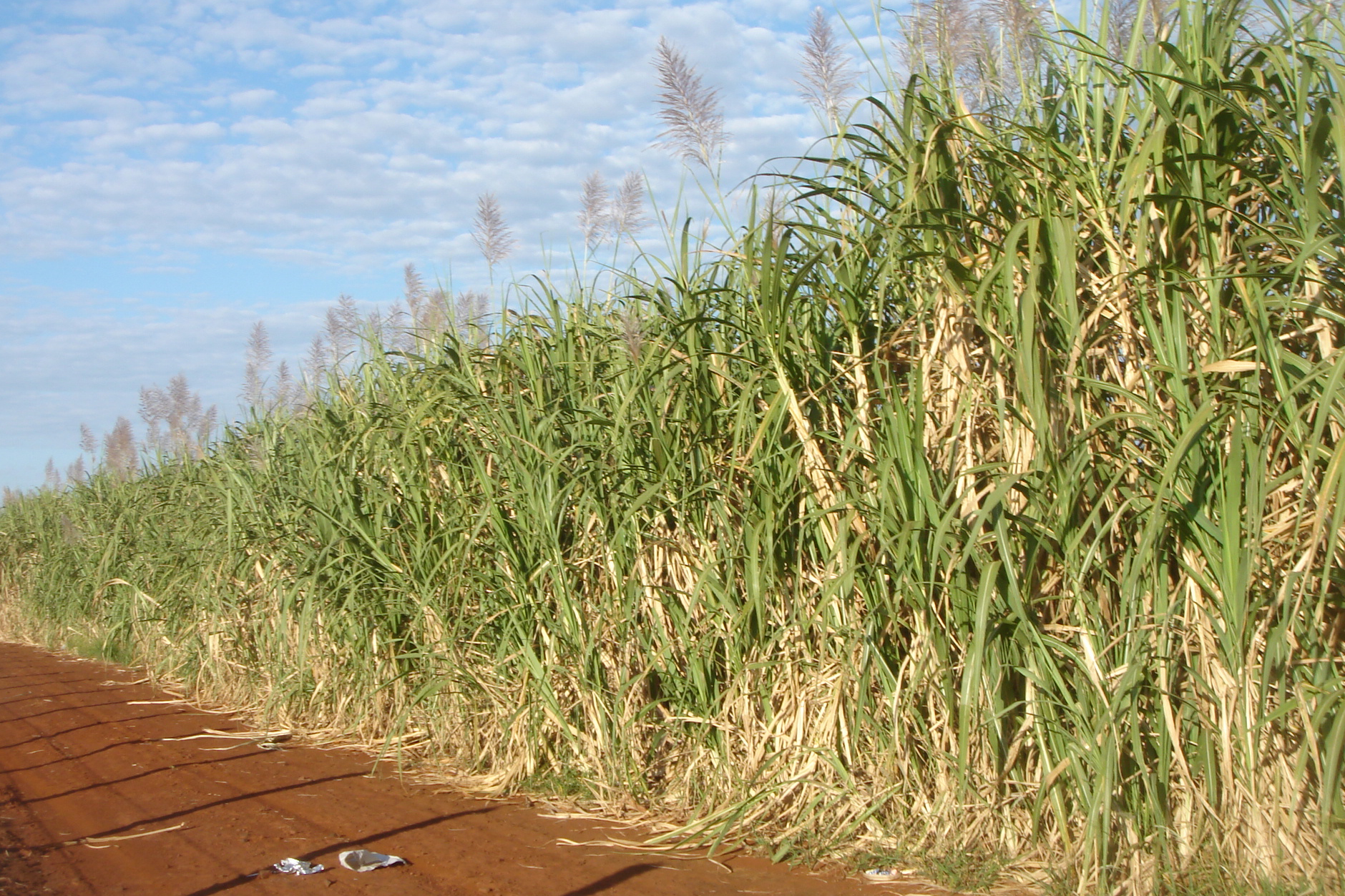
Canavial em São Paulo.

A cana-de-açúcar ocupa a terceira posição entre as culturas cultivadas no Brasil, quanto à área (ficando atrás da soja e do milho). O país é o maior produtor mundial, tendo colhido na safra 2007/2008 493,4 milhões de toneladas, dos quais foram produzidos 31 milhões de toneladas de açúcar e 22,5 milhões de metros cúbicos de álcool. Em números, o setor representa 1,5% do PIB; na exportação de etanol atinge a marca de 5 bilhões de litros, e de açúcar destina ao comércio externo 20 milhões de toneladas.
A área cultivada, entre 1987 e 2008 evoluiu de 4,35 milhões de hectares para 8,92 milhões hectares; no período a produtividade saltou de 62,31 t/ha, para 77,52 t/ha.
As principais regiões produtoras são a Centro-Sul e Norte/Nordeste, que colheram, respectivamente, na safra 2007/2008, 431,225 milhões de toneladas e 57,859 milhões de toneladas. Em 2018, o Brasil produziu 746,8 milhões de toneladas de cana de açúcar, sendo o maior produtor do mundo. O estado que mais produz é São Paulo (341,8 milhões de toneladas), seguido por Goiás (75,7 milhões de toneladas), Minas Gerais (74,3 milhões de toneladas), Mato Grosso do Sul (49 milhões de toneladas), Paraná (46 milhões de toneladas) e Mato Grosso (16 milhões de toneladas), seguindo-se depois Alagoas, Pernambuco, Paraíba e Bahia, entre outros.

### Feijão

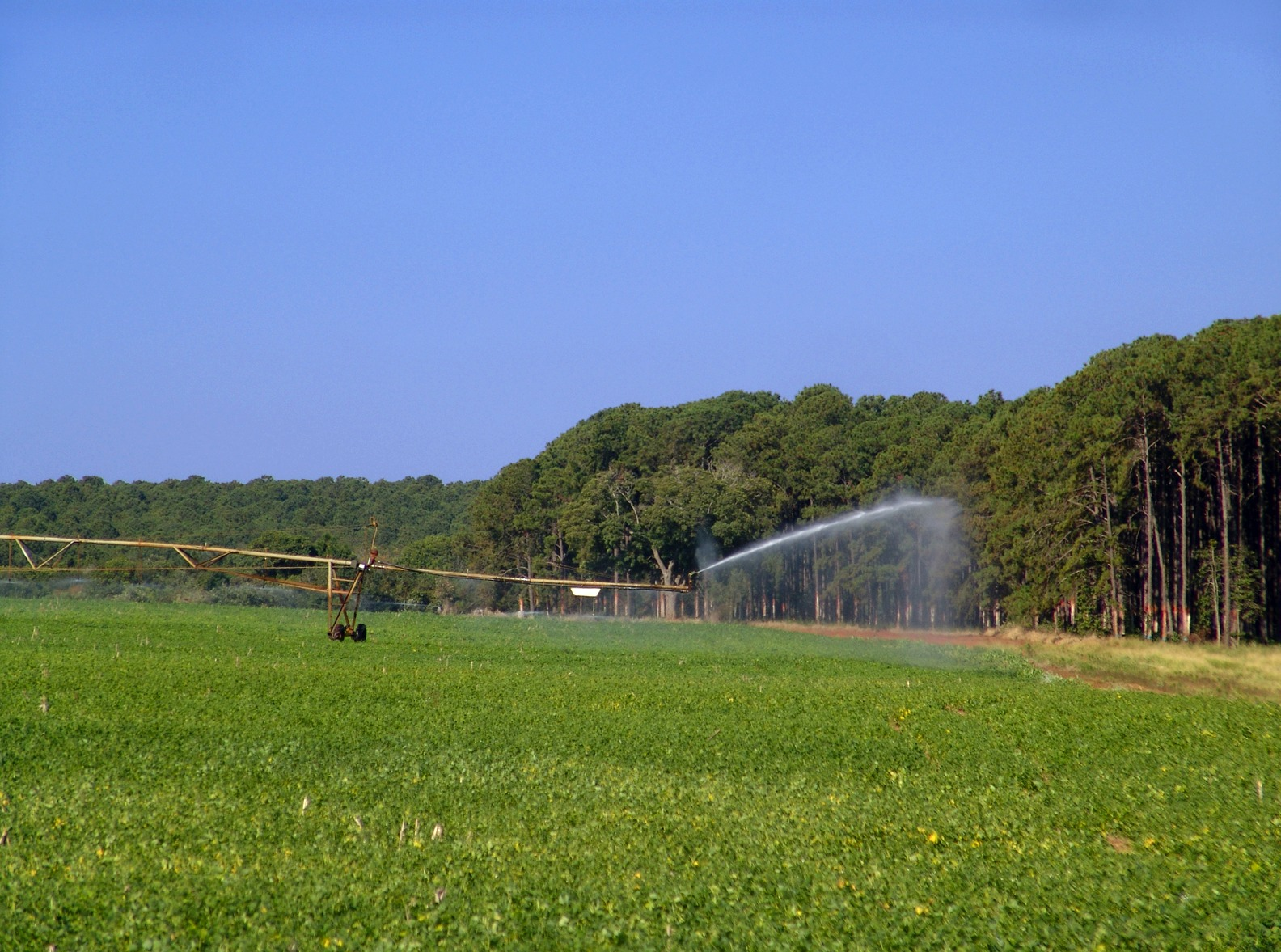
Feijão irrigado em Avaré, São Paulo.

O Brasil era o maior produtor mundial do feijão, respondendo por 16,3% do total produzido, que foi de 18,7 milhões de toneladas no ano de 2005, segundo a FAO.  Historicamente o grão é produzido por pequenos agricultores, sendo que nas últimas duas décadas cresceu o interesse por parte de integrantes do agronegócio, o que gerou o aumento expressivo da produtividade (em alguns casos superando os três mil quilos por hectare).
A área cultivada com feijão sofreu uma redução, no período de 1984-2004, de cerca de vinte e cinco por cento. Isto, entretanto, não resultou na diminuição da produção, que teve aumento de dezesseis por cento no período. É cultivado em todo o país, havendo portanto, dadas as diferenças climáticas, safras durante todo o ano.
Apesar de sua posição de liderança entre os produtores, com safras equivalendo a três milhões de toneladas ao ano, a produção do feijão não é suficiente para atender à demanda interna. Com isso, o Brasil importa cem mil toneladas ao ano do produto.
Em 2018, o Brasil produziu 2,9 milhões de toneladas de feijão, sendo o 3.º maior produtor do mundo. A produção é bem distribuída pelo país: a Região Sul foi o principal produtor com 26,4% do total, seguida pela Centro-Oeste (25,4%), Região Sudeste (25,1%), Nordeste (20,6%) e Norte (2,5%). O Paraná é o líder da produção de feijão no país desde 2006. Minas Gerais é o 2.º maior produtor.

### Floricultura e paisagismo

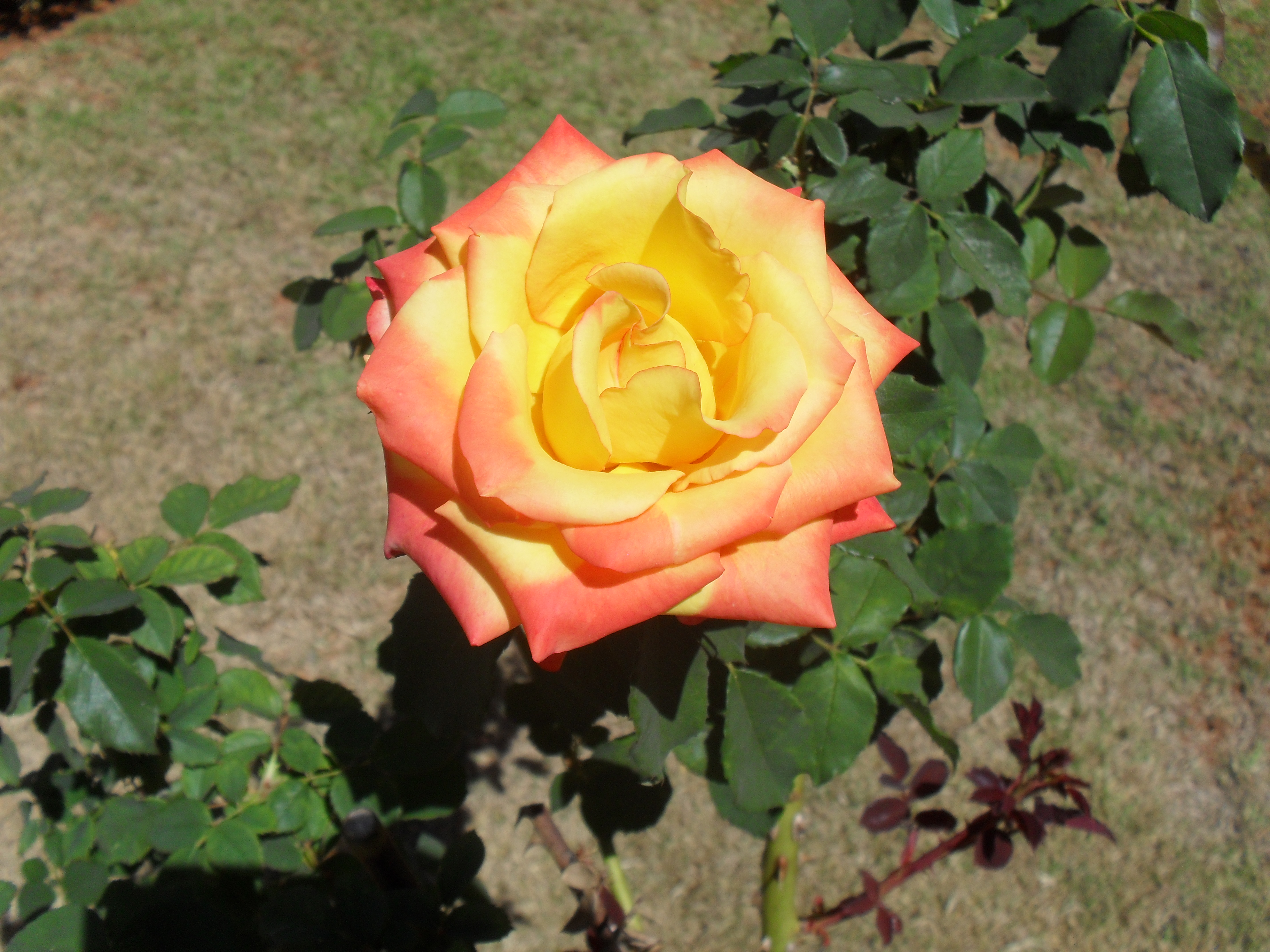
Exemplar de rosa brasileira, em Brasília-DF.

Importante mercado representa a produção de flores e paisagismo no país, onde por volta de três mil e seiscentos produtores dedicam-se ao cultivo, numa área de 4 800 ha.
O setor possui grande capacidade de expansão no mercado interno, onde o consumo per capta é pequeno. Emprega cerca de cento e vinte mil pessoas, dos quais 80% de mulheres, e cerca de 18% da agricultura familiar.
Os produtores de quinze estados estão representados pelo Instituto Brasileiro de Floricultura (IBRAFLOR), que tem apoio governamental como entidade informativa e fomentadora.
A floricultura teve início ainda na década de 1870, com o filho de Jean Baptiste Binot, que viera ao país a fim de ornamentar o Paço Imperial, cujo orquidário é reconhecido internacionalmente. Em 1893 foi fundada uma empresa para a produção de flores de outras espécies pelos germanos Dierberger, de onde saíram os Boettcher, pioneiros na produção de rosas.
O amadorismo dirigiu a produção de flores no Brasil, até quando os imigrantes holandeses fundaram, em 1948 uma cooperativa em Holambra, cidade que até hoje capitaneia o setor.
Desde 2000 a produção integra as políticas públicas, com implantação do Programa de Desenvolvimento de Flores e Plantas Ornamentais do Ministério da Agricultura. O maior produtor é o estado de São Paulo, seguido por Santa Catarina, Pernambuco, Alagoas, Ceará, Rio Grande do Sul, Minas Gerais, Rio de Janeiro, Paraná, Goiás, Bahia, Espírito Santo, Amazonas e Pará.

### Frutas e culturas perenes

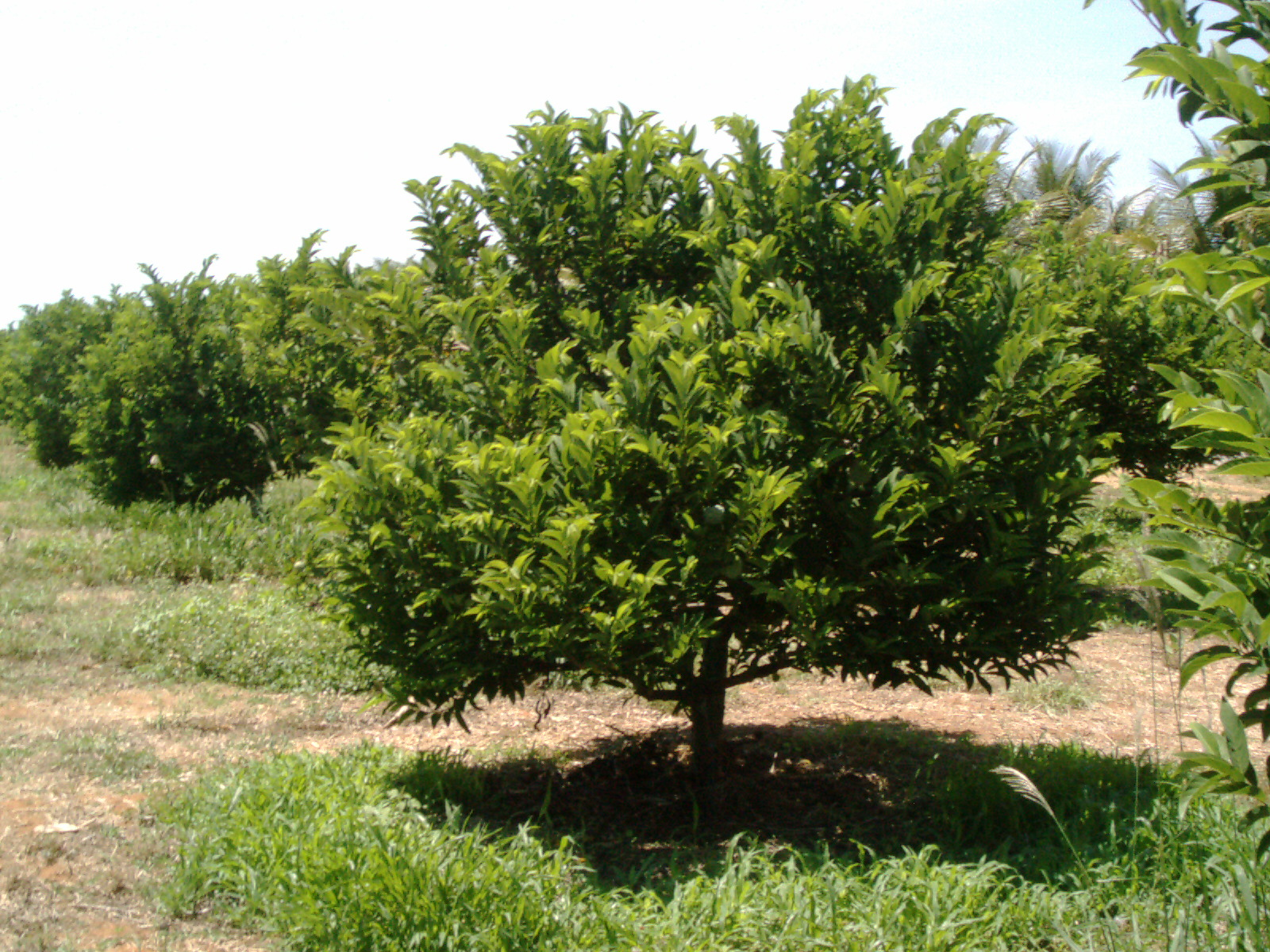
Plantação de pinhas em sistema irrigado, às margens do Rio São Francisco, na Bahia.

As principais frutas cultivadas economicamente no Brasil são, em ordem alfabética: abacaxi, Abiu, açaí, acerola, ameixa, amora, araticum-do-brejo, atemóia, bacaba, bacuri, banana, biribá , cajá, caju, camu-camu, caqui, carambola, castanha-do-pará, citros (laranja, limão, lima, etc), coco, cupuaçu, figo, framboesa, fruta-pão, goiaba, graviola, jambo, kiwi, maçã, mamão, manga, mangaba, mangostão, maracujá, mirtilo, muruci, nectarina, patauá, pequiá, pêra, pêssego, Physalis, pinha, rambutã, sapota, sapoti, seriguela, sorva, tucumã, umbu, uva, e ainda melancia, melão, morango e  noz comestível.
O setor fruticultor produziu, em 2002, em valor bruto, nove bilhões e seiscentos milhões de dólares - total este que corresponde a dezoito por cento da agropecuária brasileira. A produção nacional é superior a trinta e oito milhões de toneladas, cultivadas em três milhões e quatrocentos mil hectares. As exportações do setor tiveram crescimento, entre 1990 e 2003 de 183% no valor, 277% na quantidade e também no superávit gerado, este em 915%.
A importância do setor reflete-se também na geração de emprego e renda: para cada dez mil dólares investidos na produção de frutas, são gerados três empregos diretos e dois indiretos.
O Brasil é o terceiro maior produtor de frutas do mundo, ficando atrás da China (produz cento e cinquenta e sete milhões de toneladas) e da Índia (com cinquenta e quatro milhões). Laranja e banana respondem, juntas, por sessenta por cento da produção total de frutas, no país.
A fim de incrementar a participação brasileira no mercado frutícola mundial, foi criada pela Agência Brasileira de Promoção de Exportações e Investimentos (Apex-Brasil), o IBRAF e o supermercado Carrefour uma parceria para a realização do Brazilian Fruit Festival, com edições em vários países como Polônia e Portugal, ocorridos nos anos de 2004 a 2007.

#### Banana

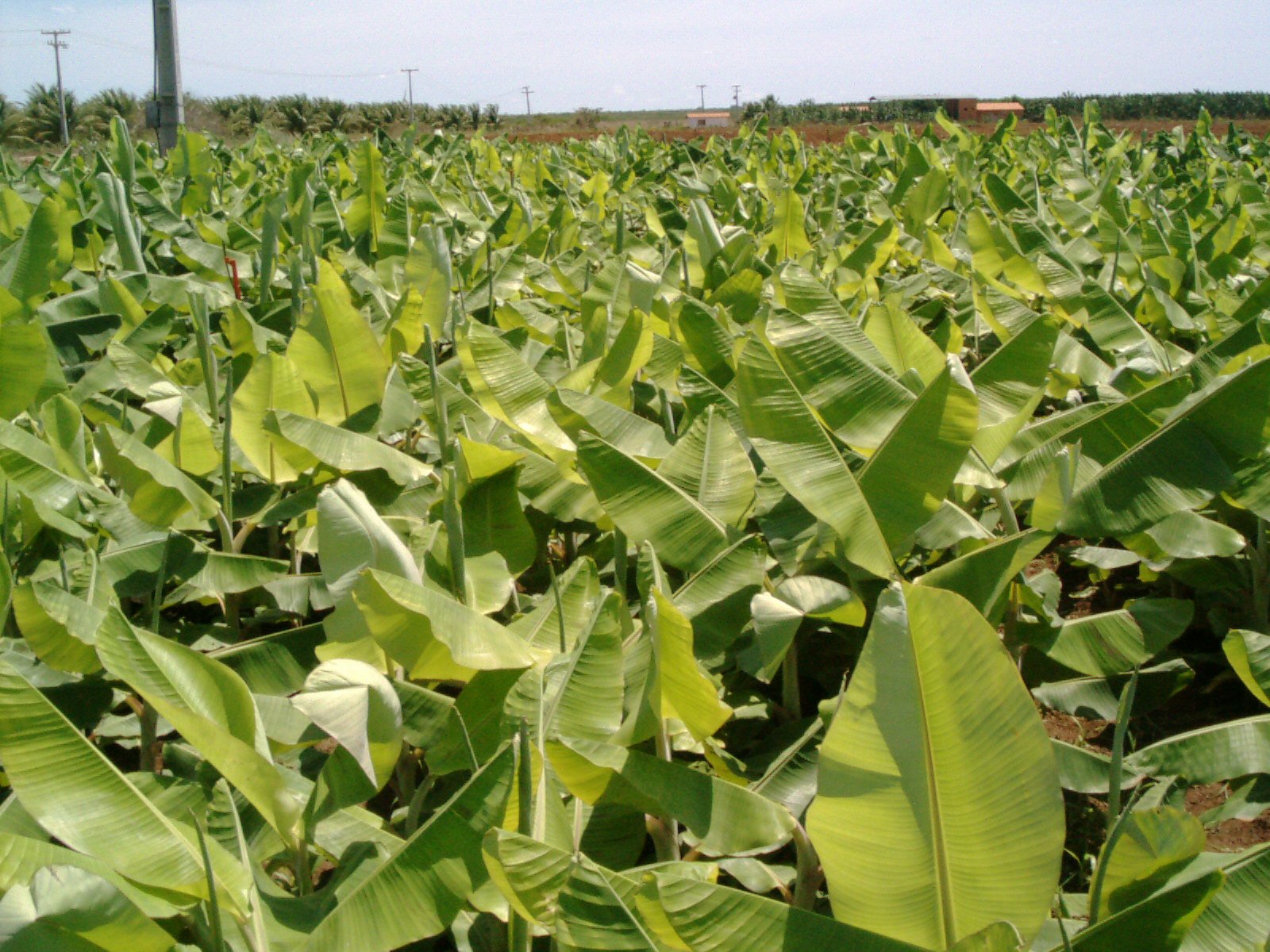
Plantação de bananas em projeto de irrigação, Rio S. Francisco, Bahia

A banana é produzida em todo o território do país. Na fruticultura ocupa o segundo lugar entre as frutas produzidas e consumidas no Brasil. No ano de 2003 o país cultivou quinhentos e dez mil hectares com a fruta, que produziram seis milhões e meio de toneladas. Por ordem decrescente, os maiores produtores foram São Paulo (com um milhão, cento e setenta e oito mil toneladas), Bahia (setecentas e sessenta e quatro mil toneladas) e Pará (seiscentas e noventa e sete mil toneladas).
No ano de 2004 a banana produzida no Brasil atingiu um total de seis e meio milhão de toneladas, o que a torna a segunda fruta mais colhida no país, atrás somente da laranja. Em dados da FAO, ocupava o país o terceiro lugar em volume de produção da fruta, ficando atrás da Índia (produz 16 milhões de toneladas) e do Equador (com seis e meio milhões de toneladas). A produtividade brasileira é considerada baixa - doze e meia toneladas por hectare, enquanto na Costa Rica, por exemplo, esta alcança quarenta e seis toneladas e seiscentos quilos por hectare.
Em 2018, o Brasil produziu 6,7 milhões de toneladas de banana, sendo o 4.º maior produtor do mundo, se considerarmos apenas as bananas comuns; somando-se a produção de plantain (banana-da-terra), o país é o 7.º maior produtor mundial de bananas, no geral. O estado que mais produz é São Paulo (1 milhão de toneladas), seguido por Bahia (828 mil toneladas), Minas Gerais (825 mil toneladas), Santa Catarina (723 mil toneladas) e Pernambuco (491 mil toneladas), entre outros.

#### Cacau

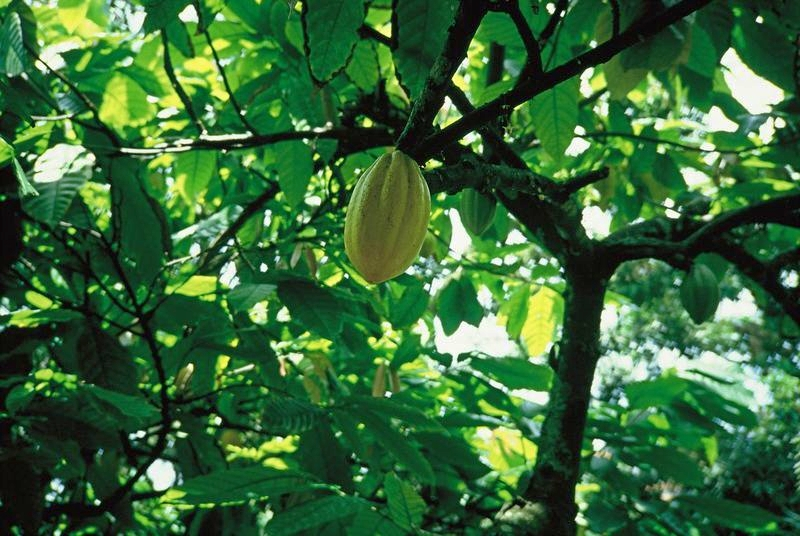
Cacaueiro em Ilhéus, Bahia.

O cacau já foi um dos principais produtos agrícolas exportados pelo Brasil, e teve uma relevante importância econômica para a Bahia; entretanto, a produção baiana foi decaindo paulatinamente. A Bahia em 2002 representava 84% da área colhida no país, segundo o IBGE. Neste ano havia mais de quinhentos e quarenta e oito mil hectares plantados com a cultura. De exportador, o Brasil passou a importar o cacau no ano de 1992, matéria-prima para a fabricação do chocolate. Segundo a FAO o país, entre 1990 e 2003, caiu da nona para a décima sétima posição no ranking dos principais produtores mundiais.
Em 2018, o Brasil produziu 239 mil de toneladas de cacau, sendo o 6.º maior produtor do mundo. Por um longo tempo, a Bahia liderou a produção brasileira. Hoje, disputa com o estado do Pará a liderança da produção nacional. Em 2017 o Pará obteve a liderança pela primeira vez. Em 2019, os paraenses colheram 135 mil toneladas de cacau, e os baianos, 130 mil toneladas. A área de cacau da Bahia é praticamente três vezes maior do que a do Pará, mas a produtividade do Pará é praticamente três vezes maior. Alguns fatores que explicam isto são: as lavouras da Bahia são mais extrativistas, e as do Pará tem um estilo mais moderno e comercial, além dos paraenses usarem sementes mais produtivas e resistentes, e à sua região propiciar resistência à vassoura-de-bruxa. Rondônia é o 3.º maior produtor de cacau do país, com 18 mil toneladas colhidas em 2017.
O cacau baiano é o maior exemplo de como uma praga e a ausência de cuidados fitossanitários pode afetar a produção de uma cultura. No caso a incidência da doença chamada vassoura-de-bruxa foi a responsável direta pela queda da produção, iniciada no ano de 1989. Essa decadência brutal da produção perdurou até 1999, quando variedades resistentes foram introduzidas. A despeito disto, em 2007 a produção baiana voltou a declinar, ao passo em que a paraense aumentou sua participação.

#### Laranja e outras frutas cítricas

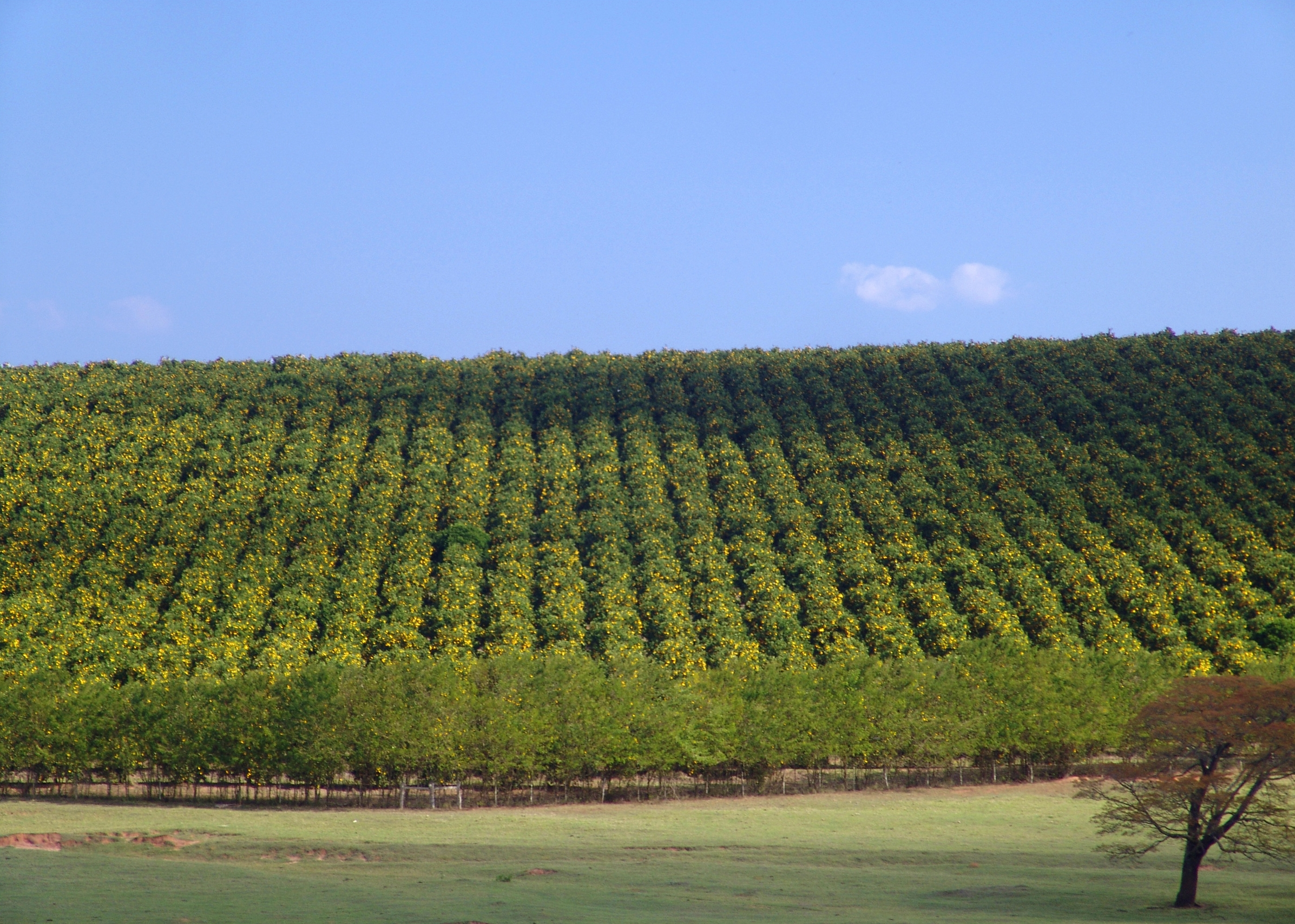
Laranjal, em S. Paulo

Os citros equivalem ao gênero citrus e outros afins, e dizem respeito a uma gama variada de espécies de laranjas, limas, tangerinas, limões, etc., dos quais a de maior importância agrícola é a laranja. Brasil e Estados Unidos da América são os maiores produtores mundiais de citros, com 45% do total, em que ainda se destacam África do Sul, Espanha e Israel, para a laranja dita in natura e tangerinas.
No ano de 2004 o Brasil produziu dezoito milhões e trezentas mil toneladas em laranja, o que equivale a quarenta e cinco por cento do total em frutas colhido naquele ano, o que torna a fruta o principal cultivo do setor frutícola. O estado de São Paulo responde, sozinho, com um total de 79% de toda a produção de laranja no país, que por sua vez é o maior produtor e exportador de suco de laranja, responsável por metade da produção mundial, dos quais 97% são destinados à exportação. O suco de laranja brasileiro equivale a 80% das exportações mundiais, a maior fatia de um produto agrícola brasileiro.
Em 2018, o Brasil produziu 16,7 milhões de toneladas de laranja, sendo o maior produtor do mundo; 2,6 milhões de toneladas de abacaxi, sendo o 3.º maior produtor do mundo; 1,5 milhão de toneladas de limão, sendo o 5.º maior produtor do mundo; e 1 milhão de toneladas de tangerina, sendo o 6.º maior produtor do mundo; São Paulo concentra a maior parte da produção nacional de laranja e limão, e também é o maior produtor brasileiro de tangerina; já no abacaxi, o maior produtor brasileiro é o Pará, seguido pela Paraíba.

#### Silvicultura e madeira

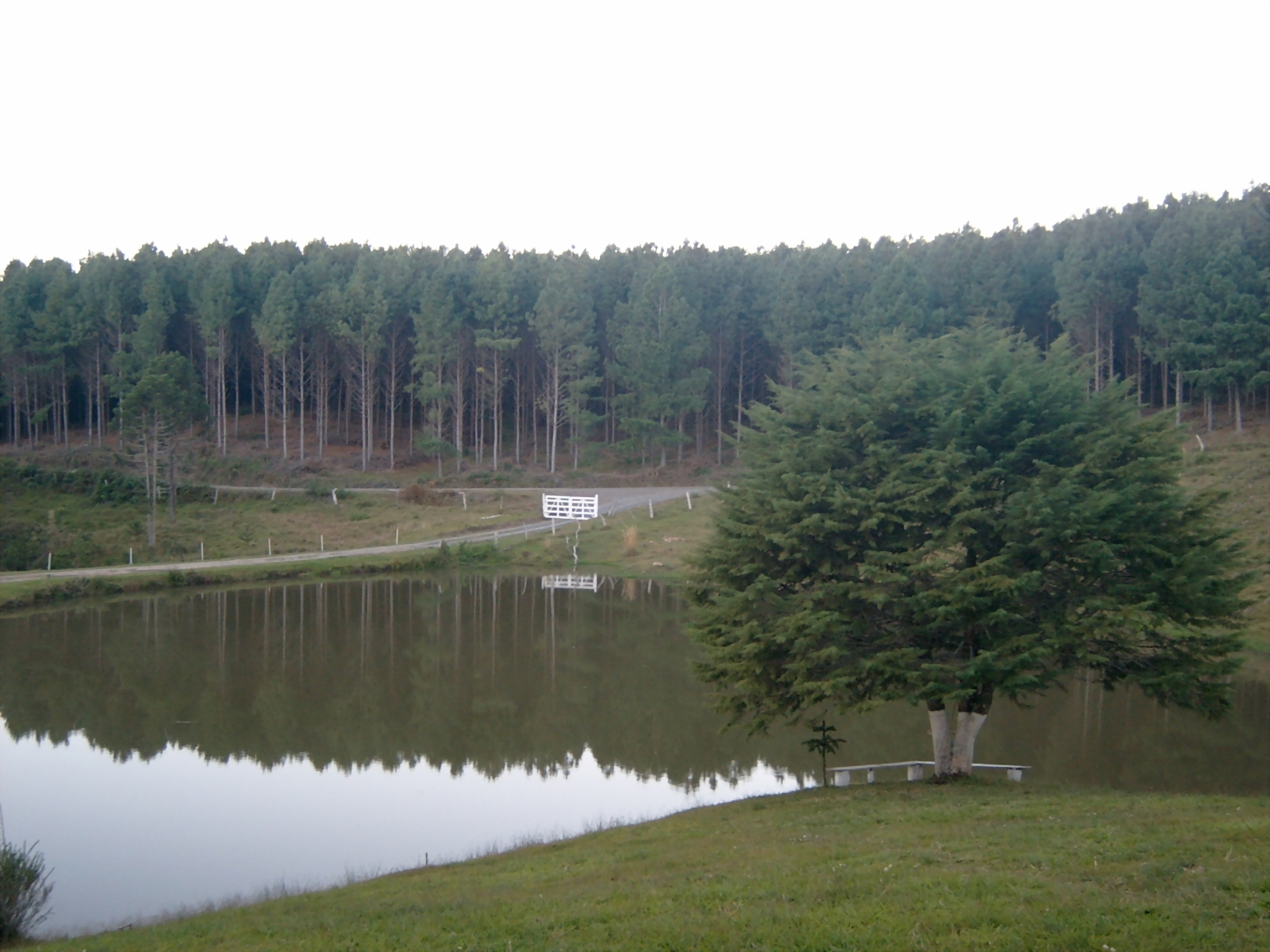
Plantação de pinus para produção de celulose, Bocaina do Sul, Santa Catarina.

Dados comparativos da exploração florestal no Brasil, entre os anos de 2003 e 2002 apontam um crescimento da silvicultura (florestamentos e reflorestamentos) sobre a participação da exploração das florestas pelo extrativismo: o setor silvícola, que em 2002 representava 52% da produção, passou a ser de 65% - ao passo em que o extrativismo diminuiu de 48% para 35%.
Os eucaliptos são a espécie mais utilizada em reflorestamentos no país, e seu cultivo é destinado sobretudo para a produção de chapas de madeira e de celulose. Em 2001 o país tinha três milhões de hectares cultivados com essa árvore; outros um milhão e oitocentos mil hectares estavam reflorestados com pinus, espécies climaticamente mais adaptadas ao cultivo no Sul e Sudeste, e usadas para a produção de celulose, placas, móveis e chapas.
Nos últimos anos, o uso de espécies nativas tem sido promovido como alternativa ao eucalipto e ao pinus, espécies estrangeiras. Em 2007, foi lançado o Plano Nacional de Silvicultura com Espécies Nativas e Sistemas Agroflorestais (PENSAF), numa ação integrada entre os Ministérios do Meio Ambiente (MMA) e da Agricultura, Pecuária e Abastecimento (MAPA), entre outros.
Em 2003 o país produziu dois milhões, cento e quarenta e nove mil toneladas de madeira para carvão vegetal; 75% desse total foi produzido em Minas Gerais. Já o carvão produzido a partir do extrativismo somou dois milhões, duzentas e vinte e sete toneladas, sendo a maior parte (35%) oriunda do Pará. A madeira para a produção de lenha totalizou quarenta e sete milhões, duzentos e trinta e dois mil metros cúbicos, sendo o estado maior produtor a Bahia.
O Brasil é o sétimo maior produtor mundial de celulose de todos os tipos, e o maior em se tratando de celulose de fibras curtas. No ano de 2005 o país exportou cinco milhões e duzentas mil toneladas das seis milhões produzidas, que geraram uma receita de três bilhões e quatrocentos milhões de dólares.
No ano de 2006 foi aprovada a Lei de Gestão de Florestas Públicas, que estimula a produção de madeira legalizada, objetivando diminuir o desmatamento ilegal, e estimulando o setor madeireiro a explorar a atividade de forma sustentável.

### Horticultura

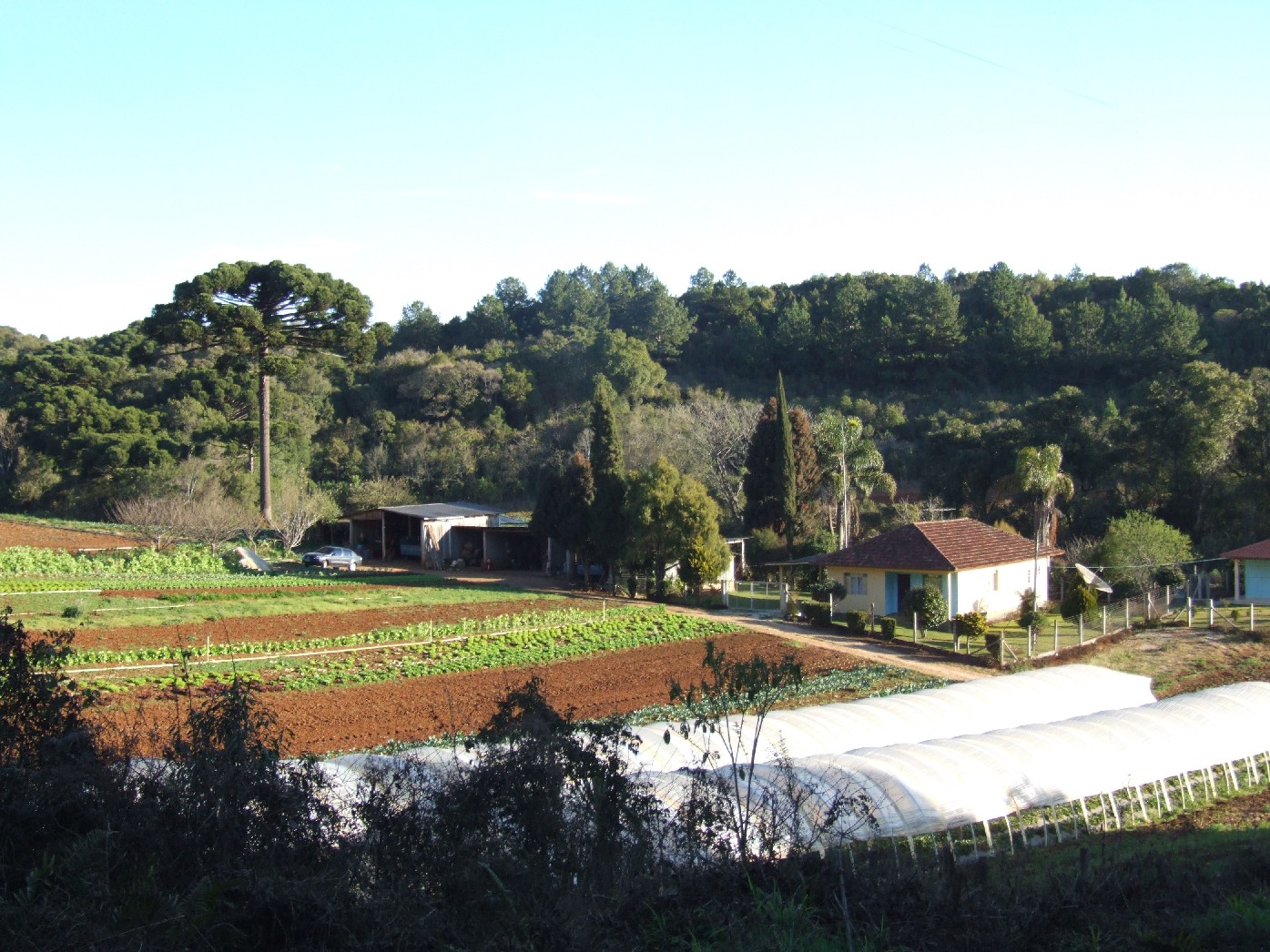
Hortas, Almirante Tamandaré, PR.

A produção brasileira de hortaliças, no ano de 2004, foi estimada em onze bilhões, seiscentos e noventa e seis milhões de Reais, ocupando uma área cultiva de setecentos e setenta e seis mil hectares com uma produção de dezesseis milhões, oitenta e seis mil toneladas. As principais regiões produtoras foram a Sul e Sudeste, com 75% do total produzido, ficando o Nordeste e Centro-Oeste com os demais 25%. Este setor do agronegócio emprega entre oito a dez milhões de trabalhadores.
O setor conta com pesquisas feitas pela seção olerícola da Embrapa, com sede no Distrito Federal, criada em 1978 e em 1981 denominada de Centro Nacional de Pesquisa de Hortaliças (CNPH). O Centro conta com uma área de mil, duzentos e quatro hectares, com laboratórios, prédios administrativos e de apoio, sendo cento e dez hectares dedicados à produção experimental de hortaliças, dos quais dezoito voltados à chamada produção orgânica.
No ano de 2007 o Brasil exportou trezentas e sessenta e seis mil, duzentas e treze toneladas de olerícolas, que renderam um montante de duzentos e quarenta milhões de dólares. Dentre estes, treze mil toneladas de batata, vinte mil toneladas de tomate, trinta e sete mil toneladas de cebola, duzentas e quatro mil toneladas de melão, trinta e três mil toneladas de melancia. Outras hortaliças exportadas foram o morango, gengibre, ervilhas, pepinos, capsicum, mostardas, cenoura, alho, milho-doce e outras.

#### Tomate

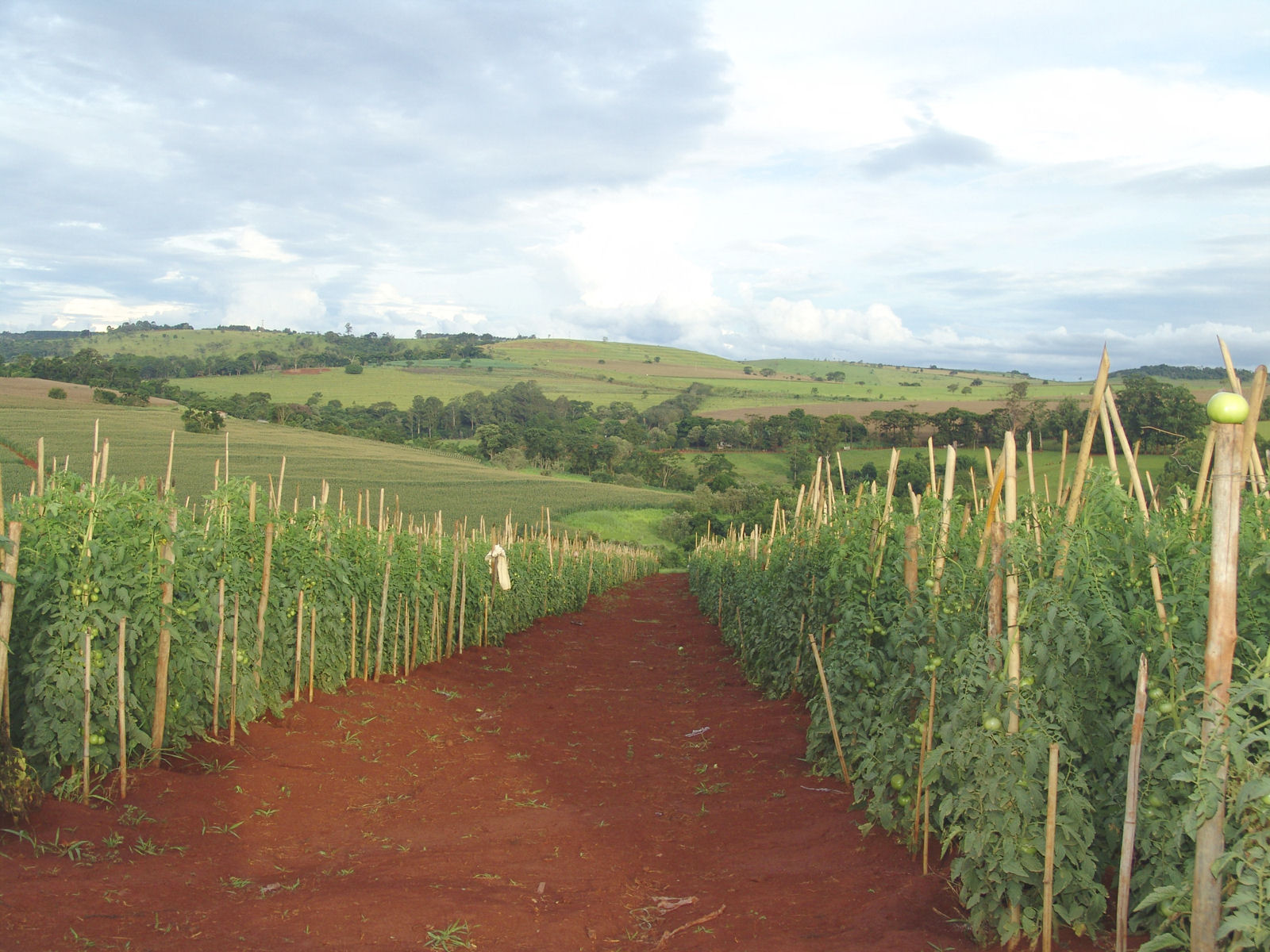
Plantação de tomate, Arandu, SP.

A produção do tomate brasileira ocupa a sexta posição mundial e a primeira da América do Sul, no ano 2000. A produção de 1999 atingiu a marca recorde de um milhão, duzentas e noventa mil toneladas de tomate para a produção de polpa para a indústria de alimentos.
No ano de 2005 a produção do país passou para três milhões e trezentas mil toneladas, ocupando a nona posição mundial (atrás de China, EUA, Turquia, Itália, Egito, Índia, Espanha e Irã, o Brasil com 3% da produção global.) Os estados maiores produtores, em 2004, foram Goiás (com oitocentas e setenta e uma mil toneladas), São Paulo (setecentas e quarenta e nove mil toneladas), Minas Gerais (seiscentas e vinte e duas mil), Rio de Janeiro (duzentas e três mil) e Bahia (cento e noventa e três mil).

O avanço da cultura na região do cerrado goiano e mineiro fez a região saltar de 31% para 84% da produção nacional brasileira, entre os anos de 1996 a 2001, com o desenvolvimento de variedades híbridas desenvolvidas para esse ambiente, aumentando a produtividade. A produção por regiões foi, em 2007, a seguinte: Sudeste plantou vinte e dois mil, quatrocentos e quarenta e dois hectares, produzindo um milhão, quatrocentas e quarenta e duas mil toneladas; Centro-Oeste, com dez mil, quatrocentos e oitenta e seis hectares, colhendo oitocentas e trinta e cinco mil, novecentas e oitenta e oito toneladas; Sul, nove mil, quatrocentos e quarenta hectares, resultando em quinhentas e dezessete mil, quatrocentas e cinquenta e três toneladas; Nordeste, doze mil, oitocentos e setenta e oito hectares, colhendo quinhentas e dezessete mil, quatrocentas e cinquenta e três toneladas; e Norte, com mil e vinte e nove hectares, resultando em oito mil e setenta e quatro toneladas produzidas, segundo o IBGE.

#### Cebola

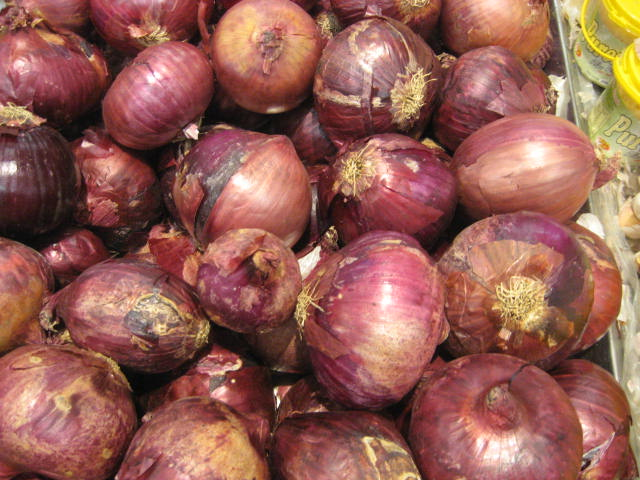
Réstia de cebola roxa

A cebola é um dos principais produtos da horticultura brasileira, não pela lucratividade mas por servir de sustento e motivo de fixação das famílias na terra, pois os pequenos agricultores, nos próprios imóveis ou em forma de parceria com grandes proprietários, são responsáveis por mais da metade da produção do país.
A região com maior produtividade da cebola compreende as cidades de Juazeiro, na Bahia, e Petrolina, em Pernambuco - cidades vizinhas, separadas pelo Rio São Francisco: ali a olerícola é irrigada, resultando numa produtividade de vinte e quatro toneladas por hectare, contra a média brasileira de dezessete toneladas. No ano de 2006 a produção das duas cidades (duzentas mil toneladas) superou a de outros estados, ficando atrás somente de Santa Catarina (trezentas e cinquenta e cinco mil toneladas).

### Mandioca
O Brasil já foi o segundo produtor no ranking mundial, com 12,7%, embora exporte apenas meio por cento do que produz - mercado este formado pela Venezuela (maior importadora, com 31,4% das vendas externas), seguida por Argentina, Colômbia, Uruguai e EUA; a média exportada em 2000 e 2001 foi de treze milhões e cem mil toneladas ao ano, gerando receita acima de seiscentos milhões de dólares.
O cultivo dá-se em todas as regiões do país, visando tanto o consumo humano quanto animal; no primeiro caso a produção divide-se em mandioca in natura, das espécies comestíveis, e para a produção de farinha e fécula. Essa cadeia produtiva gera cerca de um milhão de empregos diretos, em um total estimado de dez milhões de empregos para a cadeia produtiva.
Em 2018, o Brasil produziu 17,6 milhões de toneladas de mandioca, sendo o 5.º maior produtor do mundo. O estado que mais produz é o Pará (3,7 milhões de toneladas), seguido por Paraná (3,1 milhões de toneladas), São Paulo (1,3 milhão de toneladas), Rio Grande do Sul (885 mil toneladas) e Amazonas (876 mil toneladas), entre outros.

### Milho

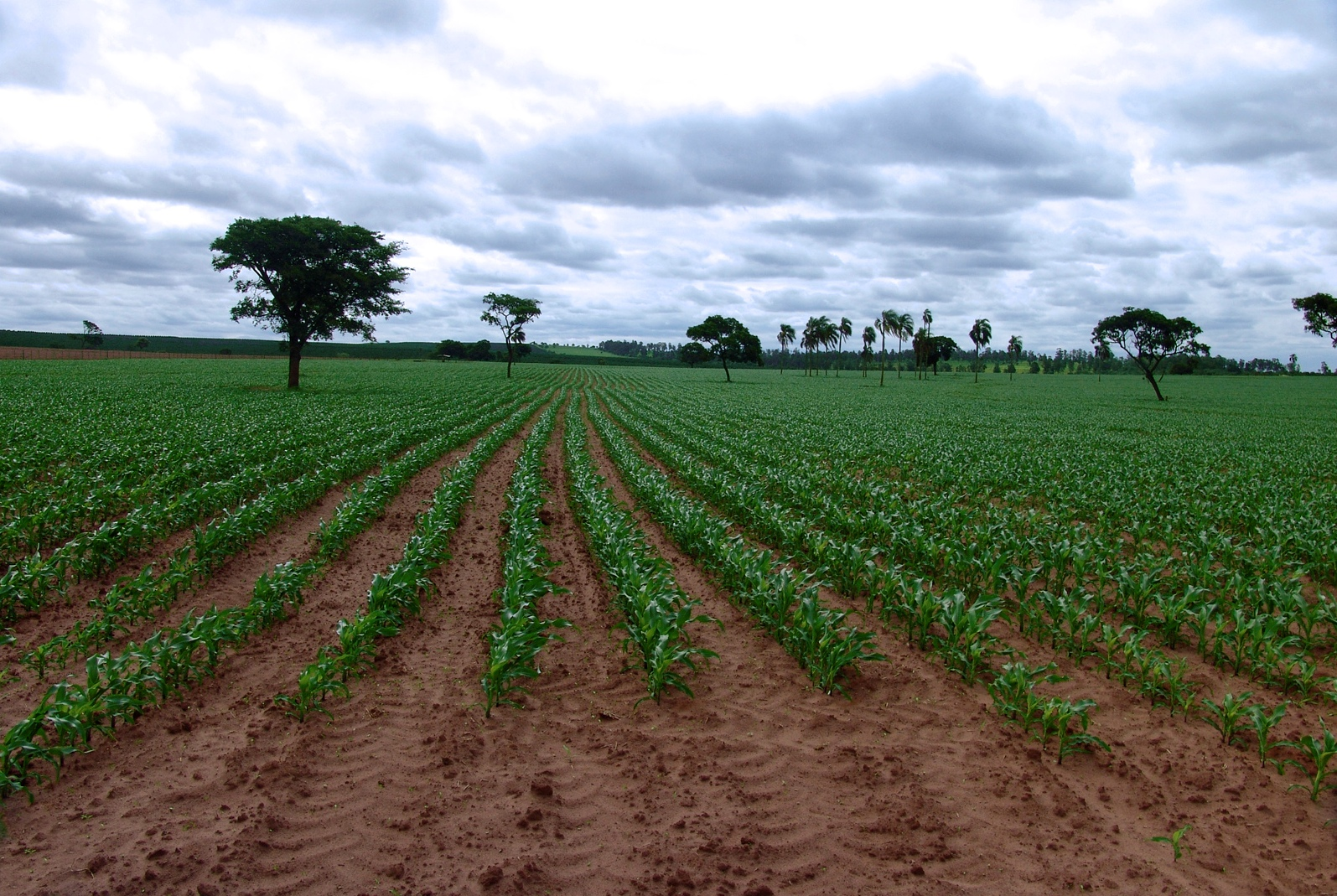
Milharal, São Paulo

A produção brasileira dá-se, basicamente, em duas épocas ao ano: a safra, propriamente dita, durante os períodos de chuva, e a chamada "safrinha" - ou "de sequeiro" - durante a estiagem. O primeiro caso ocorre, na Região Sul, do final de agosto; no Sudeste e Centro-Oeste, em outubro e novembro; no Nordeste, no início do ano. A segunda safra é feita nos estados de Paraná, São Paulo e no Centro-Oeste com o milho cultivado fora do tempo, nos meses de fevereiro e março.
No ano de 2006 a área plantada com o seu cultivo no Brasil foi de cerca de treze milhões de hectares, com uma produção superior a quarenta e um milhões de toneladas - produtividade considerada aquém da capacidade. O país foi, ainda em 2006, o terceiro maior produtor mundial (atrás dos Estados Unidos da América e da China), sendo responsável por 6,1% do milho produzido no globo. O estado que mais produzia era o Mato Grosso, com 28 milhões de toneladas.
Em 2018, o Brasil produziu 82,2 milhões de toneladas de milho, sendo o 3.º maior produtor do mundo. Os estados que mais produzem são: Mato Grosso, Paraná, Goiás, Mato Grosso do Sul e Rio Grande do Sul.

### Soja
Sua introdução deu-se no ano de 1882, e a partir do começo do século XX a produção destinava-se à forragem animal. A partir de 1941 a produção de grãos superou a forrageira, até tornar-se o principal objetivo da cultura, adaptada ao país sobretudo após estudos do Instituto Agronômico de Campinas.
No ano de 2003 o país teve uma produção de cinquenta e dois milhões de toneladas, o que correspondeu a 26,8% da produção do mundo. Na safra 2007/2008 a produção foi sessenta milhões e cem mil toneladas, superada apenas pela estadunidense; a previsão de colheita para a safra 2008/2009 é de sessenta e quatro milhões de toneladas. Os maiores produtores brasileiros eram Mato Grosso, Paraná e Goiás, respectivamente com produções em 2004-2006, de quinze, nove e seis milhões de toneladas.
Em 2019, o Brasil produziu 124,8 milhões de toneladas de soja, se tornando, pela primeira vez, o maior produtor do mundo, posto que era antes ocupado pelos EUA. Os estados que mais produzem são: Mato Grosso (35,8 milhões de toneladas), Paraná (21,598 milhões de toneladas), Rio Grande do Sul (11,444 milhões de toneladas - neste ano houve queda brusca por conta de secas) e Goiás (13,159 milhões de toneladas), vindo depois os estados do Mato Grosso do Sul (10,5 milhões de toneladas), Bahia (5,3 milhões de toneladas), Minas Gerais (5 milhões de toneladas), Maranhão (3 milhões de toneladas), São Paulo (3 milhões de toneladas), Tocantins (3 milhões de toneladas), Piauí (2,4 milhões de toneladas) e Santa Catarina (2,3 milhões de toneladas).

### Tabaco
O Brasil é segundo maior produtor mundial de tabaco, e o maior exportador de fumo desde 1993, com o faturamento de cerca de 2,7 bilhoes de dólares em 2023. O maior produtor voltado para o mercado externo é o Rio Grande do Sul, e a Região Sul responde por 95% da produção nacional, que exporta entre 60-70% do que produz. Em termos de volume, entre 500 a 600 mil tonaladas são exportadas por ano. A União Européia responde por cerca de 40% das importações de tabaco do Brasil, seguidas por China e Extremo Oriente de modo geral, com cerca de 30%. Quase 95% da produção brasileira é realizada na Região Sul. Cerca de 85% das exportações são realizadas pelo Porto de Rio Grande. O tabaco, em 2023, representou 4,5% das exportações da Região Sul e 11%  das exportações do estado do Rio Grande do Sul.

## Problemas

### Concentração fundiária
Desde suas origens o Brasil possuiu uma grande concentração de terras, primeiro no sistema conhecido por sesmarias, que vigeu até 1822, e que deu origem aos atuais latifúndios. Em 1850 (mesmo ano da lei que proibia o tráfico negreiro) foi promulgada a Lei de Terras, que manteve o sistema de concentração da terra em latifúndios e que permaneceu até 1964, quando a ditadura preparou o Estatuto da Terra. O custo elevado da produção agrícola na Colônia e Império contribuiu para a formação de latifúndios e no país nunca houve uma grande reforma agrária, que somente passou a integrar a política oficial e legal do país após a Constituição de 1988.
Dos cerca de trinta e um milhões de brasileiros que vivem na faixa de pobreza, mais da metade está na zona rural. Nos últimos vinte e cinco anos do século XX cerca de trinta milhões de moradores do campo abandonaram ou perderam suas terras, criando um déficit de cerca de quatro milhões e oitocentas mil famílias sem terra. Neste tempo, a grande maioria dos recursos de financiamento foi dirigido para as oligarquias e grandes proprietários, atendendo ao modelo de exploração intensiva das propriedades, formação de grandes monoculturas e áreas de pastagens, que com o esgotamento da chamada revolução verde, acabou por revelar uma série de problemas como o uso excessivo de agrotóxicos, irrigação e desmatamento descontrolados, agressão à cultura nativa, dentre outros.
Com a redemocratização o país teve, entre 1985 e 1988, quase nove mil conflitos sociais no meio rural, com o assassinato de 1.167 pessoas por questões agrárias. Neste período teve início um confronto que gerou, de um lado, os sindicatos, movimentos sociais e a Igreja Católica (então no país orientada pela chamada "opção preferencial pelos pobres", com as comissões pastorais) e, do outro, os grandes proprietários, reunidos na União Democrática Ruralista - a UDR - cujo representante maior era Ronaldo Caiado. A mais famosa vítima desses conflitos foi o sindicalista Chico Mendes, no Acre, em 1988.

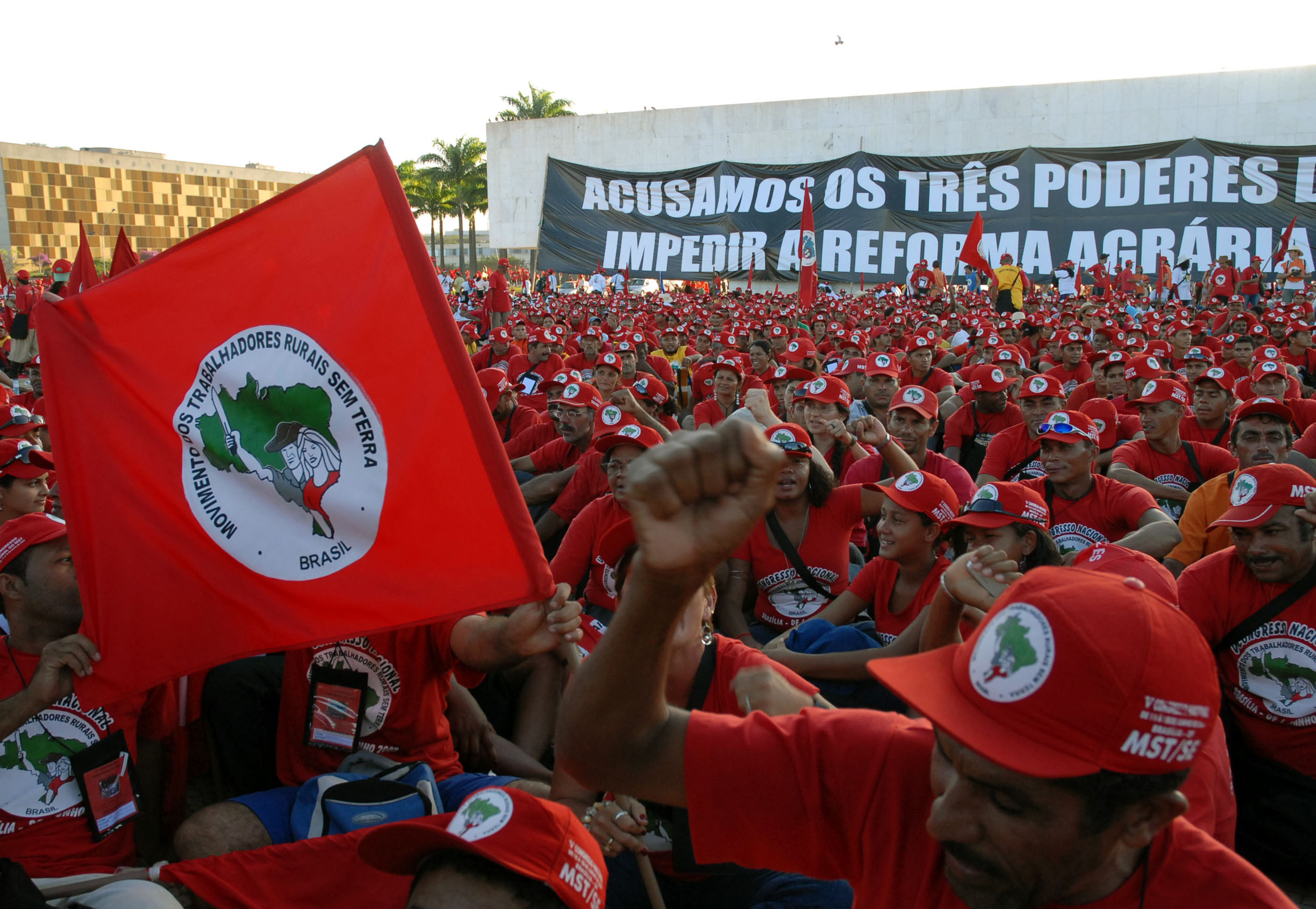
Integrantes do Movimento dos Trabalhadores Rurais Sem Terra (MST), principal grupo representante dos trabalhadores sem terra, durante o encerramento do 5.º Congresso do MST em Brasília, em 2007.

Segundo o pesquisador Bernardo Mançano, da UNESP, os censos rurais realizados desde 1940 apontavam para a concentração da terra, somente possível de ser revertida com o fim do êxodo rural e assentamento anual de cento e cinquenta mil famílias. Durante o Governo Itamar Franco, o INCRA (Instituto Nacional de Colonização e Reforma Agrária) realizou cerca de cem mil assentamentos anuais; nesta administração foi instituído o rito sumário de desapropriação, vencendo um dos principais obstáculos para a medida, que era a sua demora.
Os conflitos atingiram seu ápice em 1996 com o chamado Massacre de Eldorado dos Carajás, no Pará, quando o então governador Almir Gabriel ordenou a desocupação de uma estrada ocupado por sem-terras. A chacina daí decorrente - dezenove mortos e cinquenta e um feridos - expôs ainda mais o problema agrário no país, e o desrespeito aos direitos humanos vivido.
Em artigo de 1996, a economista Maria da Conceição Tavares, uma das maiores críticas do Governo Fernando Henrique Cardoso, alertava que "a importância de uma reforma agrária aumentou muito e a disputa pela terra, se não forem regulados rapidamente as relações de "domínio" da propriedade rural, levará a enfrentamentos crescentes".
Em 1998 os movimentos sociais na luta pela terra provocaram cerca de quinhentas ocupações de fazendas que consideravam improdutivas. Como reação às invasões, o Presidente FHC editou a Medida Provisória 2.027-38, que continha a proibição de destinar para a reforma agrária toda terra que fosse ocupada.

### Trabalho escravo e infantil

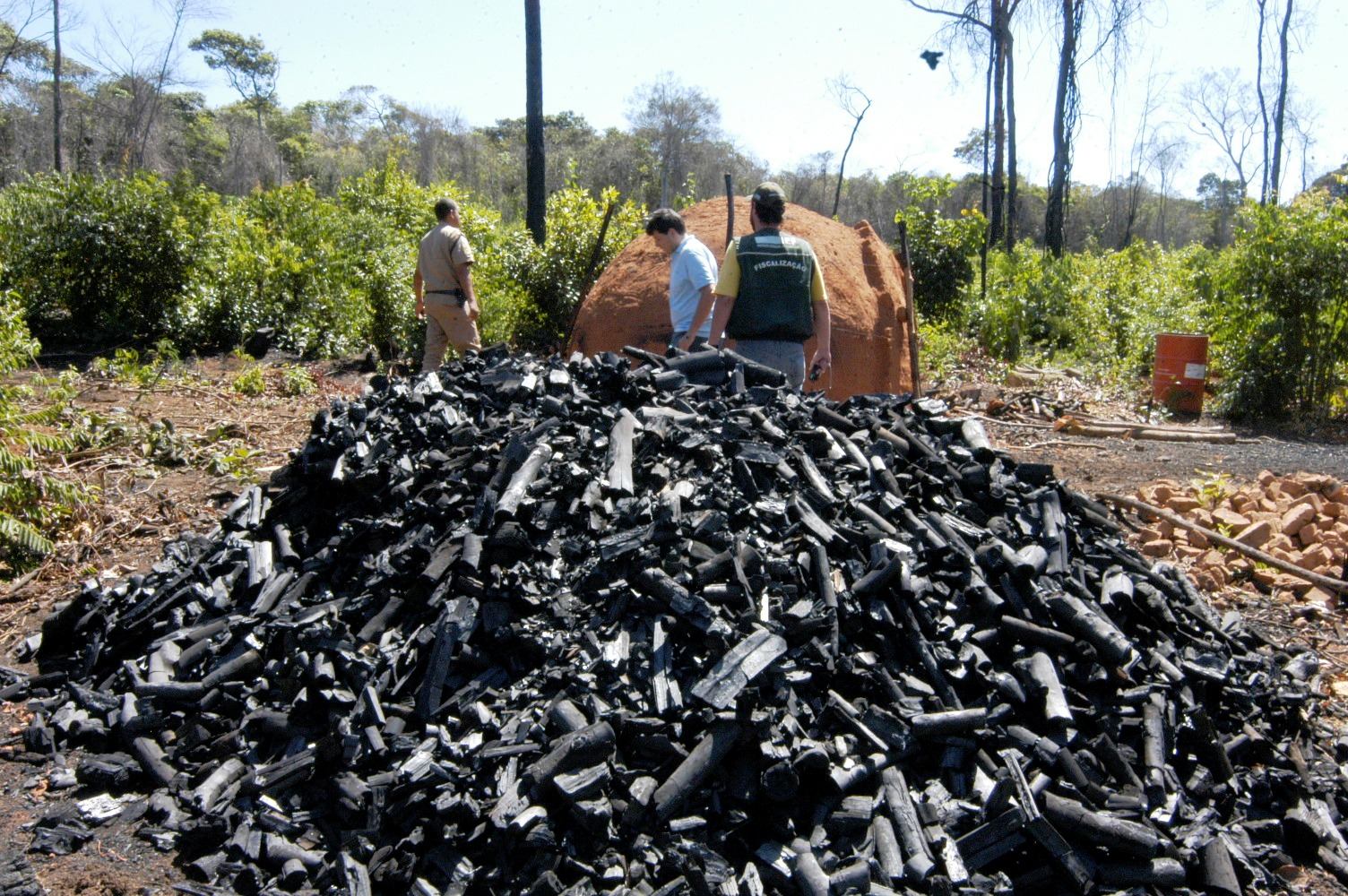
Fiscais do Ministério do Trabalho e agentes da Polícia Federal em carvoaria clandestina, locais onde mais ocorrem situações de trabalho ilegal.

No Brasil ainda se verificam situações de trabalho escravo e infantil. Segundo dados do Departamento de Trabalho do governo dos Estados Unidos da América, o país ocupa o terceiro lugar no mundo em ocorrências dessas modalidades ilegais de trabalho (junto a Índia e Bangladesh, empatados), sendo que o setor de agronegócio responde com oito das treze atividades em que tais irregularidades têm maior incidência, com destaque para a pecuária e os cultivos de sisal, cana-de-açúcar, arroz, tabaco e carvão vegetal. A despeito dessa posição, o país teve sua atuação no combate dessa situação elogiada, sendo que no período 1995-2009 cerca de trinta e cinco mil trabalhadores foram libertados das condições aviltantes de trabalho.
Para o Presidente do Tribunal Superior do Trabalho, Ministro Lélio Bentes, a Organização Internacional do Trabalho - OIT - reconhece o empenho brasileiro no combate às práticas criminosas de trabalho, que passam pela aplicação de multas; dentre as causas aponta a pobreza e a desinformação, ressaltando que para a solução definitiva mister a constante fiscalização das propriedades, e ainda a possível aprovação de Projeto de Emenda à Constituição (PEC), que prevê a perda do imóvel para os proprietários flagrados em situação irregular.

### Impactos ambientais

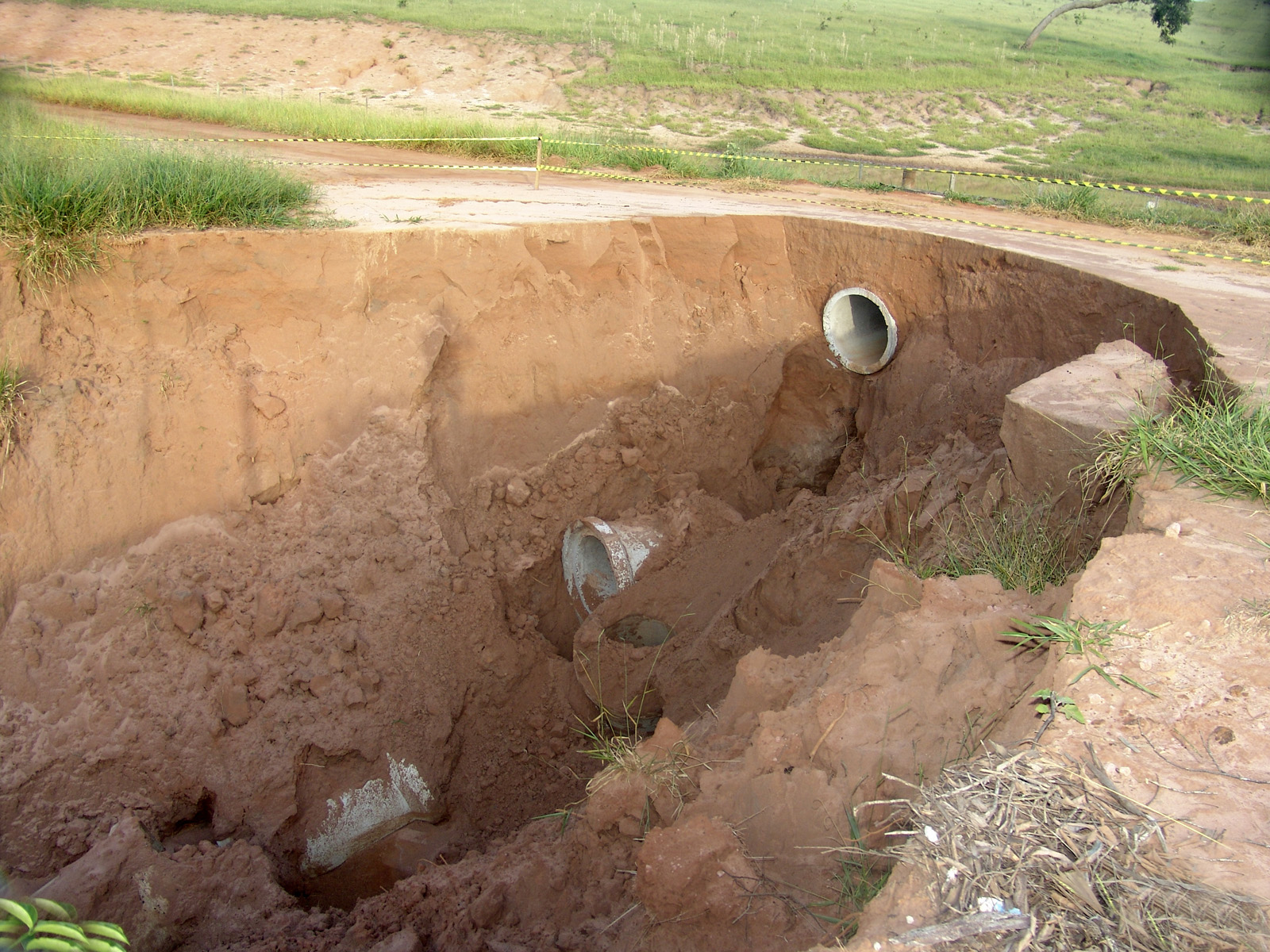
Voçoroca no estado de São Paulo.

No Brasil o setor agropecuário e o desmatamento respondem por 75% das emissões de gases responsáveis pela mudança do clima. Em razão disto, algumas iniciativas vêm sendo adotadas, com objetivo de minimizar esse impacto, sobretudo pela redução do desmatamento para a expansão agrícola e pecuária: a chamada "Moratória da Soja", o Zoneamento Agroecológico da Cana-de-açúcar, e o uso da fertirrigação nesta última, são exemplos dessas ações. O desmatamento prejudicou gravemente a agricultura brasileira, alterando os padrões de chuva e elevando a temperatura. Só entre 2006 e 2019, os produtores de soja e milho no Brasil perderam mais de 1 bilhão de dólares devido a esses efeitos.

#### Erosão do solo
Um dos problemas enfrentados pela agricultura brasileira é a falta de cuidados referentes ao uso do solo e controle da erosão. Uma grande parte das regiões Sudeste e Nordeste do país é de formações rochosas graníticas e de gnaisse, sobre as quais assenta-se uma camada de regolito, bastante suscetível à erosão e formação de voçorocas. Autores, como Bertoni e Lombardi Neto, apontam essa condição como um dos maiores riscos ambientais do país, e grande parte delas são decorrentes da ação humana.
A erosão impõe a reposição de nutrientes ao solo, em consequência da perda dos mesmos, e ainda provoca perda da estrutura, textura, e diminuição das taxas de infiltração e retenção de água.
Os procedimentos usados comumente no preparo do plantio, como a aração e uso de herbicidas para o controle das ervas daninhas acabam por deixar o solo exposto e suscetível à erosão - quer pelo carregamento da camada superficial (e mais rica em nutrientes), quer pela formação das voçorocas. A terra levada pela água, assim, provoca o assoreamento de rios e reservatórios, ampliando deste modo o impacto negativo no ambiente. Uma das soluções é o chamado plantio direto, prática ainda pouco divulgada no país.

#### Uso de agrotóxicos
Existem quatro mil tipos de agrotóxicos, que resultam em cerca de quinze mil formulações distintas, dos quais oito mil estão licenciadas no Brasil. São produtos como inseticidas, fungicidas, herbicidas, vermífugos, e ainda solventes e produtos para higienização de instalações rurais, dentre outros. Seu uso indiscriminado provoca o acúmulo dessas substâncias no solo, água (mananciais, lençol freático, reservatórios) e no ar - e são largamente utilizados para manter as lavouras livres de pragas, doenças, espécies invasoras, tornando assim a produção mais rentável.
O Brasil apresenta uma taxa de 3,2 kg de agrotóxicos por hectare - ocupando a décima posição mundial, para alguns estudos, e a quinta, em outros. O estado de São Paulo é o maior consumidor, no país, sendo também o maior produtor (com cerca de 80% da produção nacional). Para o controle dos efeitos danosos ao meio ambiente do uso dessas substâncias é preciso a educação do agricultor, a prática do plantio direto, e ainda o esforço de órgãos tecnológicos como a EMBRAPA, com o desenvolvimento de espécies mais resistentes, de técnicas que minimizem a dependência aos produtos, do controle biológico de pragas, entre outros.
No ano de 2007 os produtos que apresentaram maior índice de contaminação por agrotóxicos foram tomate, alface e morango, sendo o agricultor o principal afetado. Isso decorre porque é baixa a conscientização do produtor e poucos são os que cumprem as determinações legais para o uso dessas substâncias, como a de Equipamento de Proteção Individual (EPI).
Segundo informações da Anvisa com base em dados da ONU e Ministério do Desenvolvimento, Indústria e Comércio, as lavouras brasileiras utilizam pelo menos dez tipos de agrotóxicos considerados proibidos em outros mercados, como União Europeia e Estados Unidos.

#### Transgênicos

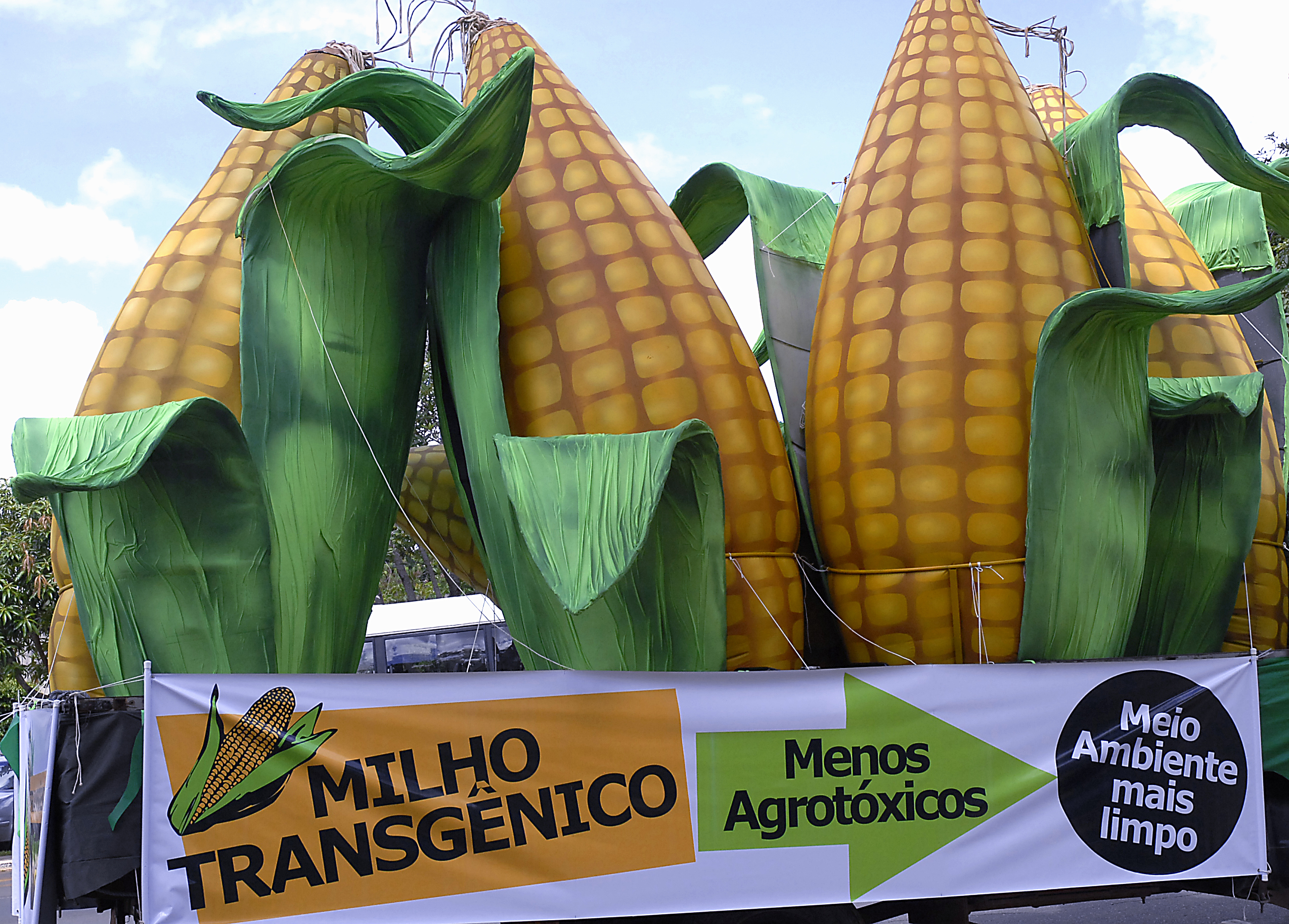
Brasília, 2007: manifestantes pedem liberação de milho transgênico.Antonio Cruz/ABr

O país ocupa a terceira posição mundial no uso de sementes transgênicas. As principais culturas que usam dessa biotecnologia são a soja, o algodão e, desde 2008, o milho.
Diversas ONGs nacionais ou internacionais brasileiras, como o Greenpeace, MST ou Contag, manifestaram-se contrários ao cultivo de plantas geneticamente modificadas no país, expondo argumentos como a desvalorização destes no mercado, a possibilidade de impacto ambiental negativo, a dominação econômica pelos grandes empresários, dentre outros. Entidades ligadas ao agronegócio, entretanto, apresentam resultados de estudos efetuados pela Associação Brasileira de Sementes e Mudas (Abrasem), nos anos de 2007 e 2008, tendo como resultado "vantagens socioambientais observadas nos demais países que adotaram a biotecnologia agrícola há mais tempo"
No país a Justiça Federal decidiu que alimentos que contenham mais de 1% de transgênicos em sua composição devem, nos seus rótulos, expor a informação em destaque, a fim de informar o consumidor.

## Dados estatísticos
Viviam, em 2004, em áreas rurais não metropolitanas, segundo o IBGE (Pesquisa Nacional por Amostra de Domicílios - PNAD 2004), 5.965.000 famílias em todo o Brasil.
A participação da agricultura para o PIB brasileiro cresceu, no período compreendido de 2001 a 2004, passando de 8,4% para 10,1% - incremento que foi favorecido pelos preços favoráveis de commodities e do câmbio.
Em 2006 foram cultivados sessenta e dois milhões e trezentos mil hectares do território. Aproximadamente três milhões e seiscentos mil ha foram irrigados, responsáveis por 69% de todo o consumo de água doce no Brasil.
A área total cadastrada oficialmente como destinada à agricultura perfaz um total de trezentos e sessenta milhões de hectares, que não é toda ela agricultável. Cerca de vinte e nove milhões e meio de hectares estariam aptos ao uso da irrigação.
Da área cultivada em 2006, 4,8% foi destinada à fruticultura, responsável por 16,8% do rendimento da safra daquele ano, e que tem como principais produtos a laranja, banana e uva (57% da produção em frutas); outros produtos integram a produção frutífera nacional, com menor expressão, como a manga, maçã, mamão e abacaxi.
O eucalipto, árvore introduzida da Austrália e adaptada ao Brasil, é o principal item das culturas de florestamento, ocupando uma extensão de três milhões de hectares no país, destinada à produção de celulose e para a metalurgia (ferro-gusa).
Em 2005, a agricultura brasileira ocupava o primeiro lugar na produção e exportação de açúcar (42% da produção mundial), etanol (51%), café (26%), suco de laranja (80%) e tabaco (29%); segundo maior produtor e exportador de soja em grãos (35% da produção mundial) e soja em farelo (25%); no milho era o quarto maior produtor, e terceiro maior exportador (com 35% da produção), segundo dados da USDA’s Foreign Agricultural Service and Global Trade Information Services data.
Segundo relatório da OMC referente a 2010, apesar de 80% da produção de grãos estar em áreas temperadas, o Brasil ocupa o primeiro lugar no ranking mundial de exportação em produtos como açúcar, café, suco de laranja, tabaco e álcool; e o segundo lugar em soja e milho.
Dentre os produtos do agronegócio a soja é o líder na balança comercial agrícola. No período compreendido entre agosto de 2007 e julho de 2008 as exportações agrícolas renderam ao país sessenta e oito bilhões e cem milhões de dólares, que fizeram o setor apresentar um superávit (diferença entre o valor importado e o exportado) de cinquenta e sete bilhões e trezentos milhões de dólares, no período.
No ano de 2008 o maior mercado consumidor dos produtos agrícolas brasileiros foi a União Europeia. A China, entretanto, foi o país que, individualmente, teve maior participação como importador, com um montante de 13,2% no total, seguido pelos Países Baixos (com 9,5%) e Estados Unidos da América (8,7%).